# Història del cinema
Encara que no sigui gaire clar on començà realment la història del cinema, la primera exhibició d'un film es dugué a terme al Saló Índia del Grand Café de París el 28 de desembre de 1895. Aquell dia els germans Lumière van presentar públicament el cinematògraf en un acte que va causar commoció entre la trentena d'espectadors que van assistir-hi. La sortida dels obrers de la fàbrica va ser la primera pel·lícula projectada en aquest esdeveniment, per la qual cosa es va convertir en la primera pel·lícula que es va presentar en una sessió de pagament de la història del cinema. D'aquesta manera, va néixer aquest fenomen que amb el temps ha aconseguit conquerir tot el món i ha creat una indústria milionària.
El cinema, que es basa en projeccions públiques d'imatges animades, nasqué de diverses innovacions que van des del domini de la fotografia fins a la síntesi del moviment. A aquesta se li atribuïx la causa de la persistència de la retina. Però l'efecte del moviment del cinema no pot ser explicat per la persistència de la retina, vist que s'esdevé en un nivell neutral, posterior a la fase de la retina, en el marc del procés de percepció visual. Hugo Mustemberg, psicòleg i l'un dels primers teòrics del cinema, negava ja aleshores, l'any 1916, la possibilitat de l'efecte de moviment produït al cinema com a resultat de fenòmens de retina. Mustemberg creia (encertadament) que tot passava a la fase neutral del procés de percepció visual, donant-li el nom de phi. D'entre els jocs òptics inventats, pagaria la pena posar rellevència en el taumàtrop (John Ayrton París, 1820-1825), el fenaquistoscopi (Jospeh-Antoine Ferdinand Plateau, 1828-1832), el zoòtrop (William George Horner, 1828-1832), el praxinoscopi (1877) i l'estroboscopi (Simon von Stampfer, 1828-1832). L'any 1888 l'Émile Reynaud millorà la seua invenció i començà a projectar imatges al Musée Grévin durant prop de deu anys.
És mitjançant una experiència de l'Eadweard Muybridge que s'aconseguí per primera volta una pre-imatge en moviment. Tot mirant de respondre al debat sorgit arrel de les noves conclusions al voltant del galop dels cavalls, en Muybridge col·locà 12 i després 24 càmeres seguides al voltant d'un hipòdrom per tal de captar el moviment del cavall mentre corre de forma mil·limètrica. N'obtingué la descomposició del seu moviment en diverses fotografies. L'any 1882 l'Étienne-Jules Marey millorà l'aparell d'en Muybridge i el 1888 en Louis Aimée Augustin Le Prince filma ja una escena de 2 minuts amb un primer vídeo, tot i que el paper utilitzat fes de la projecció inadequada.
El cap enginyer dels laboratoris Edison, William Kennedy Laurie Dickson, inventà un film de cel·luloide la seqüència d'imatge de la qual esdevindria en fotografia la forma de projectar imatges en moviment. L'any 1891 en Thomas Edison inventa finalment la primera màquina de visualització de pel·lícula. Força limitada, el cinetoscopi no projectava pel·lícules, sinó que contenia un visor amb què de forma individual, l'espectador podia apreciar-hi els primers vídeos.
Tot basant-se en la invenció de l'Edison, n'August i en Lluís Lumière inventaren el cinematògraf, una càmera i projector units. L'any 1895 organitzaren la primera exhibició de pagament de les seues pel·lícules al Saló del Grand Café de París al bulevard dels Caputxins. El visionatge fou un èxit. Eixe dia, data de la primera projecció, el 28 de desembre, és comunament acceptada com a data de naixement del cinema, per bé que els germans Lumière mai reivindicaren aquests honors.
En el decórrer del segle xx, el cinematògraf s'associa a cinema, una forma d'art, de comunicació i d'entreteniment de masses. S'introduïxen els primers documentaris, els primers efectes especials mercès a en Georges Mélies. També s'introduïxen els primers films de fantasia. S'allarguen els minuts de visionatge. Es desenvolupa el llenguatge cinematogràfic. S'incorpora narració, muntatges, trucatges, etc. S'hi afegixen el so i després el color.
Els Estats Units esdevenen, en l'espai de dues dècades, el centre absolut del cinema mundial. La indústria s'hi desenvolupa a passos agegantats. Hollywood produïx les primeres superproduccions que són alhora matèria per exportar l'imperialisme estatunidenc a la resta del món. Fa néixer l'star-system i créixer el cinema fins als nostres dies on malgrat la diversificació de la indústria, el país seguix liderant gairebé sense competència tot el planeta en paral·lel a nous avenços que tornen a posar els Estats Units al centre: pel·lícules en tres dimensions, dibuixos animats clàssics i digitals, lloguer i venda de pel·lícules en K7, DVD o blue-ray, venda per streaming, etc. Alhora es desenvolupa igualment tot un seguit de festivals des d'on es premia les produccions anuals. A l'any la indústria nord-americana aconseguix projectar prop de 200 pel·lícules noves. Una majoria queda en l'oblit, algunes són recuperades pels canals de televisió d'arreu del món i finalment, una minsa part, aconseguix lletres majors mercès a la seua inscripció als anals.

## Periodització de la història del cinema

### Periodització clàssica de Thompson i Bordwell
1880-1904 Invenció i primers anys (cinema d'atraccions)
1905-1912 Expansió del cinema internacional (transició al cinema narratiu)
1913-1919 Període clàssic primitiu
1920-1925 Cinema mut tardà
1926-1945 El desenvolupament del so

### Periodització alternativa del cinema amb so d'Alison McMahan[2]
1894 William K. Dickson produeix la "película sonora experimental de Dickson" a la Edison Co.
1896 Messter sincronitza la música amb el Biorama.
1900 Tres pel·lícules amb so es mostren a l'Exposició Internacional de París: el Phono-Cinéma-Théâtre, el Théâtrescope i el Phonorama.
1901 Gaumont patenta el cronòfon, que es una confluència entre el kinetoscopi d'Edison i el treball de Baron.
1902 Demostració del cronòfon.
1903 Presentació del Biófon de Messter, confluència del cinematògraf i el fonògraf.
1905 Construcció de l'estudi pel cronòfon de Gaumont.
1906 Léon Frely inventa, per Gaumont, el primer micròfon que pot gravar veu humana, però no es patenta.
1907-1908 Anys de gloria pel projector Tonbilder de Messter a Alemania.
1908 Construcció de l'estudi pel cronòfon de Gaumont als EUA.
1910 Les pel·lícules del cronòfon Gaumont les veuen milers de persones.
1913 Les ventes decauen i Gaumont i Messter abandonen la producció del cronòfon i del Tonbilder respectivament.

## Orígens del cinema

### El món de les siluetes
El cinema neix al final del segle xix com una extensió de l'evolució de la fotografia. Tanmateix, s'acostuma a veure en la llanterna màgica el primer precedent d'animació d'imatges. Alhora també s'acostuma a posar com a primer precedent les projeccions amb cambres fosques. Era un sistema de projecció basat en els miralls màgics japonesos. Tot amb tot, el primer dipòsit de dret intel·lectual sobre una animació d'imatges fotogràfica aparïx l'any 1891. És llavors quan es podria parlar de cinema per bé que la presència de la càmera argentina encara no era sinònim d'espectacle tal com es concep actualment. L'espectacle col·lectiu que en efecte en podria resultar haurà d'esperar-se força temps més.
Alguns crítics i especialistes en cinema, com el francès Vincent Marabel, volen veure a les pintures rupestres prehistòriques precedents cinematogràfics. Efectivament s'han trobat pintures en grutes i roques que mostren personatges pintats amb moltes cames com si els pintors haguessen volgut pintar el moviment d'aquests personatges caminant. Se'n treu la conclusió que el desig de voler representar el moviment en projecció és inherent a l'home. Oimés, el mateix Vincent Marabel veu a la descripció del mite de la caverna de Plató un altre precedent de desig de moviments.
El cinema és un espectacle de masses que cobreix la necessitat de lleure de les classes populars i de propaganda de les classes dirigents, quelcom que començà a prefigurar-se al segle xviii on l'oci de la plebs s'havia de cobrir d'alguna manera. Durant aquell segle, a Europa prengueren forma els panorames i els diorames, que no eren més que grans projeccions públiques que buscaven la reproducció de la imatge en moviment basada en les ombres xineses, configurant-se com una evolució de la pintura. Als Estats Units existien els panorames giratoris d'imatge canviant, considerats un precedent de l'animació, en un moment en el qual la fotografia no havia arribat encara.
Es considera que el cinema es configurà mitjançant l'extensió de la llanterna màgica, el projector i la influència de la percepció del moviment i captació de la realitat. La invenció de la llanterna màgica s'atribuïx a Robert Bacon (1214-1294) però el difusor principal de l'invent fou el jesuïta polonès Athanasius Kircher (1602-1680), un investigador polico-científic que construí un model de llanterna màgica i el donà a conèixer a través de l'obra Ars Magna Lucis el Umbræ in decem libris digesta (Roma, 1643). Es tracta d'un aparell que, col·locat a l'interior d'una sala fosca, servix per projectar sobre una superfície blanca imatges transparents col·locades a prop del focus del seu sistema òptic. Les imatges estan pintades sobre plaques de vidre, normalment rectangulars o circulars, i acostumen reproduir gràficament una història o una escena breu. Si la sèrie d'imatges és adequada, apunta el professor de la Universitat Oberta de Catalunya, Palmira Gonzàlez López, i el ritme amb què passen davant del focus és prou ràpid, s'aconseguix la projecció d'imatges en moviment.
Les siluetes són doncs el precedent de la llanterna màgica. Nasqueren a l'Àsia al voltant de l'any mil abans de Crist. A la Xina, concretament, les anomenades ombres xineses tingueren un èxit notable fent que es traslladessen progressivament vers Indonèsia, l'Índia i, d'aquesta, a la resta del món conegut, és a dir, Europa. El terme silueta prové del nom d'Étienne de Silhouette (1709-1767), controlador general de les Finances sota Lluís XV. El mot s'utilitzà per designar aquestes ombres després que l'Étienne proposés reduir la fortuna de les classes privilegiades de França. Aquesta, en un primer precedent l'any 1759 d'allò que s'esdevindria a la Revolució Francesa, descontenta, començà a criticar-lo obertament, dedicant-li dibuixos satírics anomenats llavors "Silhouette", és a dir, silueta. Eren dibuixos que es presentaven de forma recurrent amb personatges de perfil cosa que hi donava un aspecte de silueta. Tot seguit, l'expressió s'estengué a les ombres projectades.
La primera projecció en públic de la llanterna màgica fascinà de tal manera el públic que l'invent del jesuïta polonès fou ràpidament batejat "llanterna màgica". I és que conscients de l'impacte que produïren aquestes siluetes, hi hagué llavors nombrosos xarlatans que no hesitaren a emprar la llanterna màgica per projectar-hi imatges de terror amb l'objectiu de reforçar la seua capacitat de convicció. El públic hi veié llavors màgia blanca. Les llanternes estigueren en voga als salons francesos, italians, alemanys i escandinaus durant el segle xviii. El primer teatre de projecció d'ombres fou instal·lat a Versalles l'any 1772 per compte de Séraphin. A banda, el físic való Étienne-Gaspard Robert, més conegut com a Robertson, inventà el primer espectacle d'ombres que tenia per costum de projectar al convent parisí de les Capucines. Posseïa la seua pròpia màquina de projecció, el fantascopi, així com nom per a la seua obra: fantasmagòriques.
Allò interessant d'observar en l'ús que se'n fe de les llanternes màgiques és que trobem ja en aquesta època dues grans fonts d'aplicació d'on després nasqué el cinema:
- fou un instrument al servei de la ciència i el desenvolupament tecnològic
- fou servit com a mitjà d'expressió i espectacle

Hi ha constància, en efecte, que alguns científics utilitzaven les llanternes màgiques com a instrument útil per les seues investigacions. És el cas de Johannes Zhan, de Himpler o de pedagogs per il·lustrar les explicacions en conferències o classes. De fet és precisament dins el camp científic que aparïx una altra tendència, la dels dibuixos animals que són el precedent de les pel·lícules d'animació actuals. És el cas del phenakistiscope del belga Joseph-Antroine Plateau que l'any 1832 presentà la primera projecció de dibuixos animats mercès a aquest aparell que fa passar un disc d'una sèrie d'imatges sobre llum que després es projecten sobre una tela en blanc. El fet que el suport on s'hi havia dibuixat les animacions estiguessen perforats, permetia fer girar fàcilment el disc i amb això les projeccions avançaren notablement. Alhora, el belga entengué el procés científic pel qual l'ull acaba interpretant una sèrie d'imatges com a moviment si aquestes se succeïxen ràpidament a un segon per full davant els nostres ulls. Aquest fenomen fou la base sobre la qual treballà Disney abans d'adquirir Pixar. Actualment aquest belga és considerat l'avi del cinema.
Durant el segle xix l'avanç de l'òptica i la química afavorí noves tècniques de captura i conservació d'imatges. És d'aquest avenç que nasqué la fotografia, la qual després deriva en imatges en moviment, després en vídeo i actualment cinema.

#### Debat al voltant de la percepció del moviment aparent
No fou gens clar durant els inicis del cinema que es poguera prendre com a certa i concreta la teoria segons la qual l'ull humà percep el moviment aparent a partir d'una successió de fotografies fixades i allotjades dins la nostra retina. Foren diverses les teories de la percepció descobertes durant els debuts de l'escola de Gestalt i altres teories, també, relatives a la psicologia de la percepció que contradeien les primeres. Segons en Max Wertheimer existixen efectes diversos que poden produir davant nostre aparença de moviment. La propagació de la teoria de la persistència visual com a única explicació del funcionament del cinema és un error demostrat per en Miquel Àngel Martí Pasqual. Segons que explica al seu article, el moviment aparent no s'esdevé directament i successivament dins l'ull, sinó que aparïx en un procés veloç i complex produït entre la percepció visual directa, la memòria i la capacitat d'interpretació de la imatge. Siga com siga, és mercès als treballs de Max Wertheimer, aplicats per Hugo Münsterberg el 1916 que es demostrà que una successió d'imatges fixes, són percebudes per la nostra retina successivament i amb certa rapidesa, provocant una il·lusió òptica d'unió, amb que tenim la sensació de veure una imatge en moviment, és a dir, un vídeo. És l'anomenat fenomen phi.

### Desenvolupament de la fotografia

#### La imatge fixa
L'impacte de la fotografia i la necessitat de trobar-hi una guspira artística incentivà l'aparició del cinema com a tal, mercès a Fox Talbot amb el calotip, els daguerrotips i la invenció del fasmatrop per part d'Henry Renno Heyl, que incorporà imatges reals animades en seqüència; tot i que comportaven molt de temps. És justament del perfeccionament de la fotografia que s'aconseguí imatges en moviment. A l'època eren nombrosos els estudis en fotografia. Podem destacar a Catalunya el doctor Jaume Ferran i Clua, qui arribà a un procediment fotogràfic més ràpid. Mirà d'aplicar la descoberta al camp de la medicina. No és pas l'únic en aquesta matèria però sí que és cert que és els primers a proposar el seu sistema sense el qual la cronofotografia posterior no hauria estat possible. Element que permet la instantaneïtat en fotografia, sense la qual el cel·luloide que passa ràpidament per davant de l'obturador de les càmeres de cinema hauria quedat verge.
La fotografia com el cinema nasqué d'un llarg procés d'evolució i investigacions científiques. Moltes de les quals són presentades amb orgull a les exposicions internacionals que s'anaren celebrant una mica per tot Europa. Aparïx de la necessitat de mesurar i enregistrar però el repte més gran fou el de reduir el temps d'espera de captura així com l'aparatós aparell amb què s'aconseguien les instantànies. La cerca d'un procediment més ràpid que vingués a substituir la tècnica de la gelatinobromur fou essencial perquè permeté reduir la complexitat amb què es capturaven anteriorment les imatges. Això donà lloc a la fabricació del daguerrotip que donà un altre aire a la fotografia, d'ençà gairebé operativa, per bé que caldrà encara més millores com les que aportà Kodak i amb què tenim ja l'inici d'una era diferent que passa a fer-li la competència a la pintura d'antuvi.

#### La imatge mòbil
Un cop obtinguda la imatge fixa ja només caldria trobar la manera de tornar-la en moviment. El camp de la ciència es desenvolupà justament en dues vies. La primera anà desenvolupant-se dins la imatge fixa per donar forma a la fotografia i la seua indústria mentre que la segona mira d'aconseguir vídeos amb què projectar-los per donar forma a allò que hui identifiquem com a cinema. És així com se succeïxen una sèrie d'invents per a la imatge fixa i mòbil. Fou el cas del Taumatrop el 1825 i una mica després Plateau inventaria el fenaquistoscopi, objecte de projecció que pretenia sincronitzar bé el que veiem i el que no veiem, és a dir, que introduí l'espai entre les ranures de l'obturador, les intercalacions en negre, cosa que de mica en mica es perfeccionaria amb el zoòtrop i el praxinoscopi de Reynaud el 1877, el qual introduí el concepte de fotograma a partir d'imatges reflectides a un tambor amb una roda interior, on l'obturador aniria tallant el flux lluminós. Aquest invent no trigaria a ser adaptat a l'anomenat teatre òptic, de gran èxit comercial i de públic, que introduïa una bobina emissora i receptora que calia ajustar amb un condensador, i un mirall projectava sobre la pantalla. De fet, el cinematògraf dels Lumière es basaria molt en el teatre òptic.
El teatre òptic tingué molt èxit. L'any 1892, per exemple, quan només faltarien tres anys perquè els germans Lumière posassen al mercat el cinematògraf, el Museu Grevin de París acollia les pantomines lluminoses d'en Reynaud. Era un teatre òptic que tenia ja aparença de veritables dibuixos animats. Cada cinta contenia uns 500 dibuixos i la seua projecció s'allargava únicament als deu minuts.

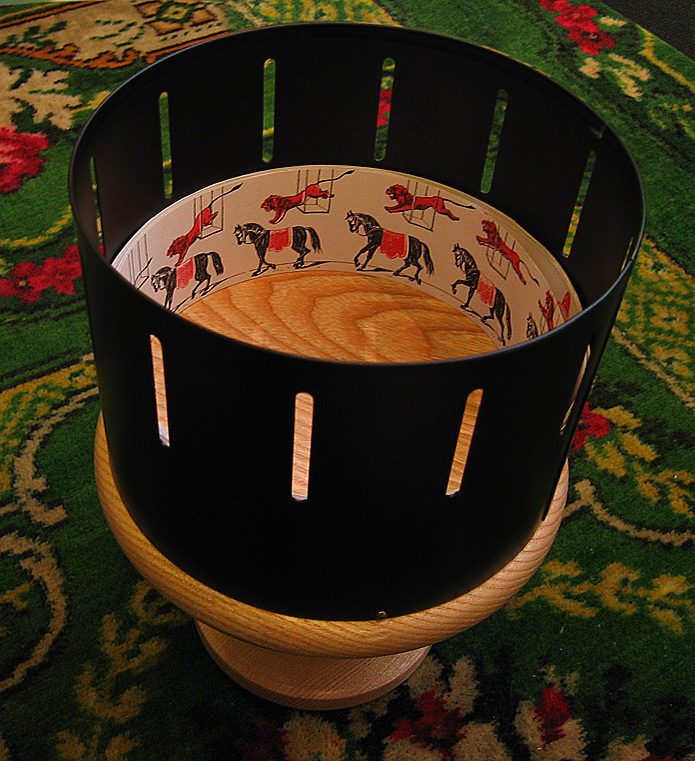
Zòotrop modern, adaptat de l'anglès William George Horner (1833)
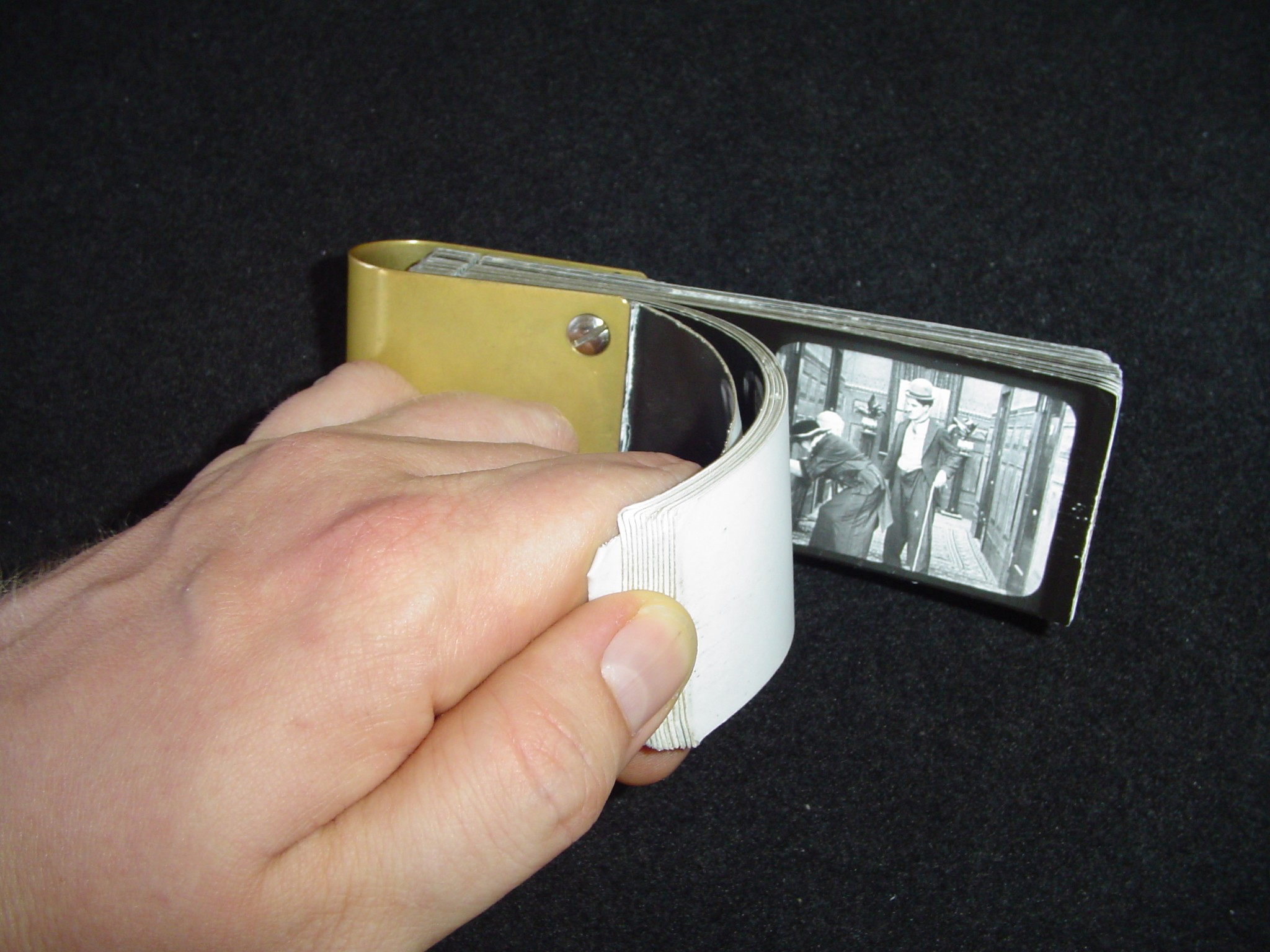
un Folioscop fotogràfic modern, adaptació del Flipbook de l'anglès John Barnes Linnett (1868)
un Zoopraxiscopi del fotògraf britànic Eadweard Muybridge (1879)
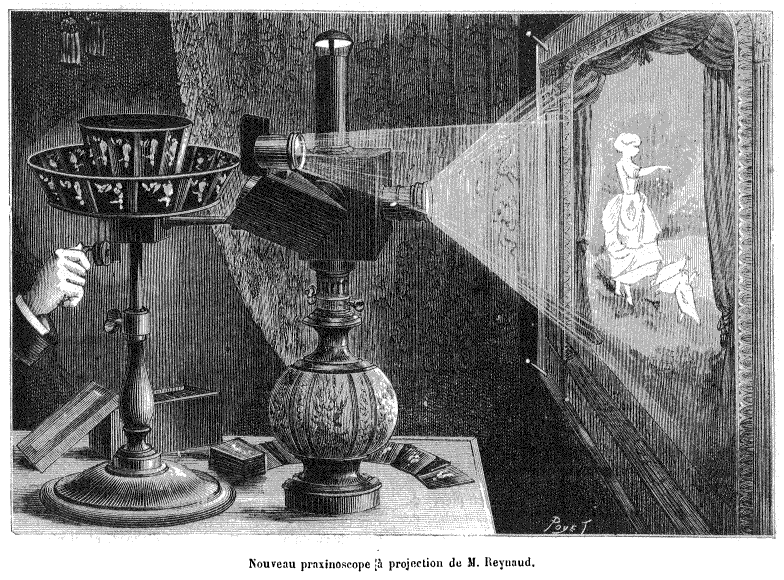
un Praxinoscopi de projecció del francès Émile Reynaud (1880)

La imatge en moviment s'aconseguix, però, d'una aposta. L'Eadweard Mybridge fou responsable d'una fita que aleshores tingué un ressò important dins el camp de la biologia. Aquest fotògraf i investigador tingué la sort de conèixer l'antic governador de Califòrnia, Leland Stanford, el qual li proposà un repte d'un valor de 25.000 dòlars. En efecte, en aquella època, el físic i biòleg francès Étienne-Jules Marey havia publicat un estudi que feia debat. A La màquina de l'animal, partia de la tesi que el cavall es troba sempre durant uns segons en suspensió mentre corre. Les seues conclusions no eren compartides per tothom i el ric governador de Califòrnia proposà per 25.0000 dòlars a en Mydridge de provar-ho amb instantànies fotogràfiquees. Repte acceptat, el fotògraf col·loca a San Francisco l'any 1872 un seguit d'aparells fotogràfics, els uns rere els altres, amb l'objectiu de captar-hi mil·limètricament el galop de l'animal mentre corria per una pista d'hipòdrom. El repte fou tan espectacular que a més de confirmar la tesi de Marey, permeté obrir el camp cap al cinema mitjançant el desenvolupament d'aparells que enregistressen vídeos.

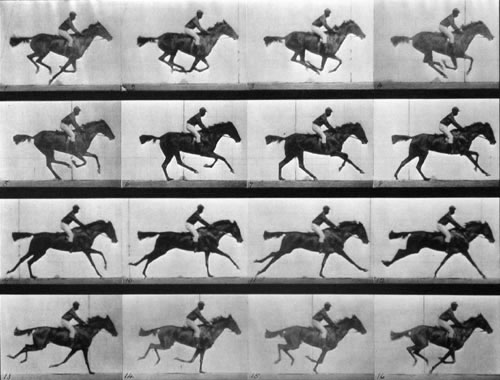
Cavall en moviment

Cavall en moviment

El mateix Étienne-Jules Marey mirà de reproduir aquests resultats concloents amb el vol dels ocells. Apassionat i especialitzat en ocells, amb unes ganes immenses de trobar la manera de tenir el moviment en la imatge, inventa als 52 anys el cronofotògraf o fusell fotogràfic. Un aparell que resumia tota la posada en escena de Muybridge. Un única aparell doncs per enregistrar dotze fotografies instantànies. Amb el fusell fotogràfic del 1882, els principis de la càmera fotogràfica estaven a punt i només calia unir-los als de la projecció i la percepció del moviment, quelcom que a finals del segle xix s'aconseguiria. Així i tot, el suport amb què s'aconseguien les imatges era molt barroer i gens pràctic. Per bé que Marey i Muybridge tingueren invencions profitoses, caldria encara més investigació en el camp de la fotografia.
Nota: cal emmarcar aquestes fites dins la introducció de la Segona Revolució Industrial. És així perquè aquesta introduí l'electricitat i això accelerà notablement les invencions i el desenvolupament de les màquines en general, sobretot els aparells de captació d'imatge.
És mercès a Kodak que la fotografia esdevé més pràctica i ràpida. El gran invent de Kodak fou precisament el llançament l'any 1888 de la primera pel·lícula fotogràfica. Quelcom que venia a substituir definitivament les plaques de vidres i els intents posteriors si fa no fa aconseguits però molt aparatosos. D'aquesta invenció, el banquer Géorges Eastman en fa una indústria desenvolupant-ne el film, és a dir, la pel·lícula: celu·loide, càmeres-fotoràmiques, fotografies en color, etc. L'empenta vingué acompanyada de la iniciativa de Thomas Edison qui s'adreçà efectivament al banquer per desenvolupar un aparell menys costós i que fos molt més efectiu. Després d'una recerca intensa amb el seu assistent Dickson, l'Edison posà en marxa la primera càmera d'enregistrament i filmació. El precedent amb què els germans Lumière construïxen el seu cinematògraf amb què ja es pot parlar definitivament de cinema.

## La prehistòria del cinema

### Les primeres pel·lícules
És un costum força estès de posar el 28 de desembre de 1895 com la data de naixement del cinema. És efectivament en aquesta data que els Lumière presentaren el seu cinematògraf en una sessió pública i de pagament al Saló Indien del Grand Café, a París, al bulevard dels Caputxins. No debades, no foren els germans Lumière els qui estrenaren el cinema. Entre el 1890 i el 1985 sorgiren una mica per tot Europa diferents inventors que presentaven ja una filmació i/o projecció equiparable a l'aparell dels Lumière.
- Louis Aimé A. Le Prince: és el responsable de la projecció del primer film de la història conegut. L'any 1888 en presentà els drets de concepció i autoria.

- William K. L. Dickson: assistent d'Edison, fou qui elaborà un aparell conegut com a cinetoscopi l'any 1889.

- Charles Démeny: construí un cronofotògraf perfeccionat després per Léon Gaumont el 1894.

- William Friesse-Green: ideà diversos models de càmeres i tot seguí, en Robert William Paul en millorà un i aconseguí treure'n un profit que l'anterior no albirà. Som el 1985 a Anglaterra.

- Filoteo Alberini: presentà el model anomenat cinetògraf el 1894

- Maximilian i Emil Skladanowsky: són els responsables de fer aparèixer a Alemanya el bioscopi l'any 1895, contemporani de l'aparell dels Lumière

L'explicació per la qual comprendríem l'error d'atorgar als germans Lumière la construcció del cinema es deu per diversos motius. En primer lloc caldria parlar del suport financer i de la infraestructura industrial dels germans lionesos per a la difusió del seu aparell. Gaudien efectivament d'un recolzament que els altres inventors no tenien. A més, cal destacar el fet que aleshores no era fàcil donar-se a conèixer per un escàs desenvolupament dels mèdia. Era important doncs disposar de diners per poder presentar-se arreu i justament els Lumière viatjaren per tota França i quan es quedaren sense temàtiques, decidiren exportar-se a l'exterior.

### Etimologia
El terme cinema és en realitat una abreviació de cinematògraf. En aquesta època la diversitat d'aparells com el cinematògraf adopten tots mots derivats de "cine". El terme "cine" prové del grec i en aquesta llengua vol dir "en moviment". Per tant, el cinema és clarament una tecnologia que tracta pràcticament només de moviment. Amb el decurs del temps, tots aquests termes acaben derivant en la seua versió abreujada "cinema" i en algunes llengües, fin i tot, s'acaba escurçant encara més per donar el nom de "cine" com és el cas del català o del castellà, fins i tot el francès i, en anglès, el terme s'acaba traduint directament per "moviments" com a forma de designació del film o pel·lícula: movies. Altres llengües com el portuguès es limiten a quedar-se amb cinema i el francès, per bé que accepta la versió més curta, fa ús de "cinema" de forma més habitual.

### Els germans Lumière i la història del cinema
El senyor  Louis Lumière eren tots dos fills d'un empresari amb èxit. El seu pare, Antoine Lumière, tingué un èxit notable dins la fotografia amb la seua empresa. En una època d'efervescència del desenvolupament fotogràfic, l'empresari aconseguí posar en el mercat pel·lícules molt més útils que les que fabricava Kodak. Els seus fills, però, es desdiran aviat de la fotografia per iniciar-se en un mercat que lluny estaven de saber que els aportaria la fortuna. És efectivament al mes de juliol de 1894 que els germans Lumière es desplaçaren a París, allà on entraren en contacte amb l'Edison i en Dickson. Tots dos els presentaren el seu kinetoscopi i llavors s'encengueren les bombetes al cap dels Lumière.
L'aparell del tàndem Edison i Dickson era d'allò més atractiu però els germans Lumière pensaven que tenia un defecte que podrien millorar: és un aparell que només servix per a sessions personals, sense públic. En compraren un i a partir d'aquest model conceberen l'anomenat cinematògraf amb què nasqué definitivament el cinema. Mitjançant sis projeccions privades que tingueren lloc entre el 22 de mars i el 16 de novembre del 1895, presentaren el seu aparell que marca d'ençà un precedent en la història.
La pel·lícula més cèlebre que girà i es copià a tot arreu fou L'Eixida dels obrers de la fàbrica. Els germans Lumière enregistraren efectivament els obrers de la seua pròpia fàbrica i després ho projectaren a les sis sessions amb què el públic descobrí per primera volta el cinema. Per aquella època la projecció es visqué com una autèntica revolució perquè no hi havia cap mena d'equivalent en el passat. La fotografia podia veure's com una substitució de la pintura però el cinema en canvi era del tot nou. Per primera volta, la representació del moviment havia estat alliberada dels impediments espacials i temporaris (teatre, ball) i la narració assumia més valor, oferint grans perspectives amb el moviment de la càmera, les il·lusions del trucatge i el muntatge. Per bé que els primers realitzadors no expressaren cap mena d'interès per les avantguardes, el cas és que el cinematògraf s'estava convertint en una avantguarda més.
L'èxit dels Lumière estigué a dos dits d'haver-se aturat en sec. A l'època les projeccions acostumaven a provocar incendis degut als materials que s'utilitzaven i als locals on s'exposaven les pel·lícules. L'incendi del 4 de maig de 1897 al Bazar de la charité, a París, provocà molta controvèrsia i tacà de molt mala fama el cinema. S'arribà a veure-hi una màquina molt perillosa per la seguretat pública. El diari Le Petit Journal hi dedicà i tot un petit suplement. Però del desastre s'aprengué i progressivament aparixen les primeres sales de cinema adaptades, siga a nivell tècnic, siga per l'espectador. Aquest començà a gaudir de butaques més còmodes i confortables, etc.
L'Emílio i l'Antonio Fernández són els Napoleó i si en fem esment en aquest article, és que simplement foren els mims dels Lumière als Països Catalans. Tots dos quedaren enlluernats pel cinematògraf dels germans francesos i un cop aconseguiren entrar-hi en contacte, miraren d'introduir el cinematògraf a Catalunya. Als Estudis Napoleó hi projectaren les primeres pel·lícules dels Germans Lumière, a més de les primeres pel·lícules catalanes. En aquella època, les pel·lícules s'importaven mitjançant els trens i fora de les línies ferroviàries era difícil veure algun indret acomodat per veure-hi cinema. La querella infantil fou la pel·lícula dels Lumière que més agradà al públic català. Un públic burgès en la seua majoria i que es desplaçava expressament a Barcelona per veure-hi les meravelles dels Napoleons. A banda, caldria destacar igualment en Fractuós Gelabert, el primer director, guionista i productor de documentaris d'estil Lumière als Països Catalans.

### La fàbrica Lumière
La primera projecció dels germans Lumière es fe als soterranis d'un bar davant de científics majoritàriament. Els germans pensaven que la seua invenció tindria un futur prometedor dins l'àmbit científic. Però, després de l'estupefacció provocada per quelcom que encara ningú havia vist, ningú s'interessà gaire més pel cinematògraf, llevat de Géorges Méliès. Les pel·lícules que enregistraren posteriorment els germans Lumière caldrà entendre'ls com una mena de divertiment per a les masses. Un mitjà nou que nasqué per entretenir el públic, mostrant-li les proeses de la nova tecnologia.
I, malgrat l'acolliment per part dels científics de l'època, el cinematògraf té un èxit mundial que portà els Lumière a projectar-se a Brussel·les, Suècia, el Caire, Copenhaguen, Belgrad, Berlín, Roma, Londres i fins i tot a Buenos Aires o Xangai. És dir poc de l'evolució que prengué el cinematògraf. La fàbrica dels Lumière abandona la fotografia i esdevé llavors una indústria d'enregistrament de pel·lícules que són exportades arreu.
Tot amb tot, amb el ròssec del temps, els germans Lumière enregistraren entre el 1985 i el 1905 prop de 1422 pel·lícules. Hui dia es consideren documentaris perquè les primeres pel·lícules estaven mancades de narració, plans i muntatges. No són cinema pròpiament parlant. Es tracta d'un retrat de la societat d'època. Els diferents temes tractats pels Lumière ens ho confirmen: vida a la ciutat, vida a París, la infància, la França treballadora, la França que es divertix, el segle de les innovacions, etc. Tot tenia com a objectiu mostrar la meravella que podia oferir el cinematògraf en un retrat que es volia fidel al tarannà de l'època. Així, entre les pel·lícules infantils dels Lumière, s'hi aprecia una nena jugant amb un gat, una nena fent els seus primers passos, una nena jugant amb peixos, nens ballant, nens a la platja, nens menjant, nens jugant al pati, etc. Tot partix d'un únic punt de vista, un tema i un pla.
Aquests documentaris eren d'allò més escenificats. Allò que caracteritza els Lumière és la seua manca d'espontaneïtat. Rere una aparença natural i espontània, cada documentari mostrava una vertadera escenificació calculada al mil·límetre. Quelcom que ha volgut certa crítica als mateixos Lumière per bé que posteriorment s'acabe considerant les seues gravacions com a pel·lícules. 
Així i tot, els germans Lumière hagueren de mostrar una capacitat innovadora a cada instant. Davant la gran competència que sorgí arrel de les primeres projeccions, calgué sorprendre a cada volta amb imatges noves i efectes diferents. Per això a les pel·lícules dels Lumière s'hi aprecia una certa evolució. De l'arribada del tren a l'estació de la Ciota, passaren a mostrar tràvelings amb càmeres dins d'un tren, després dins d'un vaixell, després, encara, en plenes inundacions, sobre el mar, jugant a petanca i amb imatges molt més sofisticades com la Plaça del Pont. Aparixen nous plans malgrat que es conserva de forma general l'esquema de l'arribada del tren tal com s'aprecia amb els cotxets de bebès dins la col·lecció infantil dels dos francesos. L'arribada del tren a l'estació de la Ciota fou una de les pel·lícula de més bona acollida arreu del món. L'efecte de l'arribada d'un tren que sembla que aixafarà la càmera, provocà una retirada instantània i inherent del públic durant el primer visonatge. Quelcom que ens explica l'efecte que tingué l'arribada de la imatge en moviment en aqueixa època.
La bona acollida entre el públic i la necessitat d'anar innovant constantment degut a la competència, portà els Lumière a muntar els seus propis tallers amb què formaven futurs càmeres els quals, després, havien de voltar pel món i mostrar el tarannà de països tant llunyans com el Japó o Vietnam. Els operaris dels Lumière viatjaren a Suïssa, Espanya, Catalunya, Itàlia, Alemanya, Anglaterra, Irlanda, Turquia, Palestina, Egipte, Tunísia, Rússia, els Estats Units, Mèxic o l'Azerbaidjan. En aquest sentit, per necessitat d'innovació, es veuran acròbates, ballarins, alpinistes i fins i tot comèdia. És amb l'objectiu de fer front a les filmacions de Géorges Méliès que els Lumière s'iniciaren en la comèdia amb un primer precedent del que serien les pel·lícules de Charles Chaplin per bé que no arribaven al seu nivell. El mateix Méliès fou la ruïna dels Lumière així com l'èxit mateix que congregaren.
Nota: entre els operaris dels Lumière destaquen dos noms, l'Alexandre Promio i en Félix Mesguich. Alhora la creació d'una escola d'operaris transforma el cinema en una vertadera professió. L'Alexandre Primo és responsable del primer rodatge de cinema a Catalunya de tots els Països Catalans i també de tota la península ibèrica. Catalunya fou escenari de moltes de les primeres pel·lícules produïdes a la península. La Garriga, Vila Franca del Panedès, Granollers o Tàrrega foren algunes dels indrets triats. S'hi filmaren festes majors, festes religioses, accidents, desfilades polítiques, etc. Hui dia ja només disposem del 5% d'allò que es rodà atès que moltes pel·lícules foren cremades, destruïdes o prohibides, siga perquè el règim franquista ho decidí, siga perquè llavors hi havia incendis o simplement no se sentí la necessitat de conservar-les en no trobar-hi res que puga ser historiable posteriorment.

Cal fer evident que malgrat l'esforç dels operaris dels Lumière, el recull de documentaris més gran i ampli que es tinga prové de la col·lecció de l'Albert Khan. Propietari de la banca privada Goudchaux, s'oferí un viatge per tot el planeta, la qual cosa el portà a comprar-se un cinematògraf amb què filmà cadascun dels seus passos arreu del món. Forní prop de 183 000 quilòmetres de pel·lícula.

### Els primers muntatges
L'entrada de Géorges Méliès al cinema s'ha d'entendre dins el seu context. Tenim, d'una banda, una crítica creixent cap a les projeccions dels Lumière per part dels intel·lectuals francesos que hi veuen una forma barroera i poc artística d'ensenyar com és la societat. Després, d'altra banda, tenim una cerca constant d'innovacions perquè els mateixos Lumière es veuen ferotgement atacats per la competència. D'aquesta cerca aparixen noves propostes com la projecció de L'aroseur arosé, considerada la primera comèdia del cinema, malgrat que els Lumière mai hi donaren la importància necessària. Per acabar, finalment, tenim l'assistència d'en Méliès a les projeccions dels Lumière. Fascinat per allò que feien, proposà fer d'aquell aparell quelcom de més motivant i imaginatiu.
Méliès era mag i es guanyava la vida amb la màgia. Quan conegué el cinematògraf dels Lumière veié en aquest aparell una forma més de fer màgia. És doncs de la seua mà que neixen les primeres iniciatives no documentàries del cinema. Méliès fou productor, guionista, estilista i director. Les seues pel·lícules proposen els primers muntatges cinematogràfics. Quelcom que valgué la ruïna als Lumière però que obrí una nova etapa dins el cinema. Els trucatges del Méliès sorgiren després d'un enregistrament fallit. A la projecció resulta que la imatge inicial quedà del tot alterada. Efectivament s'hi veia com uns homes es transformaven en dones. Això li donà inspiració i a partir d'aquest error de muntatge, en Méliès mirà de reproduir la mateixa experiència. En el fons, a en Méliès no li interessava gens ni mica mostrar la realitat, sinó que preferia crear-la. Això porta el cinema al camp de la literatura i per això es podria dir que el cinema és art. De fet, podríem dir que els germans Lumière encararen el cinema com a fotògrafs, mentre que en Méliès ho fe amb mentalitat de mag. El cinema esdevé doncs espectacle i per això mateix avui dir hom concep de forma general el cinema com a divertiment sense aturar-se a pensar que és una eina de comunicació i artística.
Méliès volgué comprar l'any 1888 tot l'espectacle que havien muntat els Lumière al Grand Café de París. Però aquest s'hi negaren. Méliès hi veia clarament una oportunitat per engrandir encara més el mercat però pensava que calia donar-hi un toc molt diferent d'allò que proposaven els germans Lumière i el propietari del local Robert-Houdin. El mateix Atnoine Lumière s'adreçà a Méliès amb aquests termes: "jove, no vull arruïnar-vos de cap manera, aquest aparell només té valor científic, no hi veig cap mena de futur en l'espectacle". El rebuig portà en Méliès a apropar-se dels seus dos amics anglesos, Birt Acres i Robert William Paul, inversors de la càmera quinètica. I és que a Anglaterra la llanterna màgica i les cambres fosques tingueren una repercussió cabdal dins l'imaginari britànic i per això tota proposta cinematogràfica tenia molt bona acollida. Tenint el finançament i suport suficients, en Géorges Méliès s'endinsà en la nova aventura.
En Méliès estrenà, però, el primer gènere real: el fantàstic. Gènere amb què es fe famós. És d'aquest gènere que tragué i tot l'apel·latiu d'El mag de Montreuil. Prengué les obres de Jules Verne i inicià tot d'un de projeccions com El Viatge a la Lluna el 1902 o Vint Mil Llegües de Viatge Submarí l'any 1907. El Viatge a la Lluna és l'una de les obres més destacades del cineasta atès que s'hi pot apreciar com juga perfectament amb efectes visuals i això era tota una novetat en aquella època. A la projecció s'hi pot apreciar un enlairament d'un coet que arriba a la Lluna, tot i que un cop allà, el coet juga amb la imatge en un to humorístic, fet que hi dona tot un valor. La producció d'aquesta pel·lícules és difícil d'imaginar-se en aquella època perquè a banda dels plans dels documentaris dels germans Lumière, ningú era capaç de crear pel·lícules amb efectes especials: substitucions, sobreimpressions, foses, maquetes, escenografies, mòbils.
Altres pel·lícules destacades seues són 'El somni de l'artista' (1898), L'homme à la tête de caoutchouc, ('A la conquesta del Pol',1912), le cauchemar d'un pêcheur, 'La Condemna de Faust' (1898), Cendrillon, ('La ventafocs', 1899) o Barba Bleue ('Barba Blava',1901) i moltes altres. Un altre gènere que explotà fou el de les reconstruccions documentàries com ara Joana d'Arc, Le cuirassé Maine ('El cuirassat Maine', 1898), L'affaire Dreyfus ('El cas Dreyfus', 1899) o Le sacre d'Edouard VII a Westminster.
Un altre cineasta molt important dins l'apartat dels efectes especials és en Laurie Dickson. Descobrí per compte de l'equip d'Edison l'any 1894 el ralenti o càmera lenta que és un efecte especial realitzats amb preses de vista amb un diferit lleuger. L'efecte s'aconseguí amb el kinetògraf perquè la càmera dels Lumière no permetia tècnicament l'efecte. Això li permeté jugar amb acròbates i imatges que els mostren en càmera lenta. S'ha de dit, però, que la potencialitat de les càmeres de l'època ja es veié amb les pel·lícules mateixes dels germans Lumière. L'un dels seus documentaris fou projectat per error a la inversa de forma que podríem veure-hi ja en aquest efecte un precedent per bé que els germans Lumière mai hi veieren el potencial que Méliès hi tragué.

#### El geni dels trucatges
Als Països Catalans també hi hagué un geni dels trucatges com Méliès. Fou l'aragonès Segundo de Chomón que després d'haver participat a la Guerra contra Cuba, decidix instal·lar-se a Catalunya on hi acabarà produint els primers passos del cinema a Catalunya i després, traslladat a la resta de la península ibèrica com ara a Castella o el País Basc.
Chomón és considerat un dels pares de la tècnica de l'stopmotion. Fou dels primers espectadors de les projeccions dels Lumière. Aquestes el deixaren tant al·lucinat que decidí importar el cinematògraf a Catalunya. És, de fet, a Barcelona on començà el periple dels operaris dels Lumière a fora. Abans d'això, treballava com a empresari en una empresa d'acoloriment de pel·lícules i ben aviat produïx pel·lícules una mica per tot Catalunya després que el cinematògraf dels Lumière s'alliberés i vengués a tot arreu lliurement.
Després de la seua aventura catalana, accepta un contracte amb Pathé, empresa que decididament entengué el talent de Chomón. Amb Pathé esdevé un productor de molt èxit mercès a pel·lícules com L'espectacle vermell. Apassionat dels trucatges de Méliès, la seua carrera també està farcida de còpia com El viatge a la Lluna. Posteriorment a la seua aventura francesa, marxa cap a Turí a on signa amb Itaca Film que li permet esdevenir tècnic i amb aquesta tasca podrà ser arrere de les primeres superproduccions de l'època.

## La Història del cinema

### La creació del llenguatge cinematogràfic

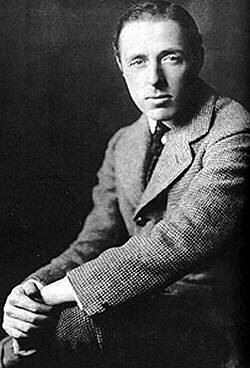
David Wark Griffith

Cap a principis del segle xix, la fàbrica dels Lumière s'acaba apagant degut a les crítiques notables que aparïxen entre intel·lectuals. Artistes, escriptors, polítics i altre tipus de gent lletrada decidix criticar les produccions dels germans Lumière perquè són entreteniment de fira, barroeres i poc artístiques. A l'hora, Méliès experimentà amb els primers trucatges i davant les crítiques, es fe necessari donar un canvi al cinematògraf.
Canvi que el presenta l'escola de Brighton. Amb aquest cercle anglès el cinema adquirix llenguatge propi. Abans que el cercle de Brighton donés a conèixer les seues creacions, les projeccions que s'havien fet eren en MRP o model de representació primitiu. Aquest llenguatge era molt simple i s'explica per la manca de capacitat tecnològica de l'època. S'hi poden dibuixar perfectament els seus patrons: 
- Llum plana
- Caràcter centrífug de la imatge
- Fons pintat
- Plans generals, fixos i en autarquia
- Acompanyament musical real amb pianista

Així doncs amb l'escola de Brighton aparïx el mode de representació del cinema clàssic o MRC que és una de les convencions actuals del cinema. A Brighton un grup de fotògrafs volgueren explotar totes les possibilitats dels cinematògrafs i per això marcaren una distància amb els creadors del cinema. Això els permeté innovar i fer entrar el cinematògraf en l'art. Les demandes dels intel·lectuals es veieren pràcticament satisfetes, per bé que tot això fou justament un pretext perquè durant l'entre-guerres es formés una indústria de l'entreteniment molt copiosa.
Dintre de l'escola de Brighton hi destaquen en Robert William Paul, en George Albert Smith, en James Williamson, l'Alfred Collins i en Frank Mottershaw. La pel·lícula Grandma's Reading Glass és d'eixes obres que provoquen un daltabaix. D'uns vint minuts només, tot i que això ja és força per aquella època, l'Albert Smith hi alterna dos preses mentre veiem com un nen mira a través d'una lupa. Un enquadrament principal i llarg ens mostra el jove en companyia de la seua àvia mentre dirigix la lupa cap al seu rellotge que tot seguit podem veure amb un enquadrament en gros. Aquest joc de càmeres és tota una novetat i aporta l'essència mateixa de l'MRC. Quelcom que fa avançar el cinema en la seua tècnica i composició. El llenguatge cinematogràfic tot just neix.
En David Wark Griffith és qui acaba perfilant del tot l'MRC. És contractat per Edwin Stanton Porter per filmar una pel·lícua en què les accions s'esdevenen les unes amb les altres, totes alhora. El repte d'aquest antic cineasta era aconseguir que la càmera estigués a tot arreu sense ser-hi realment. És amb la pel·lícula de Life of an American Fireman que s'aconseguix l'efecte. Una proesa que fa de l'escola de Brighton alguna cosa més que un simple nucli contestatari.
I és que a França, dins el context crític d'intel·lectuals, existia molts artistes que pensaven que s'havia de dignificar el cinema. Fou l'objectiu dels germans Laffitte amb la fundació de la productora Film d'Art. Volia donar literatura al cinema i per això mateix agafaren els clàssics de la literatura francesa per escenificar-los. Així, a les seues produccions hi veiem literatura de Dumas, Zola, Daudet o Víctor Hugo. Alhora agafaren actors de la Comédie Française com l'Albert Lambert o la Sarah Bernhardt. Quant a la posada en escena, foren a buscar directors com l'Albert Capellani o en Charles Le Bargy. El resultat més destacat fou L'assassinat del Duc de Guisa, una pel·lícula que rebé bones crítiques i que s'ambientava en les guerres religioses de l'època moderna. Això no obstant, el cinema de Film Art es mostrà massa burgès i probablement poc innovador i fins i tot molt teatral, contràriament al cercle de Brighton.

#### Neix el setè art
La classificació de setè art aparïx mercès a l'italià Ricciotto Canudo. L'any 1908 publicà efectivament Trionfo del cinematografo amb el qual posteriorment i en conjuminació amb una altra publicació, posà a debat l'artisticitat del cinema. Pensava que el cinema és art plàstic en moviment. Per això proposava considerar-lo ja com el setè de la llista de les arts. El debat reprèn amb força després de la Segona Guerra Mundial mercès a les avantguardes que miren de fer ús del vídeo per produir art.
Després de debats intensos al voltant, diversos crítics i altres manifests han donat com a concloent la proposta d'en Ricciotto Canudo. El cinema constituïx ençà un tipus d'art en reunir totes les arts en una única art. Se l'anomena ben sovint "art major" o "art de les arts" i fins i tot "art amb paraules o mots majors". Termes que miren de fer palesa a la interdisciplinarietat existent al cinema. El fet que introduïsca narració i teatre, sense ser realment teatre, el fet de jugar amb la fotografia i la imatge, el fet d'involucrar la poesia i la interpretació, el fet de posar art plàstic i música, fa que hom acabe considerant-lo com quelcom més que una experiència proposada per un nou mitjà tecnològic.
La idea d'art total expressada per Canudo és una idea de finals del segle xviii i xix. És essencialment romàntica i perdura, en gran manera, fins a mitjan segle XX mercès en gran part a la intel·lectualitat. En alguns casos es veurà fins i tot influït pel socialisme utòpic i el positivisme.
El fet de considerar el cinema com a art és el que proporciona el tall necessari entre les projeccions dels Lumière i les primeres produccions cinematogràfiques com el El cuirassat Potemkin. A banda, el cinema també s'entén progressivament com un mitjà de comunicació en parlar directament a l'espectador i vehicular amb aquest tot un seguit d'ideologies i patrons. En aquest sentit el cinema és vist com un mitjà social atès que reflectix la societat mateixa.

#### L'impacte social del cinema
La invenció del cinema l'any 1895 gràcies als germans Lumière ha estat considerada una de les innovacions més importants del segle vint. No obstant això, aquest invent va haver de ser acceptat en una societat tradicionalista. En un principi es considerava que les pel·lícules tenien poca significació real, sols mostraven els prototips de certes classes socials. El cinema va arribar com una realitat comuna per a tota la societat malgrat que aquests visques quotidianament. Per això ha tingut una gran influència sobre la manera de veure el món, les aspiracions de la gent, l'evolució del pensament. D'aquesta forma, els mateixos sentiments es veien reflexes en les persones que veien la mateixa pel·lícula.
La institució social d'anar al cinema es troba instaurada en la nostra societat. El cinema ha jugat un important paper en la sèrie de canvis que s'han produït els últims 80 anys; en la forma en la qual vivim i en la manera en què rebem el món que ens envolta. Les pel·lícules ens han aportat no sols entreteniment, sinó que també idees. Seria difícil percebre la nostra societat sense el cinema.
El cinema ha tingut un gran impacte en la societat, ja que en la majoria dels casos és una representació de la vida real; dels fets del passat, present o futur. Amb el cinema es poden recrear imatges de la història, o recrear com podria ser el futur a través de la ciència-ficció. També podem aprendre sobre altres societats, cultures, conèixer altres països sense necessitats d'anar-hi. No obstant això, remarcar que depèn de la veracitat de la producció i semblança a la realitat.
Cal destacar la importància del cinema com a institució social. Es pot entendre l'experiència cinematogràfica com un procés comunicatiu que succeeix dins d'un gran context sociocultural determinat i que, a raó de la seva apel·lació emotiva, exerceix una gran influència a l'hora de configurar actituds socials i individuals.
Remarcar que amb el cinema no es pot manipular a les persones, ja que són transmissors-receptors que es desenvolupen i s'adapten a través de la seva tecnologia. Els mitjans de comunicació no corrompen l'home sinó que el transformen.
El cinema té un fort impacte en la societat perquè és el primer element històric de comunicació massiva electrònica que s'ha convertit en una forma d'enllaçar el món. També perquè un film cinematogràfic permet la transmissió de missatges, en una sola emissió, a milers d'espectadors de totes les edats i formes de pensament. A més a més, és mundialment un dels principals entreteniments i el mitjà de comunicació que causa més impacte emocional en nens i joves. Com a mitjà de comunicació ens pot informar, formar, avorrir, distreure, interessar, desagradar, etc. emocions íntimament lligades a la nostra activitat social i en la nostra percepció del món. Àdhuc, és un mitjà a partir del qual es poden transmetre una sèrie de valors i creences que influeixen de forma determinant sobre l'espectador.
El cinema és un element molt important per la difusió actual de la cultura, la creació d'actituds públiques i d'idees sobre la ciència i la societat en general. Permet observar la vida com un tot. Mobilitza l'intel·lecte, els sentiments i diversos sentits a la vegada; i a través de l'empatia que es construeix entre l'espectador i les vivències dels actors, és capaç de facilitar una major comprensió de l'ésser humà.
El cinema ha pogut transcendir l'esfera de l'entreteniment i la ficció arribant a convertir-se en alguns casos en un mitjà d'expressió política en el món contemporani; ha servit no sols per analitzar les relacions de poder que passen en un determinat context, sinó també per evidenciar certs fets que passen en algunes societats. El cinema pot arribar a ser una arma de denúncia social que aconsegueix comunicar a l'espectador la realitat que es viu en un país.
No obstant això, per treure'n profit al màxim cal adquirir una bona formació per aprendre a veure i distingir el real dels accessoris; i descodificar el significat tenen les imatges. L'esforç per la cerca de la veritat i la universalitat no claudica amb l'arribada del cinema, sinó que, al contrari s'esforça a través d'aquest, altres llenguatges i manifestacions de l'expressió humana. El cinema ens permet conèixer millor el món.
Des dels orígens el cinema ha actuat sempre com a model conformador de les actituds i estils de vida. Actualment el cinema ha legitimitat conductes i percepcions de la realitat que abans provocaven rebuig o discrepància de la majoria de la població. Davant de la crisi en l'educació i en els valors, el cinema ha adquirit més protagonisme com a instància educativa dels joves. El cinema pot tenir els seus perills, però també pot inspirar, aportar valors i provocar en una direcció positiva i enriquidora.

### La indústria del món cinematogràfic

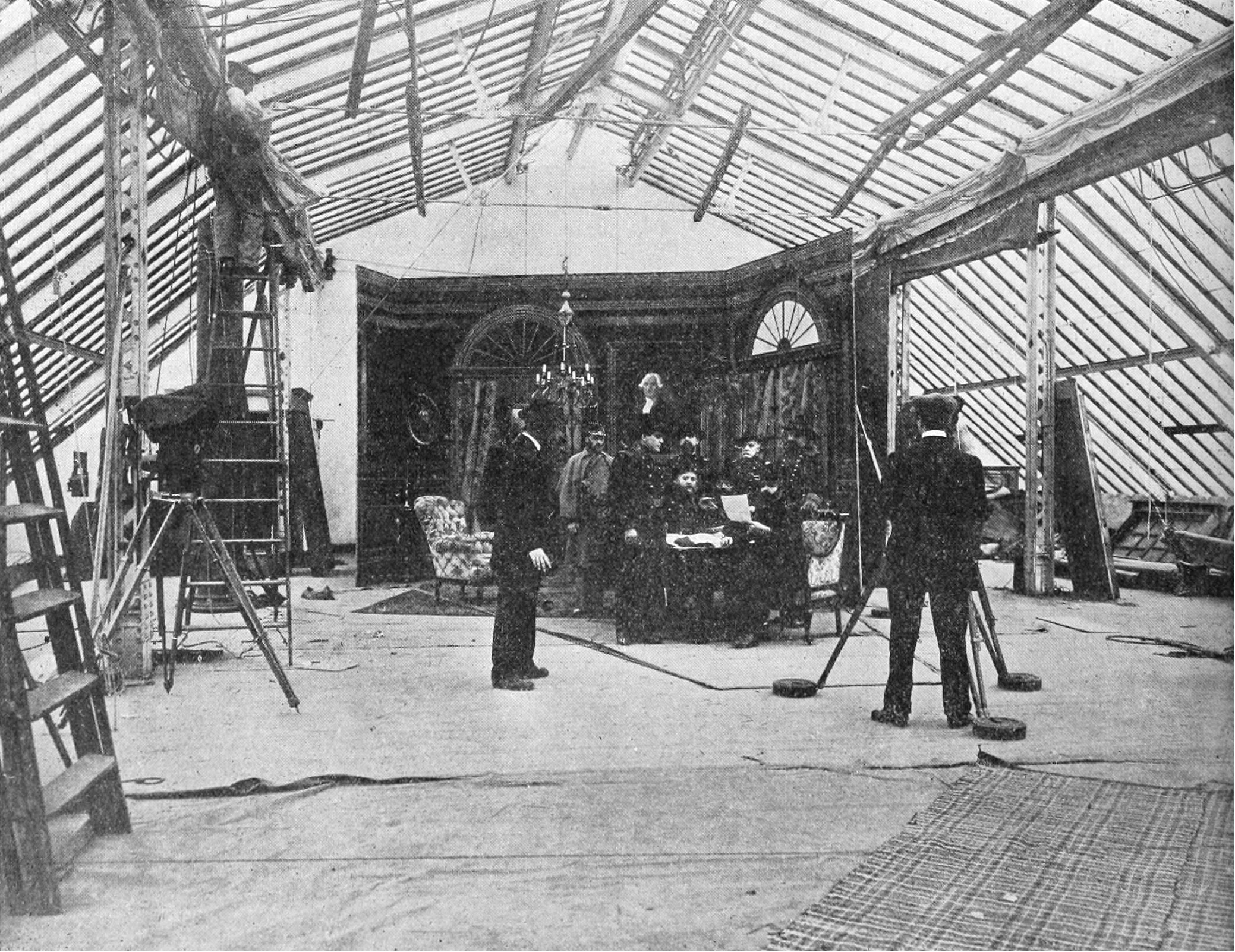
Un estudi de gravació Pathé a New Jersey, posada en escena d'un militar dins la realització d'en H. Handworth.

Es pot trobar en la persona d'en Géorges Méliès el primer productor de cinema perquè veié l'interès en primera persona i per primera cop d'explotar el cinematògraf com a negoci. Muntà la seua pròpia marca, Star Film, i després, patentà la seua idea per evitar la pirateria que sobretot als Estats Units s'estava escampant arreu. Berlín, Nova York, Londres o Barcelona, eren llocs en què s'hi distribuïa les còpies produïdes per l'Star Film. A partir del 1908, hagué d'abandonar el negoci perquè els trusts nord-americans ja en creixement, feren que es generalitzés el sistema de lloguer de manera que el negoci deixà de ser tan rendible com abans.
Charles i Émiles Pathé foren, però, els qui saberen treure més profit del cinema en tant que negoci. Aconseguiren involucrar en els seus negocis el grup finances Neyret per garantir-se així inversió i una certa estabilitat financera. A partir de llavors crearen la seua pròpia companyia de distribució: els germans Pathé. Entre el 1903 i el 1909 el famós gall distintiu dels Pathé es difongué per tot el món fins que l'èxit els portà a iniciar-se igualment en la producció de pel·lícules.
Vers el 1907 la companyia Pathé era comprada i deixava de vendre pel·lícules per cedir l'explotació a cinc grans monopolis, els quals controlaven les xarxes d'exhibició i de lloguer de pel·lícules d'arreu, fet que suposà una revolució en el negoci del cinema atès que desapareixia d'aquesta manera la venda, donant lloc al lloguer, el qual feia disminuir així l'exhibició ambulant mentre s'incrementava el sector de la distrubició i de les sucursals. L'empresa encarregà, de fet, a Ferdinand Zecca tot allò relacionat amb la producció de pel·lícules als estudis de Vincennes. En Zecca proveí el món de varietats.
Sota els Pathé destacaren André Deed, rebatejat al regne hispànic de Toribio i Sánchez, en Max Linder, a més de l'emblemàtic Charles Chaplin. A banda, caldria dir que Léon Gaumont fou l'un dels rivals principals a Europa de Pathé. L'empresa Gaumont, que exhibia una margarida com a logotip, tingué a Georges Démeny o l'Alice Guy com a grans destacat. L'Alice Guy fou secretària de Léon Gaumont i directora d'unes 400 pel·lícules que realitzà entre el 1900 i el 1907, a més de corealitzadora per Victorin Jasset, famós director per la sèrie d'episodis Nick Carte el 1908.
El codi Gaumont: es coneixen amb aquest nom les pràctiques de la companyia Gaumont per tal d'aconseguir l'èxit. Es tracta de censurar pel·lícules amb temàtiques que puguen ser objecte de controvèrsia perquè Léon Gaumont considerà que un negoci no pot mantenir-se viu si dona peu a crítiques. La qüestió ací era evitar tota mena de crítica negativa que vinguera pertorbar el bon desenvolupament de la seua empresa. Es tracta doncs de la primera censura de la història.
Altres cineastres notables foren n'Émile Cohl qui es destacà en la creació de trucatges, a més d'ésser l'un dels fundadors del cinema d'animació o dibuixos animats, tal com s'han vingut fent fins que arribassen els ordinadors. Louis Feuillade, per la seua banda, fou qui donà a conèixer amb més èxit a Gaumont. És famós pels seus serials d'aventures com el Fantomas o Les vampires.

#### La guerra de les patents
Qui parla de produccions, ha de parlar igualment de drets d'autors. Fou el 27 de juny de 1896 que es presentà el primer dipòsit de protecció d'una producció. La presenta l'Edison després de veure com la seua investigació ha sigut represa en contra seu. Tot partix d'en Félix Mesguix a Nova York. L'operador dels Lumière s'havia desplaçat a Nova York per presentar el cinematògraf de la companya al Madison Square, més concretament, al Keith's Music-hall. Li cauen de cop i volta tot un seguit d'aplaudiments i proposicions empresarials per fer-se diners als Estats Units. Després de la projecció al Madison Spaquare, el mateix públic s'alçà per aplaudir-lo a ritme de la marsellesa. Una imatge que és prou evocadora de l'impacte que degué ocasionà en la persona d'Edison quan s'adonà que després d'haver presentat el primer cinematògraf, un seguit de 200 dipòsits d'aparells nous sorgien del no res. Per tant, el mateix Edison faran compte de treure's la competència de sobre a cop de Llei.
Tot aprofitant l'arribada d'un president xenòfob, com en William McKinley als Estats Units. Edison fa mans i mànigues perquè el president de l'"America for Americans" aprove l'any 1897 una Llei proteccionista que exclou tota producció estrangera en territori estatunidenc. Es considera la primera guerra de les patents. Una guerra que exclogué completament els germans Lumière de fer fortuna als país de les suposades llibertats i de la nació liberal que tot i així, tot just finalitza el genocidi contra indis i altres ètnies locals. D'ençà es multiplicaren les patents i el dret intel·lectual.

### L'era del cinema mut (1895-1927)

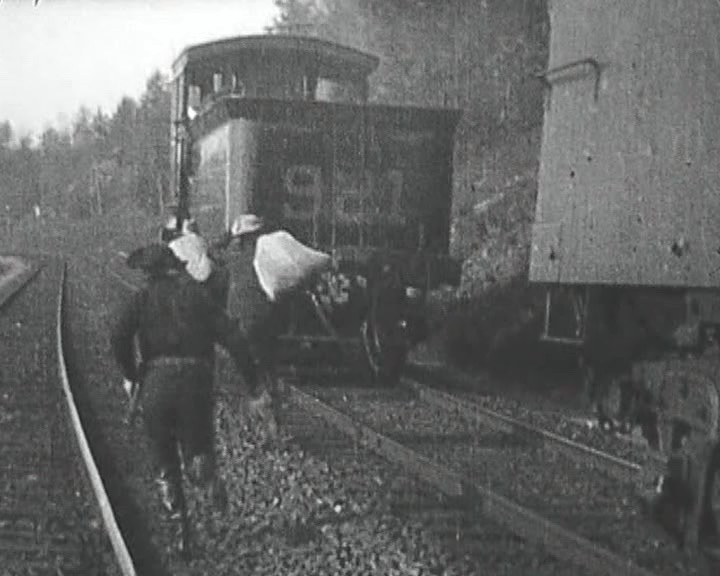
Asalto y robo en un tren (1903)

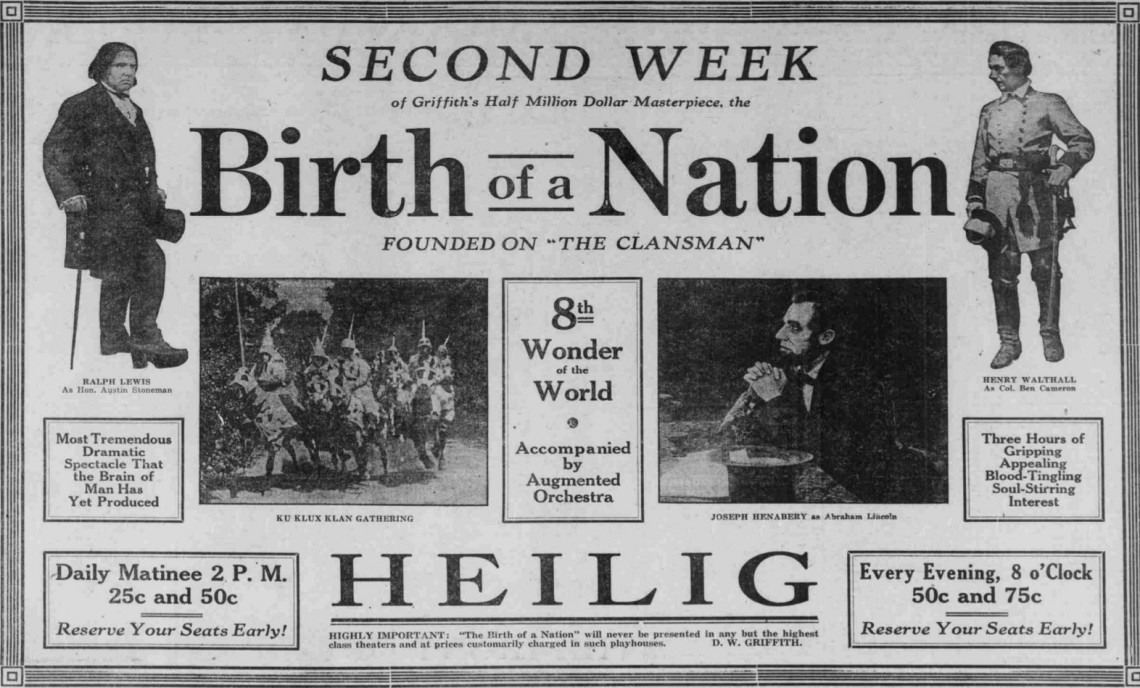
Pòster i anunci de The Birth of a Nation de la segona setmana d'estrena. Inclou previsualitzacions del film.

El primer cinema és sense so. Els personatges no parlen. Només s'enregistren actors que per bé que interactuen entre ells, hom no pot sentir allò que diuen, si és que diuen res atès que inicialment el cinema era molt gestual. Podia haver-hi acompanyament de música però aquesta no s'havia enregistrat i se sentia per un piano extern a la pel·lícula que tocava mentre la projecció es desenvolupava davant els ulls dels espectadors. És l'era del cinema mut que atenyà el seu apogeu entre el 1918 i el 1919.
Les pel·lícules acostumaven a ser relativament curtes de temps malgrat que de mica en mica l'extensió s'allarga fins a atènyer les dues hores. Inicialment tenim pel·lícules sense cap mena de paraules sobre-impreses fins que finalment s'opta pels intertítols elaborats moltes voltes a mode d'interval, així com anunciadors d'una nova escena teatral. Es recurreix força a la temàtica literària i a temes històrics malgrat que el cinema mut ateny el seu màxim mercès a la comèdia.
La indústria del cinema és incipient a pesar que globalment ja s'ha muntat. La rellevància és a Europa que amb els Bojos Anys Vint acaba perdent protagonisme a favor dels Estats Units, des d'on el cinema esdevé referència, indústria i element de promoció del soft-power estatunidenc. El mag i propietari d'un teatre parisenc, Georges Méliès, començà i exhibí pel·lícules el 1896. Va salvar el cinema d'acabar com un invent més entre tants d'aquella època. Fe realitat els somnis de les persones: és el primer inventor de ficcions. Els seus films aprofitaven els trucs de màgia i l'il·lusionisme, i juntament amb alguns trucs cinematogràfics i efectes especials descoberts pel mateix Méliès, com l'stop motion, o la sobreimpressió d'una imatge sobre una altra. Creà tota una sèrie de pel·lícules fantàstiques i precursores de la ciència-ficció, com Le Voyage dans la Lune, de 1902.
L'anomenada Escola de Brighton, formada pels fotògrafs Smith, Williamson i Collins, introduïren el llenguatge cinematogràfic amb temes de persecucions i bèl·lics on també hi abocaven nous recursos tècnics fonamentals per a la gramàtica cinematogràfica. Descobriren la fragmentació del relat i més tard la fragmentació de l'escena cinematogràfica que és el que es denomina "principi de muntatge". A França, Charles Pathé, que tenia com a referent el cinematògraf dels germans Lumière i el kinetoscopi d'Edison, fabricà una càmera amb la qual inicià les seues produccions. El seu objectiu era aconseguir una barreja entre el fonògraf amb el cinematògraf, però no tingué èxit degut a la mala qualitat. Més tard, Pathé vinculà al camp empresarial del cinema i es desvinculà dels aspectes artístics i creatius, de manera que es quedà com a encarregat assalariat amb en Ferdinard Zecca. El seu competent directe, León Gaumont, s'interessà pels aspectes tècnics i mecànics del cinema. Primerament fou fabricant i venedor d'aparells cinematogràfics i més tard s'orientà cap a la producció cinematogràfica. La seua secretaria Alice Guy inicà aquesta producció en 1898, malgrat que després Gaumont contractà a en Louis Feuillade. L'Alice Guy debutà com a secretària de León Gaumont, però, posteriorment començà a escriure guions i dirigir pel·lícules. És la primera dona en aquest camp.
A la segona dècada del segle XX s'assistix a un creixement en alça del cinema italià. Una força que li permeté competir amb el cinema francès i nòrdic. Les fonts principals del seu èxit van ser dues: el superespectacle i el melodrama. Gli ultimi giorni di Pompei ('Els últims dies de Pompeia') ens dona ja una imatge d'allò que es feia a Itàlia. Eren pel·lícules que recorrien normalment a l'antiguitat clàssica amb escenaris majestuosos i gairebé espectaculars, influenciats per Griffith. Entre les pel·lícules més destacades comptem amb Quo Vadis?, (1913) d'Enrico Guazzoni per a la casa Cines, i (Cabiria,1914) de Giovan- ni Pastrone, per a Itala Films. Aquesta darrera marca una fita en la història del cinema: la seva influència en altres conreadors del gènere fou decisiva. Una de les aportacions del superespectacle italià en la història del cinema fou la generalització del llargmetratge (pel·lícules de més de 1.000 metres). Fins aleshores les pel·lícules no acostumaven a ultrapassar els 600 metres. Això comportà un canvi als hàbits de l'espectador europeu. El melodrama italià, per la seua banda, preferia l'òpera i el teatre en forma d'art plàstic en moviment. Es tractava d'obres desenvolupades normalment en ambients socials de luxe, que despertaven alhora l'enveja i la compassió del públic, i comptaven amb grans dives que passejaven les passions (menyspreu, odi, amor, avarícia, dolor...) i els seus vestits de seda per luxosos salons i escali- nates de marbre. Sobresurten noms com la Francesca Bertini i la Pina Menichelli.
Als Països escandinaus, el cinema guanya més llenguatge. Era un tipus de cinema amb temàtica existèncial, molt nostàlgic, és a dir, amb tradicions populars, llegendes o nissagues, a més d'un decorat virat cap als paisatges de natura i les seues forces poderoses, neus i nits llargues, etc. També fou un cinema en termes fotogràfics molt realista. Destaquen el danès Viggo Larsen i Ole Olsen qui fundà la casa Nordisk l'any 1906 amb un os polar sobre un globus com a marca. De les estrelles a destacar hi tenim l'Asta Nielsen que assolí fama mundial. Entre altres directors danesos podem destacar l'Urban Gad, l'August Blom, en Benjamin Christensen i el Carl Theodor Dreyer. A Suècia hi trobem altres dos grans directors, en Mauritz Stiller i el Víctor Sjöström.
A partir de la dècada dels 1920, durant els anomenats Bojos Anys Vint o Golden Twenties, el centre de producció de celebritats fílmiques es desplaça cap als Estats Units. Allà les primeres produccions amb èxit foren les d'Edison i les companyies Biograph i Vitagraph. En aquesta primera etapa hi veiem una reproducció d'allò que ja havien fet els Lumière. Ara bé, amb el canvi de tendències, els Estats units s'estrenen amb els westerns, un gènere que recollí un èxit notable arreu del món i que endemés és una cara visible de l'Amèrica d'aqueixa època. Un país immens amb terres per explotar però que encara viu d'un racisme que, a banda d'excloure les persones de color negre, encara voldria veure en el genocidi aborigen l'inici d'una era civilitzadora entesa com a progrés. Una geografia igualment que els fa pensar que són, amb el seu sistema de democràcia liberal i fonaments en el dret a autodeterminació, un focus de llibertat on l'horitzó pareix no tenir final. És en aquesta Amèrica que s'hi desenvolupa el documentari i el reportatge concebut tal com l'entenem actualment. L'Edwin Stratton Porter i en David Wark Griffith són figures incontestables del cinema estatunidenc. Dues pel·lícules molt inspiradores foren estrenades: The Birth of a Nation i Intolerance. Dues pel·lícules que fan un retrat gens menyspreable dels Estats Units de la Guerra de Secessió. Aquestes pel·lícules han passat a ser peces clau de la història del cinema mundial i, a més d'haver servit de font d'inspiració i estudi per a realitzadors de tots els temps, van deixar una emprenta molt particular en els immediatament posteriors, com Mark Sennet, Erich von Stroheim o Sergei M. Eisenstein.

#### Els nickelodeons
La combinació d'indústria, butaques i èxit del cinematògraf, porta l'empresari John Harris a obrir els anomenats nickelodeons a tots els Estats Units. Era el primer tipus d'espai d'exposició interior dedicat a projectar pel·lícules. Aquests prosperaren al voltant del 1905 al 1915. De manera general, aquests cines xiquets es creaven a antics aparadors i calia pagar cinc centaus per entrar-hi. "Nickelodeon" ve de l'anglès nickel, el nom de la moneda de cinc centaus dels EUA, juntament amb la paraula grega "odeion", un teatre amb sostre. El nom es fe servir per primera volta l'any 1888. Fou Austin Nickelodeon, a Boston, Massachusetts, qui l'emprà. No debades, el terme es popularitzà mercès a en Harry Davis i John P. Harris. Els dos obriren el seu petit teatre-cine el 19 de juny del 1905 que anomenaren justament Nickelodeon. Tot i no ser els primers, un article d'un periòdic de l'època assegurava que sí i és a partir d'aquest moment en què es popularitzen les sales anomenades "nickelodeon"; ancestres certament de les sales de cinema actuals.

### Els primers dibuixos animats
És a partir del visionatge de L'Hotel encantat l'any 1907 per part de Léon Gaumont i els seus col·laboradors que neixen els dibuixos animats. James Stuart Blackton havia presentat una pel·lícula en què els mobles es bellugaven tot sols. Un efecte especial que ningú sabia realitzar en eixa època. Sorpresos i fascinats, la casa Gaumont es posa mans a la feina per mirar de trobar la resposta a la pregunta que tothom es feia: com s'ho va fer? És finalment l'Émile Courtet, àlies Émile Chol, qui la trobà. Es tracta d'un caricaturista que fou contractat per Gaumont amb l'objectiu d'acallar les seues crítiques sobre una caricatura seua. I, com a tal, descobrí aviat que la pel·lícula en realitat no era realitat, sinó dibuixos animats. Ben bé, era una pel·lícula que s'havia rodat vista per vista i filmat amb una càmera especial que permetia prendre vistes d'imatge per imatge. Llavors, l'Émile tingué la idea de reprendre'n el truc i traslladar-ho a dibuixos. És finalment L'Émile Cohl qui treu a la llum el primer dibuix animat per bé que es considera una altra pel·lícula com la primera mostra de cinema animat.
Amb les experiències del francès Émile Cohl, el rus Ladislas Starewitch feu evolucionar tota la tècnica amb què s'aconseguixen els dibuixos animats. Fou l'inventor del morphing, del primer dibuix animat en color, del primer dibuix animat pedagògic, en pixil·lació o d'escenes rotoscopades. És mercès a aquest rus que posteriorment Walt Disney podrà fer la seua fortuna amb una empresa que fins hui dia ha batut rècords rere rècords, tot i el període convuls en què Steve Jobs estigué liderant Pixar, període que se superà precisament comprant Pixar i col·locant un altre precedent, l'estrena de l'era de l'animació digital.

### L'era del cinema clàssic (1914-1930)

#### Fàbrica de diners, fàbrica d'estrelles: Hollywood i l'star-system

El Hollywood Sign

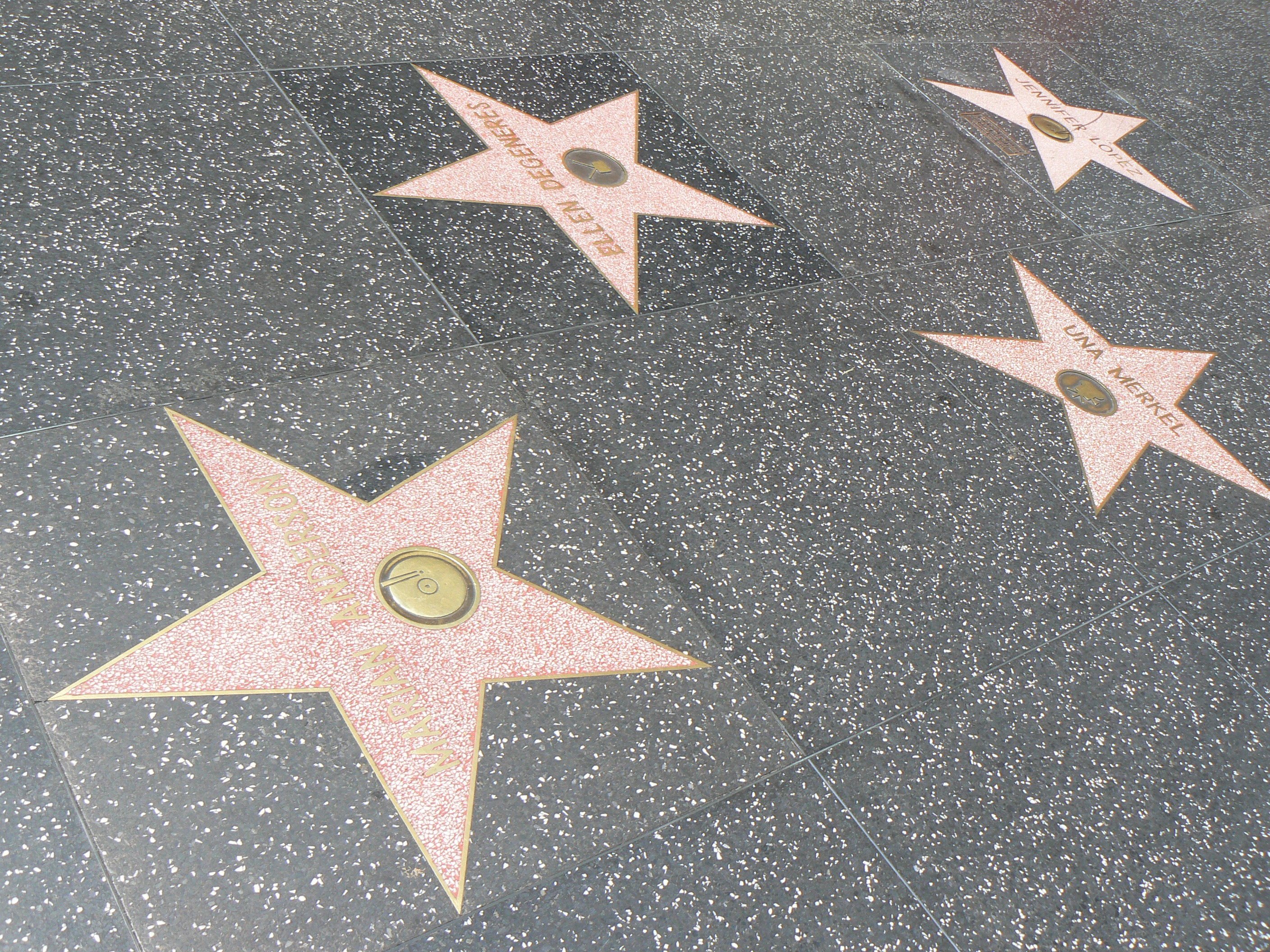
El passeig de la fama

A l'entre-guerres, els Estats Units visqueren un èxit aclaparador de la seua indústria cinematogràfica. Diversos motius ens porten a comprendre-ho. Tenim, d'arribada, una Europa del tot destruïda per la Gran Guerra i amb una inflació galopant a molts països, fet que no permet el desenvolupament d'una indústria pròpia. Els Estats Units, per contra, es troben en excés mercès a la seua implicació en el conflicte com a actor extern. El cinema estatunidenc està es troba protegit per les Lleis proteccionistes que no permeten un desenvolupament del cinema estranger. El país està ple d'immigrants europeus que tot i així voldrien experimentar allò que no han pogut degut a la guerra. Tenim doncs una fuita de talent cap als Estats Units provinent d'Europa. El país viu igualment un creixement econòmic en bombolla, fet que incentiva la compra i el consum entre la població que viu cada volta més del crèdit. Per tot, la indústria cinematogràfica del cinema estatunidenc esdevé preponderant a tot el planeta.
Un èxit que no podria explicar-se sense el mite del cinema: Hollywood. Es tracta de l'àrea metropolitana de Los Angeles, lloc en què s'hi instauraren els estudis de producció i rodatge de les principals companyies productores del cinema estatunidenc. Es parla de mite perquè és allà on durant tot el segle xx, els Estats Units produïxen el cinema venut a tot el planeta. S'hi estrenen obres mestres, obres massives i tot l'imaginari estatunidenc. Una indústria de fer diners que entén ben aviat l'interès del cinema com a mètode propagandístic, com a mètode de creació de calés, així com a mètode de creació artística. La condensació del cinema mundial es trobà ben sovint a Hollywood. I, això no obstant, Hollywood neix d'una segona guerra de patents. L'èxit dels nickelodeons portà molts grans trusts a iniciar una batalla contra seua pels drets d'autors. Un batalla que porta en Thomas Edison a pactar un acord secret mitjançant el qual en George Eastman, fabricant de les pel·lícules i líder de la companyia Kodak, només vendria el seu film a les sales que paguessen els drets a Edison. L'acord obligà a totes les empreses de distribució i exhibició a atendre's a un sistema particular de pagament de drets d'autor, fet que donà força a la Motion Pictures Patents Company. Una empresa que en un espai de temps reduït i mercès a aquests acords, es transforma en un trust de grans diners que té sota la seua tutela pràcticament tota la xarxa cinematogràfica del país.
Una situació que dué els productors Adoph Zukor i Carle Laemmle a liderar un judici contra aquests acords proteccionistes i de vici intel·lectual. Una batalla perduda vist que la Motion Pictures Patents Company contra-atacà amb més processos judicials de forma que el mateix Laemmle es trobà de cop i volta amb prop de 289 processos oberts en contra seua. Una imatge que diu força sobre els beneficis que produïx la indústria cinematogràfica així com la dura guerra que envolta aquest mercat que des d'un bon començ es mostra monopolitzada. I és que davant el creixement de l'MPPC, en William Fox, fundador de la Fox Company, resol imposar preus prohibitius per evitar-se cap mena de fusió amb l'MPPC, de manera que aconseguia conservar la seua independència de cara al mega-trust. La mateixa MPCC enviava mercenaris a cremar els estudis de la competència. El mateix Laemmle es veié en l'obligació d'anar-se'n a Cuba per rodar-hi. En aquesta guerra neix Hollywood. En Carl Laemmle i el Zukor es traslladen llavors a Califòrnia a la metròpoli de Los Angeles per tal d'escapar d'alguna manera de la guerra de patents. Ben bé, no ho decidiren, sinó que foren pràcticament expulsats però, justament, feren d'això una decisió voluntària amb megàfons propagandístics.
Hi compren un domini immens amb què hi construïxen els estudis Universal. Indret aïllat i desconegut, la vall de Hollywood es trobà aleshores a punt d'experimentar l'èxit empresarial més important de la història. El terreny és força espaiós i lliure de manera que s'hi podia instaurar grans estudis. Després hi tenim el benefici d'un grau de projecció solar excepcional, a més d'un entorn amb paisatges variats, fet que dona ales a la imaginació i als escenaris més bojos. Hollywood també és proper a la frontera mexicana i, per tant, constituïx una solució en què d'atacs d'MPPC. La resistència anti-trusts procedix a la mateixa estratègia i marxa per instal·lar-s'hi. Hollywood esdevé llavors la concentració en un únic indret de tota la indústria del cinema estatunidenca i, ben aviat, del món sencer. Un "el dorado" que es vestix de celebritats, festivals, luxe i glamorositat. Una estratègia de màrqueting que eixirà molt rendible.
Vet ací algunes claus:
- fàbrica de pel·lícules en sèrie: el mateix David Griffith arribà a rodar pel·lícules d'una hora per mes), el gènere dels westerns arribà a produir prop de 200 pel·lícules l'any, etc
- creació d'equips taylorians: departaments especialitzats en cada aspecte de la pel·lícula
- construcció de mini-pobles cinematogràfics en què cada estudi hi té els seus bombers, botigues, etc
- propaganda de massa a l'entorn dels actors: creació d'imaginaris a l'entorn d'una figura, idolatració dels actors, actors cultes, carismàtics, comercials i molt venedors, estrategs de la comunicació, del tracte i de la comunicació social, que porten un culte al cos i a la moda per així influenciar i agrada alhora al públic, creació de premis i festivals, etc. en definitiu, publicitats ambulants

L'star system o sistema d'estrelles construïx tot un sistema per la qual passa hui dia tota pel·lícula. Estrenes amb catifes roges, tràilers, productes derivats, sobre-exposició dels actors a la premsa, un control estricte de la producció, distribució i venda del producte.
I, tot amb tot, hom podria preguntar-se com es construïx l'efecte boomerang a l'entorn d'un actor de cinema. Res més que donar un nom a un actor. L'estratègia es presentà a l'entre-guerres. En Carl Laemmle contractà una actiu l'any 1910, Florence Lawrence, per programar-ne la seua mort. Una mort, tot s'ha de dir, falsa. I és que fe creure al públic que l'actriu havia mort després de l'estrena d'una pel·lícula, per fer-la aparèixer tot seguit en una altra estrena, de manera que la falsa mort de l'actiu provocà tota una onada de mediatització que hi donà nom i la tragué de l'anonimat. Nasqué l'star-stystem.
Actualment i tot al llarg del segle XX el sistema d'estrelles s'exporta a tot el planeta i a totes les àrees artístiques. La televisió en fa un ús recurrent per promoure els seus propis actors, presentadors o periodistes. La indústria de la música adopta igualment el mateix concepte i crea èxits de massa mercès a grups de nois o noies esterotipats però molt ben acollits. El món de la moda aprofita l'ocasió i fa un ús conscient de les estrelles de cinema, música o televisió per vendre els seus productes arreu. Per això es podria dia amb tota certesa que el cinema esdevé un mitjà de comunicació i d'influència social.
Vet ací algunes estrelles:
- Gilbert Max Anderson: cow-boy brau i temerari
- Lilian Gish: jove ingènua, innocent i fràgil, bellesa absoluta
- James K. Hackett: heroi noble, primera vedette masculina
- William Hart: àlies Rio Jim, cow-boy solitari i viril

És d'allò més important notar aquests noms perquè rere les estrelles, hi ha un producte. Tots aquests actors es mouen dins un rol que els trusts els assignaren. A l'època la dona havia de ser bonica i callar-se. L'home, masclista, viril i fort. Aquesta imatge és la que preval durant bona part del segle XX i contribuïx a dibuixar una societat patriarcal arreu del món. Actualment, però, multinacionals com Dinsey miren de canviar superficialment aquesta imatge i adaptar-la a la societat. Les pel·lícules de Toy Story 4 o Frozen són l'exemple més difós de la nova política hollywoodenca: alliberament sexual, abolició dels patrons masclistes i racistes, lloc per a les minories i, tot i així, s'hi segueix exaltant monarques, bons cristians, etc.
A part, caldria dir igualment que l'estratègia contra l'MPC tingué de certa manera el seu fruit atès que a final de la dècada dels 1930, vuit companyies es disputaven el mercat estatunidenc, contràriament a allò que hauria preferit l'MPC. Tenim uns cinc gegants que han de conviure amb tres altres petites companyies en plena expansió. Gairebé del 97% del mercat estatunidenc era a les seues mans i prop de la meitat de l'europeu i el japonès també.
- Paramount: és la productora que tingué més beneficis. Desfilaren directors i actors com Ernest Lubitsch, Rouben Marmoulian, joseph von Sternberg, Leon MacCareu, King Vidor o Mariene Dietrich.
- Metro Goldwyn Mayer: foren els més famosos i aconseguiren bastir-se com a emblema del cinema. Destquen Marcus Loew,Nicholas Schenck, Joan Crwofrod, Norma Shearer, Marie Dressier o Greta Garbo.
- Warner Bross: és l'única empresa familiar del lot de grans estudis cinematogràfics. Estigué en mans dels germans Harry, Albert, Jacvk i Sam Warner. Se la considerà una productora rebel atès que als seus films hi havia tocs de realisme i denúncia social, fet que comportava fugir de la censura i fins i tot apropar-se a l'ambient avantguardista d'Europa. Fou l'una de les principals promotores del gènere de gàngster, fet que parla de la societat estatunidenca de l'entre-guerres, amb les lleis anti-acohol i la caça de bruixes generalitzada als mèdia
- Twentieth Century Fox: sorgí de la fusió de Fox amb Twentieth Century Pictures. Naqué de la crisi patida durant la Gran depressió que enfonsà alguns trusts, fet que comportà un seguit de fusions a tot arreu. La Fox esdevingué la primera productora i distribuïdora de noticiaris, a més de recollir força èxit amb curtmetratges semi-documentaris. Destacaren Will Rogers, Whirley Temple, Sonja Henie, Alice Faye, Betty Grable i l'inestimable Marilyn Monroe. La Marilyn és probablement el mite cinematogràfic més ben aconseguit de tota la història, alhora que el més cèlebre i canonitzat.
- RKO o Radio Keith Orpheum: també sorgida d'una fusió, és conseqüència de la crisi que provocà l'arribada del cinema sonor als Estats Units. Descaquen en David O. Selznick amb la pel·kícula King Kong, un clàssic inestimable de l'entreteniment cinematogràfic estatunidenc, reprès recurrentment tot al llarg del segle xx.
- Universal: fundada pel Carl Laemmie, es fe cèlebre mercès a les seues pel·lícules de terror. Destaquen pel·lícules com Dràcula, Doctor Frankeinstein, The Btide of Frankeinstein, The invisible man o The mummy. Visqué durant la Gran depressió un període de crisi degut al fet que no disposava d'una xarxa de sales com les altres grans productores.
- Columbia: és considerada una productora menor tot i que mercès a en Frank Capra aconseguí algunes pel·lícules amb actors de cap d'ala com ara Gary Cooper o James Steart. La productora estigué al capdavant de bona comèdies i catapultà la primera sex symbol a l'èxit: Rita Hawyworth, coneguda arreu del món per la seua actuació com a Gilda.
- United Artists: fou fundada per Chaplin, Mary Pickford i Doublas Fairbanks. Tot i ser una productora minsa, tingué al seu capdavant noms importants com en Chaplin.

#### Les superproduccions

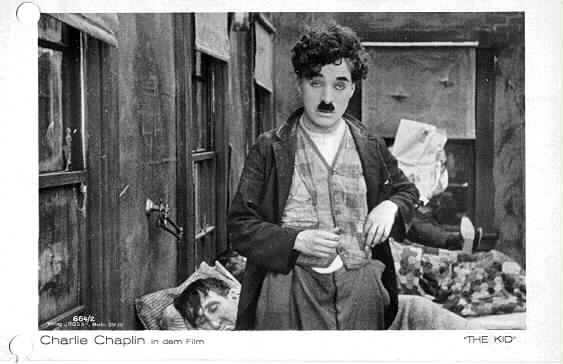
Charles Chaplin.

L'època del cinema clàssica està marcada per l'èxit de les pel·lícules còmiques. Es poden esmentar diverses estrelles i pel·lícules cèlebres, però, sens dubte, la figura que més destacà i de la qual s'extrau encara hui molt suc és en Charles Chaplin. Nasqué en un suburbi de Londres i era fill de còmics. Fou format en teatre per l'empresari britànic Fred Karno. La gira que realitzà entre el 1910 i el 1912 li permeten de posar en relleu la seua faceta de mim amb què es revela excepcional. Després d'aquesta etapa, s'inicia al cinema on ben aviat es transforma en productor, guionista, director, intèrpret, etc. Les seues pel·lícules són un retrat humorístic de la societat de l'època i alhora una crida a la moralitat. L'actor era contrari al feixisme i se'l coneix per la seua obra mestra: El Gran Dictador. Un film en què caricatura amb proesa Hitler.
Dins la comèdia també caldria destacar en Mack Sennett a qui es considera el pare de la comèdia burlesca estatunidenca. En Buster Keaton, per la seua banda, aconseguí ser una bona competència contra Charles Chaplin amb pel·lícules que s'adreçaven a l'intel·lecte més que no pas als sentiments. Realitzà importants llargmentratges com The Navigator, Seven Chances o El maquinista de la General, a més de L'heroi del riu. En paral·lel es poden llistar altres actors com en Harold Lloyd, en Harry Langdon, en Stan Laurel i l'Oliver Hardy, a més dels germans Marx. De tot plegat no es donaria una imatge completa del cinema clàssic estatunidenc sense l'Edwin Stratton Porter o en David Wark Griffith. En David és el gran creador del cinema dels Estats Units, una figura de cap d'ala que fe progressar considerablement, juntament amb en Porter, el cinema i el seu llenguarge. Sota la seua ploma mecànica destaquen actrius com Mary Pickford, qui esdevingué el prototip d'actriu de cinema estatunidenc. A la seua etapa de maduresa presentà obres com Intolerància o El Naixement d'una nació, retrats d'una època i una societat.

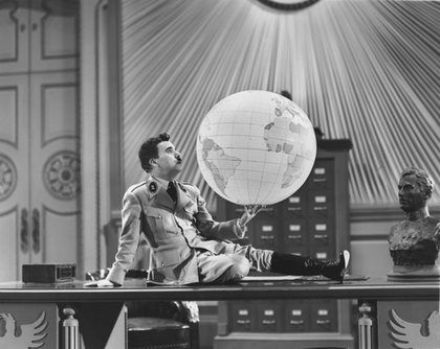
Escena d'El Gran Dictador de Charles Chaplin o Charlot.

A banda, els westerns assoliren un auge extraordinari mercès a figures com en William S. Hart, Frak Borzage o Fred Niblo. En John Ford i en James Cruze produïren dues pel·lícules considerades d'envergadura: El cavall de ferro i La caravana d'Oregon. A més, es veieren aparèixer nous gèneres com el cinema d'aventura amb en Douglas Fairbanks, Raoul Walsh, Albert Parker o Rodolfo Valentino. De fet, aquesta fou una època de supreproduccions. Les pel·lícules esdevenen gegants del punt de vista de la seua realització i del seu finançament. Despunten en Cecil B. de Mille i pel·lícules com El naixment d'una nació. Això en quant al cinema dominant que era essencialment estatunidenc. A Europa, en canvi, s'hi visqué un període de retrocés malgrat que França i Itàlia foren els únics països que aconseguiren mantenir-se dempeus, no sense ajuda. El continent estigué immers en les primeres avantguardes i de França o Itàlia es proposà les primeres pel·lícules futuristes, surrealistes o dadaistes. Es podria dir doncs que a Europa s'aconseguí proposar un cinema innovador davant l'onada estatunidenca. Podem posar relleu en l'Abel Gance, en Marcel L'Herbier, Germaine Dulac, l'Alberto Calvacanti o Man Ray.
A Alemanya el cinema s'unifica i potencia la producció pròpia. El cinema alemany, però, estigué molt influenciat pel surrealisme, tot vinculat a les llegendes i creences populars, del passat literari romàntic. Hi hagué incorporació d'actors i tècnics del cinema escandinau i molta influència per les aportacions de Max Reinhardt i el teatre de càmera o kammerspiel. En Max formà actors que després interpretarien en pel·lícules o les dirigirien. Destaquen figures com Ernst Lubitsch, Paul Wegener i F. W. Murnau.
Suècia i Alemanya aportaren dins les avantguardes cinematogràfiques l'abstracció amb Viking Eggeling, Hans Richter o Walter Ruttman. La sèrie de pel·lícules Opus de Walter Ruttman són considerades les més innovadores dins d'aquest corrent. A banda, però, cal destacar igualment El gabinet del doctor Caligari de Robert Wienne, estrenada del 1919. Obra represa de diverses formes tot al llarg de la història i una referència en el cànon cinematogràfic. Es tracta d'una obra expressionista que mira de recollir al seu guió les experiències personals dels seus autors. S'hi poden veure igualment uns decorats considerats magnífics a més d'uns jocs de llum i obra que caracteritza força el cinema expressionista. La vessant realista l'aportà Friedrich Wilhelm Murnau amb Nosferatu, eine symphonie des Grauens. Per la seua banda, Fritz Lang presentà amb Metropolis el costat sincrètic de les avanitguardes cinematogràfiques passant, a banda, per Pabst i l'adaptació de L'òpera dels tres rals de Bertolt Brecht, una obra influenciada pel cinema soviètic i que es voldria una nova objectivitat.

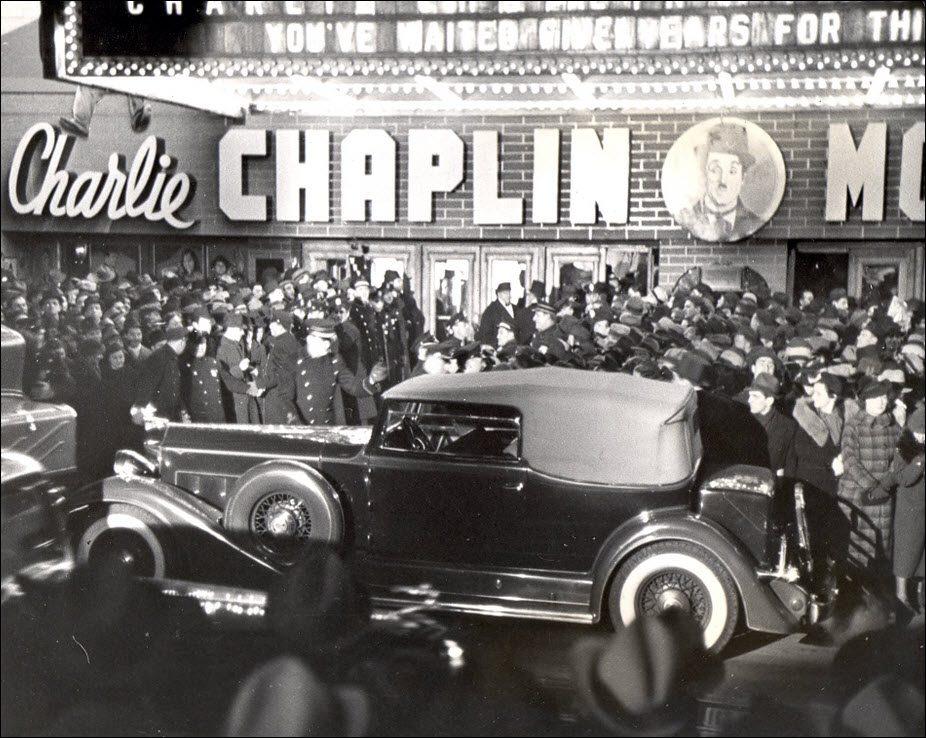
Première mundial de Temps Moderns (1936) d'en Charles Chaplin.

I és que a Europa també hi hagué lloc per la propaganda no capitalista, és a dir, la comunista. Sempre dins les avantguardes, el cinema soviètic aconseguí fer-se lletres amb l'Escola de Cinematografia de l'Estat dirigida per Vladimir Gardin. Allà s'hi formaren joves intel·lectuals que significaren, segons que poden apuntar les biografies sobre història del cinema, una primavera del cinema de qualitat. Molts occidentals hi expressaren força admiració. El cinema soviètic es volia obert i sincrètic, tot i que no deixa de tenir un rerefons comunista i, per tant, ideològic. A Europa també, s'hi realitzaren els primers documentaris pròpiament parlant mercès a Dziga Vertov. Aquest cineasta, a més de Lev Kulesov o Vsevol Pudovkin, Serguei Eisenstein i Alexander Dovzenko són alguns dels noms més rellevants del cinema soviètic. Al cinema soviètic no tots eren russos, sinó que tenim també presència d'ucraïnesos, així com d'altres nacionalitats dins de l'URSS.
La península ibèrica és dins el cinema europeu d'aquesta època una mostra evident de la decadència generalitzada. Castella, els Països Catalans, el País Basc, a excepció de Portugal, mostren una cara en ruïnes. Les productores es mantenen en un estil Lumière. Ningú aprofita les innovacions estatunidenques ni les corrents avantguardistes, llevat de Portugal que mira de projectar pel·lícules de caràcter romàntic amb represes de la literatura que tot i això s'apropen més a Méliès que a Griffith. La burgesia catalana, per exemple, menspreava les grans produccions com Ben-Hur, El lladre de Bagdad, el Xeic o les pel·lícules de Chaplin. Totes es projectaven a Catalunya que tenia una capital amb prop de 130 cinemes. Aquestes eren un èxit i, això no obstant, la burgesia no hi veia cap interès. Una actitud que trobem a la resta del regne hispànic i, de resultes, les productores mancaven de pressupost, d'inversió privada, d'originalitat, de fitxatges internacionals i d'exportacions. Paradoxalment, la Mancomunitat catalana potencià l'obertura, l'educació, la transformació de Catalunya. Es volia construir una república catalana moderna i Macià fou qui potencià el cinema mercès al qual s'introduís el cinema sonor. En aquest context hi hagué gent innovadora com el català Adrià Gual qui proposà més que cinema, teatre filmat. Es tractava, però, d'un pas endavant perquè l'allunyava molt més dels Lumière i tot i que no es pot associar del tot a l'escola londinenca, és una mostra clara i decidida de caminar-hi atès que el mateix Adrià Gual estudiava les seues pel·lícules amb storiesboard. Una empenta del tot estroncada degut a la dictadura de Primo de Rivera i l'ambient feixista que s'anà dibuixant al pancastellanisme, cosa que portà moltes productores com la Barcinógrafo a vendre espanyolades.

### L'era del cinema sonor (1927-1950)

#### La tècnica del so
Es diu que el cinema és sonor des del seu naixement. És un dir que no s'ajusta realment a allò que es concep actualment com a cinema sonor. Però, quan hom parla en aquests termes, fa referència a la necessitat inicial de tenir so. Efectivament, el cinema mut venia acompanyat moltes voltes d'un personatge de sala qui comentava les escenes o allò que es projectaria, instruments de música col·locats a poca distància de la pantalla, com ara pianos o tambors. S'arribava a contractar i tot persones encarregades d'emetre sorolls, eixos que suposadament haurien de ser amb tota naturalitat si la pel·lícula fos sonora, com ara caigudes, el so d'una pluja o del vent. Per aquest darrer efecte, s'acostumava a contractar sovint un wurlizer que és un orgue capaç d'emetre una multitud de sons.
De tot plegat, nasqué la necessitat de tenir un cinema vertaderament sonor i això fou possible a l'entre-guerres, malgrat que la plenitud del nou cinema caldrà esperar-se al final de la Segona Guerra Mundial. Existixen diversos processos en funcionament a la dècada dels 1910. És el cas de l'estatunidenc Lee De Forest amb el seu phonofilm, aplicat en gairebé un miler de cintes de l'entre-guerres. Però, tenim igualment el cronòfon de la casa Gaumont, així com el Tri-Ergon, un sistema alemany que volia donar veu i so a les pel·lícules. Vers la dècada dels 1920, el cinema sonor es troba pràcticament inventat, però, en canvi, hi ha desajustaments d'alçada que no permeten una bona sincronització. Les pel·lícules sonores encara no són un fet quotidià però moltes grans productores rivalitzen ja per fer-hi diners als Estats Units.
El cinema sonor, però, no fou només èxit. Moltes productores caigueren en crisi perquè per poder competir amb les projeccions sonores calia uns mitjans econòmics que no tothom es podia permetre. L'evolució tecnològica permet amb el ròssec del temps millorar el problema, però durant molt de temps restà avantatge a moltes companyies. cal afegir-hi, endemés, la problemàtica del fons de pel·lícules encara no estrenades mudes. Moltes pel·lícules ja realitzades, es trobaren amb la impossibilitat d'eixir en pantalla perquè la demanda en sonoritat les desplaçà. Al Japó, els benshi que s'encarregaven de produir sons en directe amb les pel·lícules mudes, quedaren d'un dia per l'altre sense feina i molts directors d'època muda es veieren resignats a l'oblit. Els mateixos benshi iniciaren vagues molt sonades al seu país.
El sonor només es generalitza mercès al muntatge sonor que aparegué l'any 1932. Això permeté alliberar la imatge i donà molta més perfecció a la sincronització. L'experiència amb aquesta nova tècnica portà aquell any a començar a utilitzar fins a quatre canals de so en una mateixa seqüència per donar profunditat de camp sonor.
Nota: el sorgiment del cinema sonor posa en marxa la creació de les primeres cinemateques. A l'època, vist l'èxit del sonor, molta gent es pregunta què s'hauria de fer amb les velles pel·lícules de cinema mut. Dins el corrent de pensadors i crítics del cinema, recentment estrenats, es procedix a crear cinemateques perquè es començà a considerar el cinema com un art i se sentí la necessitat de conservar l'estètica d'una època.

#### El doblatge

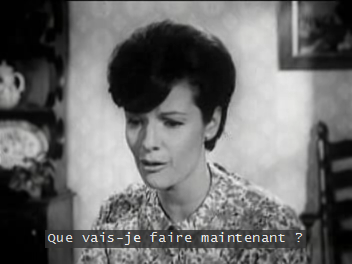
Fotograma amb subtítols en francès

Hui dia el doblatge pareix per a alguns països quelcom de banal. Però, en eixa època, tècnicament no s'havia encara desenvolupat i tota pel·lícula que es volia projectar a l'exterior, havia de ser enregistrada per doble: una versió en llengua originària i una altra en llengua estrangera. Això portava un treball afegit, com tenir actors que parlessen més d'una llengua, tot tenint present que no s'aconseguiria arribar arreu perquè no tothom al planeta sap parlar castellà, francès o alemany, llengües triades habitualment per al doblatge de l'època. Actrius com la Lilian Harvey tingueren carreres brillants mercès al seu bagatge lingüístic. La Lilian parlava anglès, per part materna, alemany, per part paterna i també parlava el francès, fet que li permeté accedir als platons de l'UFA.
Nota: hui dia molts països desestimen completament l'ús del doblatge i preferixen la subtitulació. És el cas de Portugal o d'alguns països bàltics, fins i tot escandinaus. La subtitulació és una tècnica de traducció que no agrada a molts països. Ben sovint és criticada per un públic poc habituat i per crítics xenòfobs que no volen veure pel·lícules on s'hi parle una altra llengua que no siga la seua. A països com Portugal, per contra, el públic, habitual a la subtitulació, critica abastament els doblatges i l'Estat mateix només els imposa per als dibuixos animats. La preferència d'una o altra tècnica, és al capdavall una qüestió d'hàbits, més que un problema d'experiència de visionatge. A Portugal, per exemple, els subtítols tenen fins i tot funció social en permetre al públic aprendre una segona llengua i alhora ajuden a l'aprenentatge de la lectura.
És a l'estiu 1928, Walt Disney reprèn la postsincronització de Max Fliesher amb què aconseguix tenir dibuixos animats parlants i aconseguix dotar les seues pel·lícules d'altres llengües. Disney posa doncs la base perquè es desenvolupe les pel·lícules doblades. Una bona nova que fou molt ben acollida vist el treball de gegant que suposava rodar una pel·lícula en vàries llengües alhora. Als Països Catalans hi hagué iniciatives com el Comitè procatalanització que mirà d'iniciar els primers doblatges com el que veuríem a la pel·lícula Bric-à-brac et compagnie de l'André Chotin, estrenada el 1931, i traduïda per Draps i ferro vell. L'hereu xerionola. Els primers doblatges al català foren criticats com, de fet, també ho foren els castellans. Disney doblava inicialment amb accent llatinoamericà i això no sempre agradà al públic castellà. A Castella, durant la dictadura, el català, el basc, l'occità i el gallec foren prohibits de projectar-se. A escala més global, la indústria cinematogràfica sempre ha estat molt reticent a projectar en diverses llengües. Generalment traduïx voluntàriament les seues pel·lícules a les llengües d'antics imperis europeus (italià, alemany, francès, castellà o rus), però, també voluntàriament, no traduïxen en altres llengües igual d'importants (basc, macedoni, eslovac, lituà, etc).

#### Ensorrar el mur de la mudesa

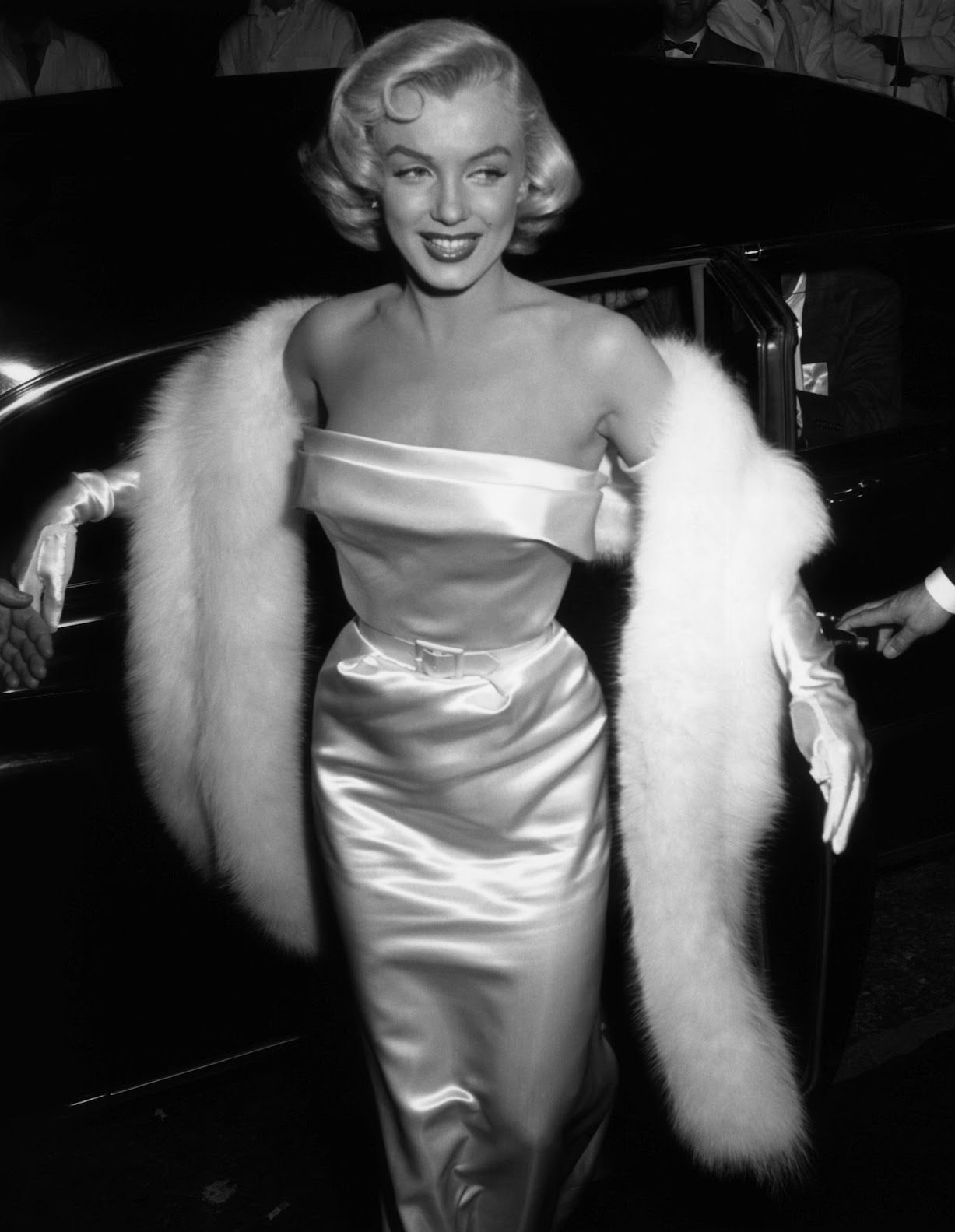
Marilyn Monroe.

S'estima que la primera vertadera pel·lícula sonora és Don Joan d'Alan Crosland, estrenada l'any 1926. Es tracta d'una producció de Warner qui deixà milionades en la compra de noves tècniques sonores. I, malgrat l'estrena, ningú hi creu. Majoritàriament hi ha escepticisme sobre el cinema sonor. Són poquets els qui hi creuen. Tothom pensa que el so no aportarà res de nou. Però, el 6 d'octubre de 1927, succeïx un fet revolucionari per la història del cinema: "El cantor de jazz" d'Alan Crossland, deixava escoltar cantant l'actor Al Jhonson. La pel·lícula enceta una nova era per a la indústria del cinema. Els estudis fan taula rasa. Molts actors desapareixen, s'acomiada en massa i es contracten tècnics de so. Hi hagué molts actors sense feia i que hagueren de fer importants inversions per reconvertir-se al cinema sonor.
Llistem tot seguit alguns dels directors més importants: Lubitsch, Capra, Hawks, John Ford o Josef von Sternberg.
Als Països Catalans, els primers estudis sonors, els Orphea, s'inauguren a Barcelona l'any 1932. Són un projecte que nasqué de la mà del primer president català, Francesc Macià, qui volia modernitzar Catalunya. Creà un Comitè de Cinema per tal d'empènyer la producció de documentaris i pel·lícules de qualitat. Els Orphea Film esdevenen una referència a la península ibèrica. Francisco Elías, Camille Lemoi i en Josep Maria de Guillén García, responsables de la seua fundació, introduïxen la primera pel·lícula sonora l'any 1929: El misteri de la porta del sol.
A l'època, tot seguint la tradició de la Hispano Films, les pel·lícules eren ben sovint espanyolades atès que aquestes tenien molt bona recepció a Castella. El cinema català nasqué des d'un primer començ coix en quant a termes lingüístics. En mans d'espanyolistes, el cinema que es produïa era en llengua castellana. L'única pel·lícula estrenada i produïda en llengua catalana fou El cafè de la marina, obra de Josep Maria Segarra i Domènec Pruna. Tot això contradeia els desigs de la Generalitat i per això es podria dir que el projecte del Comitè de Cinema fou un fracàs
La implantació del sonor coincidix amb el crac econòmic del 1929, que ocasionà una Gran Depressió als EUA i de retruc a la resta del món. Milers de ciutadans cerquen en el cinema un moment d'evasió dels problemes quotidians i Hollywood comença a produir productes escapistes. És l'època dels gèneres per excel·lència. L'evolució de les tècniques permet el sorgiment de nous gèneres: terror, gàngster, western, comèdia, musical i animació. Els musicals i l'animació visqueren una certa àuria. Walt Disney es torna meanstream i els musicals una preferència del públic. Els musicals feren que molts actors de cinema mut haguessen d'aprendre a cantar si no volien perdre la feina. Hi ha reconversions en aquesta època que no sempre donaren èxit. En aquest període aparixen noves estrelles com la Marlène Dietrich, en Clark Gable, l'Errol Flynn, Gary Cooper o John Wayne. Són noms de la nova indústria sonora. Dins els musicals destaquen obres com Halleluja, Chantage o Parade d'amour. De les reconversions destacades caldria parlar de Charles Chaplin que tornà després de tretze anys de silenci amb Un fill únic, pel·lícula del japonès Yasujiro Ozu, estrenada el 1936.
Per fer front a la crisi els estudis estatunidencs proposen al seu públic una entrada per veure dues pel·lícules. L'objectiu és doblar l'assistència que degut a la crisi ha caigut i dividit els guanys. L'entrada permet doncs la visualització d'una pel·lícula de bona qualitat, dita de sèrie A, i una altra de qualitat més baixa, dita de sèrie B. Tot plegat s'acompanya de crispetes i de canvis a la programació a cada setmana per tal d'incentivar el públic a venir més sovint. Això mentre els estudis es reorganitzen per tornar-se ells mateixos una fàbrica de produccions. Cada estudi s'especialitza i empra les tècniques del taylorisme per tal d'aconseguir treure al mercat prop de 50 pel·lícules l'any per estudi. A banda, el cinema sonor dona aires als documentaris que per primera volta introdueixen un comentarista rere la pel·lícula, quelcom innovador i que esdevé la base actual de qualsevol documentari. L'impacte del documentari Drifters l'any 1929 de l'escocès John Grierson estrena una segona vida a aquest gènere. Hi destacaren l'Alberto Cavalcatni, Basil Wirght, Robert Flaherty o Paul-Émile Victor i Fred Matter.
Llistem tot seguit els mites del cinema clàssic sonor: Marlene Dietrich, Greta Garbo, Claudette Colbert, Gary Cooper, Jean Gabin, Humphrey Bogart, etc.
Per altra banda, a Europa, el continent seguix explorant les avantguardes, tot introduint-hi la sonoritat i un compromís estètic amb els menys afavorits. Tenim una època de cinema més social, poc escapista. A França, Jean Renoir mostrava la vida quotidiana i laboral dels treballadors, com a "La regla del joc" (1939). Això mentre el continent beu majoritàriament del cinema estatunidenc. La crisi de la indústria europea fer que per primera volta França volgué finançar el cinema propi atenent-lo com a mètode de propaganda exterior del seu soft-power. Quelcom que encara dura en l'actualitat i que també és atribuïble al cinema britànic. El Regne Unit es veu envaït per les produccions estatunidenques fins al punt que el seu propi cinema ja només representa en aquella època al voltant del 5% de les pel·lícules estrenades. En aquest context l'Alexander Kroda aconseguïx un rol central dins la indústria britànica mercès a la London Films Productions. Tot i així, la seua competència directa, l'Arthur Rank, també es deixà sentir mercès als estudis Pinewood. És d'aquests dos emprenedors que sortiren pel·lícules geni com les d'Alfred Hitchcok, el qual s'acaba guanyant majúscules dins la història del cinema.
Mentre Hitchcock porta el cinema europeu a refer-se de la invasió estatunidenc, a l'Índia colonial britànica, els musicals hi tenen molt bona acollida, fins i tot dintre les produccions pròpies. El país que aleshores encara no era independent, posseïa un enorme potencial explotat mercès als musicals que volien reprendre la tradició popular del teatre sànscrit i del drama popular cantat. País en què la producció s'hi fragmentà considerablement amb l'arribada del so. En efecte, la producció de pel·lícules s'anà especialitzant en zones segons els costums lingüístics. El repte de tenir un país amb prop de 23 llengües portà els doblatges a millorar-se progressivament. Això mentre a Europa, la indústria estatunidenca estrenava les seues pel·lícules només en llengües colonials. Bombay, Calcuta i Madras són els centres principals de la distribució i projecció de pel·lícules hindús que veu néixer tot una batalla per la presència de l'hindú i altres llengües. La societat mateixa passa a queixar-se de no disposar sempre de les pel·lícules en llengua pròpia. Hindi, tàmul, bengalí o gujarati són algunes de les llengües més projectades en detriment d'altres.
A França, però, la història és una altra. Immersa en una crisi de producció pròpia com a la resta d'Europa, decideix explotar el gènere del realisme cinematogràfic. Les pel·lícules donen un aspecte tràgic, populista i poètic a l'hora. Hi destaquen directors com en Marcel Carné, Jean Renoir, Vigo o actors com en Harry Baur. Tot plegat mentre l'Església catòlica decidix regirar les seues crítiques contra el cinema per tornar-lo un mitjà de propaganda més. Després d'haver-ne acusat els seus efectes suposats malèfics sobre la població, raó per la quals s'havia de prohibir segons que proposava, a la dècada dels 1930 l'Església preferix agafar el cinema per les banyes i transformar-los en un mecanisme per potenciar el soft-power vaticà. La inversió de l'Església aconseguirà tapar les mancances de les produccions europees vista la Gran depressió i la invasió conseqüent de les produccions estatunidenques. Però, així i tot, les produccions europees es veuen estroncades pels règims totalitaris de països com Espanya, Portugal, Alemanya o Itàlia. Mussolini i Goebils decidixen recompensar documentaris i pel·lícules del règim, tot excloent aquelles que vertaderament fan cinema i no pas propaganda, com les de Renoir. És en reacció a tot això que en Philippe Erlanger, director de l'Associació Francesa d'acció Artística, crea el Festival de Canes, el qual aconseguix amb el temps esdevenir la referència de la recompensa cinematogràfica europea, al mateix nivell que es volgué fer dels Òscars estatunidencs la recompensa per excel·lència de les produccions nord-americanes.
Durant la guerra, les produccions europees i estatunidenques entren en una fase de poca llibertat d'expressió per les polítiques ideològiques dels règims establerts. Els uns fan apologia del feixisme, els altres del comunisme i uns altres encara del capitalisme i els Estats liberals. Després de la guerra, la indústria nord-americana triplica la seua exposició a França i la resta de països del cercle dels aliats mercès al seu paper "alliberador" a la guerra. Les produccions franceses es giren de cop i volta i preferixen estrenar documentaris i pel·lícules en què s'exalta la resistència, deixant de banda l'època en què molts francesos col·laboraren amb el feixisme alemany. I, això no obstant, a França com a altres països l'Estat reprèn les polítiques imperialistes per potenciar la producció pròpia amb vista d'exportar-la a la resta del planeta i així exportar igualment el soft-power francès. Quelcom que encara dura en l'actualitat. Destaquen l'André Cayatte, Christian-Jaque, Henri Jeanson o Micheline Presle. Tot just acabar la guerra, la producció francesa continua amb el realisme allà on el feixisme el prohibí i, paral·lelament, s'obrí la via a les adaptacions cinematogràfiques. Això, mentre el Vaticà continua expandint en territori francès la seua política propagandística, amb pel·lícules com La Route inconnue. Diversos cineastes francesos miren doncs de compaginar i fins i tot conciliar fe amb cinema. Però, tanmateix, el país europeu qui acabà brillant realment després de la caiguda del feixisme fou Itàlia amb el neorealisme italià. Destaquen Umberto Barbaro, Roberto Rosselini, Sergio Amidei, Federico Fllini, etc. La missió del neorealisme italià era portar altre cop el cinema i la seua indústria a la realitat i rellançar per aquesta vida la indústria nacional, força malmesa per les conseqüències de la guerra. Una volta acomplit l'objectiu, el neorealisme italià s'estanca. Tot plegat mentre als Estats Units l'Orson Welles fa les delícies de la indústria estatunidenca amb Citizen Kane.

#### El cinema de guerra

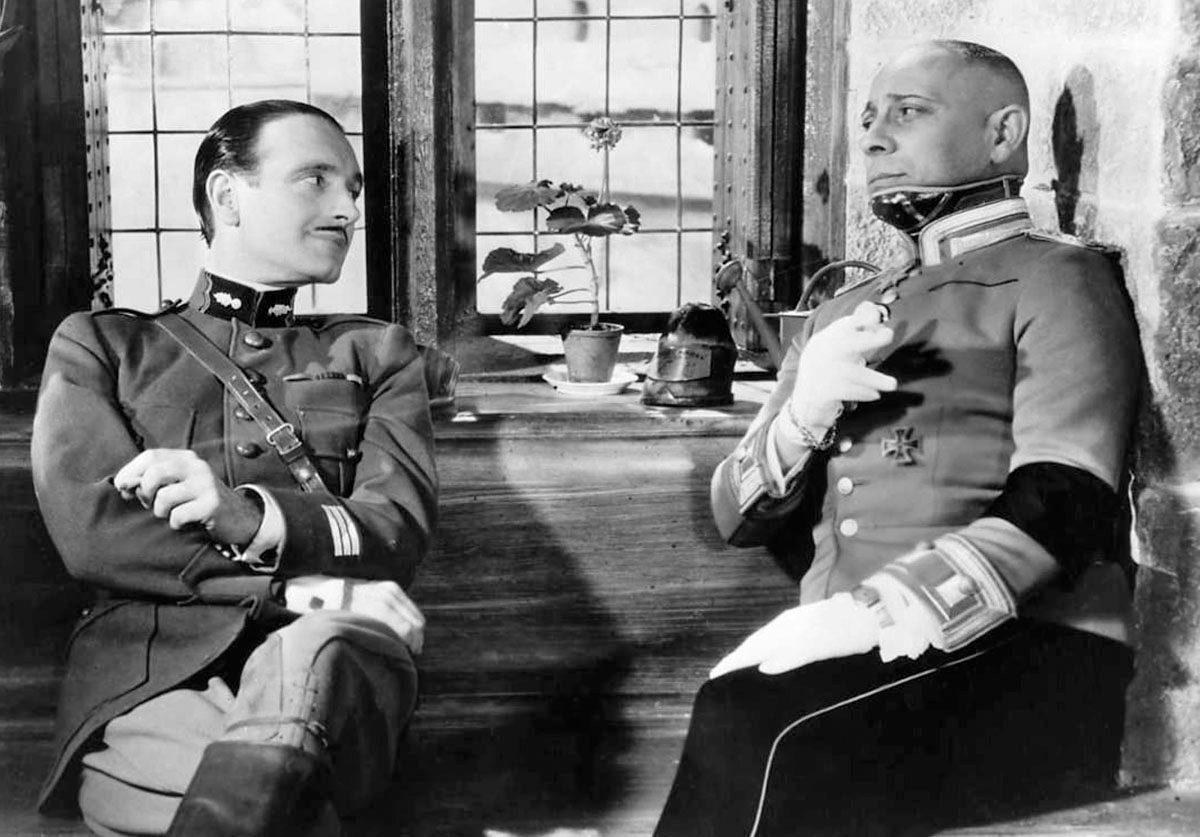
Pierre Fresnay i Erich von Stroheim a La Gran Il·lusió

Abans i tot que començés la guerra, el cinema a Europa es posà al servei de la propaganda estatal. La qüestió s'anà intensificant fins que esclatà la Segona Guerra Mundial, moment en què el cinema es posa directament al servei dels règims feixistes, d'una banda, comunistes, de l'altra, o capitalistes, encara més enllà.
A Alemanya tot just arribar al poder, Hitler demanà al cervell del ministeri de propaganda de posar tot el cinema sota control. Segons que deia Goebbels, "l'art és lliure però el cinema ha d'admetre les idees fonamentals del govern nacional (socialista)". Així, el cinema alemany esdevé un braç més de la propaganda nazi. Oimés, es perseguix l'art més convencional com tot tipus de pintures, escultura o altres expressions avantguardistes. En aquest context, prop de 800 professionals fugiren cap als Estats units. Fou el cas de Peter Lorre, Conrad Viedt, Paul Henreid o Curt Bois. El mateix Fritze Lang, Billy Wilder, Fred Zinnemann, Otto Preminger o Robert Siodmark hagueren de marxar del seu país. Les pel·lícules que es produïren d'ençà a Alemanya i Àustria, eren propaganda feixista. Són exemples El Jove hitlerià Quex o SA-Mann Brand. Joseph Goebbels promogué a actora preferida de l'estat a Marlène Diertrich. Un escenari que s'anà repetint igualment per a altres professionals que foren usats pel règim. És el cas, per exemple, de Leni Riefenstahi, qui s'encarregà d'escenificar els agrupaments massius de partidaris de Hitler als seus discursos. En aquest sentit, caldria destacar els documentaris realitzats durant els Jocs Olímpics i que serviren aleshores per exaltar l'Alemanya feixista.
Mentrestant a França, el règim de Vichy resol prohibir l'exhibició de pel·lícules estatunidenques o angleses. A la França no ocupada, el cinema també s'ha de posar al servei de la propaganda i aconseguix fins i tot resorgir mercès a les polítiques proteccionistes de Vichy. La França ocupada, en canvi, ha de sucumbir a les produccions alemanyes i austríaques. El règim nazi prohibix les exhibicions franceses i promociona intencionadament les pel·lícules alemanyes. El públic o una part d'aquest s'hi nega i mira d'escapar a les polítiques censores amb produccions pròpies vingudes de la França no ocupada. Un ambient que obliga molts cineastes francesos a fugir de casa seua i implantar-se als Estats Units. Molts treballaren per la Century Fox. Les produccions franceses es traslladen d'alguna manera a aquest país que seguix engrandit la producció cinematogràfica. Alguns francesos es posaran expressament i conscientment al servei del cinema nazi per aconseguir d'aquesta manera produir pel·lícules És el cas d'Alfred Greven. Això mentre el règim nazi volgué llistar totes les pel·lícules franceses existents a les cinematiques per tal de cremar-ne les jueves o contràries al règim.
A Itàlia, del seu costat, els documentaris en glòria de Mussolini s'anaren multiplicant vers el 1922. Convençut que el cinema el banyaria de glòria, el dictador italià obrí durant l'època de guerra una escola de cinema, el Centro Sperimentale di Cinematografia, a més d'un centre d'estudi de rodatge, el Cinecittà, amb què la propaganda volgué prendre les dimensions de Hollywood, això sí, en una òptica ideològica, lluny de Hollywood i el cinema. I és que aquests dos aparells foren usats per promocionar, a parè seu, la grandesa de la civilització romana arreu del món. Quelcom que Hitler també cercava amb els seus documentaris als Jocs Olímpics. Davant d'aquest escenari, alguns joves atrevits, com ara Luigi Chiarini, Mario Soldati, Renato Castellani o Alberto Lattuada decidiren rodar pel·lícules de la Belle Époque, és a dir, clàssics de la literatura italiana, fet que allunyava força aquest cinema de la propaganda feixista.
En acabar la Guerra, en una Itàlia destrossada i decadent, aparïx un nou corrent cinematogràfic, anomenat cinema "neorealista", un cinema testimonial sobre la realitat del moment, fet amb pocs mitjans materials però amb molta humanitat, preocupat pels problemes de l'individu del carrer. Films com "Roma, ciutat oberta" (1944-1946), de Rossellini, "Lladre de bicicletes" (1946) de Vittorio De Sica, o "La terra trema" (1947) de Visconti, suposen una mirada sobre els problemes de subsistència dels més humils.
Als Estats Units els estudis es proposaren de traslladar la realitat europea de la guerra després que el govern resolgués unir-se al bàndol dels aliats. D'aquesta manera el cinema produït als Estats Units en aquest període esdevingué un mitjà de propaganda estatal massiva amb què es pretenia exaltar el nacionalisme estatunidenc amb la fi d'encoratjar la població a fer un esforç per la guerra. Els Estats Units es presenten com a salvadors i s'exalten el puritanisme o l'Amèrica alliberadora. El cinema havia de posar-se al servei de l'estat perquè després de la Gran Guerra el país tragué la conclusió que seria millor no interferir en afers europeus i ençà que els seus governs havien predicat l'aïllament en quant a política exterior. El fet d'anar-se'n a fer la guerra contra el feixisme alemany contradeia aquesta doctrina i per això calia uns mèdia al servei de la guerra. Ben aviat, doncs, les pel·lícules del país començaren a projectar propaganda. D'altra banda, cal posar rellevància en el fet que a mesura que la guerra esdevenia una realitat a Europa, les produccions estatunidenques troben fronteres per les polítiques proteccionistes i ideològiques dels règims establerts. Als Estats Units tampoc els convenia gaire que les seues produccions, base del seu soft-power, fossen censurades en territori europeu, mercat per excel·lència dels Estats Units.
Es coneix com a "Codi Hays" la censura promoguda als Estats Units per part de les productores per tal de fer front a les polítiques censures del govern del propi país. Els Estats Units de l'entre-guerres es troben en un gran creixement econòmic en forma de bombolla especulativa que, a pesar d'això, mostra un escenari social força conservador. De resultes, el mateix govern promou lleis censores, com ara la llei seca. La indústria del cinema, més que no pas per la pressió de les lligues catòliques, resol autocensurar-se i treure de la pantalla tota mena de pel·lícules susceptibles d'enfonsar-ne el negoci per possible polèmiques derivades de la llibertat d'expressió de directors, guionistes, actors, etc. És el codi de producció (PCA) o Codi Hays.
A la península ibèrica, Espanya entra en guerra i s'implanta la dictadura mentre a Portugal, també hi puja al poder un règim feixista. Els estudis Orpheo Films són ocupats durant la guerra per republicans, els quals estrenen pel·lícules anarquites. Nogensmenys, tot just començar la dictadura feixista pancastellana, l'empresa és substituïda per un estudi on només s'hi podia projectar pel·lícules afins al règim feixista pancastellà. El cinema franquista demanava, d'una banda, pel·lícules espanyolistes amb què exaltar els valors pannacionals de Castella, així com la figura mateixa del dictador i el règim feixista. D'altra banda, demana pel·lícules que no fessen pensar gaire, comèdies espanyolistes d'estil Cine de Barrio que tenien notes d'humor i música ambientades en una societat feixista i d'ideals pannacionalistes hispànics. Una de les actrius preuades pel règim fou Sara Montiel. El cinema en color fou justament projectat per primera volta a Catalunya, tot i que vingué 10 anys més tard que als Estats Units. Andorra fou el país en què s'hi podien veure pel·lícules censurades pel règim franquista, fet que portava molts catalans a desplaçar-se expressament a la capital andorrana.
A Portugal, el règim feixista portuguès promogué pel·lícules amb un caire marcadament colonialista. A Portugal es parla del mite del sebastianisme i del "haguéssem sigut" per catalogar aquest tipus de cinema. Es tractava d'emfatitzar en "allò que haguéssem pogut ser" si Castella no s'haguera annexat Portugal al segle xvii després de la desaparició del rei Sebastià. Un "haguéssem" que en realitat reinterpreta el període d'exploracions a l'Amèrica Llatina per donar-hi un caire de civilitzadors contra salvatges, és a dir, d'herois coratjosos que agafaren les àncores dels vaixells per "conquistar" el món salvatge i civilitzar-lo, fer-ne un baluard de la Nació portuguesa amb majúscules, envejat arreu del món. Aquest tipus de cinema és pura propaganda perquè el país era essencialment rural i no podia de cap manera fer mostra de cap "progrés" i per això reprenia el romanticisme de les pel·lícules projectades durant al primera república portuguesa amb la fí d'encaminar-ho tot cap a l'exaltació de l'orgull nacional. Un orgull que ha de mostrar-se sempre bel·ligerant contra Castella i les seues voluntat annexionistes de fer-se amb tota la península ibèrica. Després de la dictadura, el cinema portuguès s'obrí finalment al món contemporani i els cineastes començaren a produir pel·lícules avantguardistes com les de Manel Guimarães, conegudes com a Novo Cinema.
Al final de la guerra, als Estats Units la propera guerra es prepara entre càmeres i rere càmeres. El país passa d'una època de propaganda de guerra contra el feixisme alemany a puna nova època de propaganda contra el comunisme i la Unió Soviètica. Aquesta ha fet les delícies del cinema en època de cinema mut i l'escenari posterior a la creació de l'ONU porta els governs estatunidencs a una vertadera caça de bruixes contra tot cineasta o actors que pense encara que siga una mica a l'esquerra. El mateix Charles Chaplin es veurà enutjat pels governs dels Estats Units en mostrar-se favorable al socialisme. Les pel·lícules estatunidenques passen llavors a fer gala d'un combat aferrissat contra el comunisme i a favor del capitalisme.

#### La catifa vermella
L'arribada del cinema sonor dué moltes i diverses pràctiques per tal de donar so a les pel·lícules. Això feia que algunes sales tinguessen un so massa alt, d'altres massa fluix, altres pel·lícules es presentaven amb decalatges entre imatges i sons més o menys pronunciades amb relació a altres, etc. Davant de tot això, Adolph Zukor, Carl Laemmle i Louis B Mayer, principals caps de les productores més grosses dels Estats Units, resolen fundar l'Academy of Motion pictures Arts and Sciences. Un òrgan que pretenia normativitzar totes les projeccions per donar una experiència estandarditzada al públic. A banda, això portà igualment a la creació de l'Academy Awards ja que malgrat que el cinema sonor fos sinònim de crisi, també donà treball a molta altra part de la població que fins aleshores mai s'hi havia vist involucrada. Oimés, naixeren nous oficis. Els primers Academy Awards foren justament un intent de recompensar tot el nou equip que s'anà formant al voltant de les pel·lícules sonores. D'aquesta pràctica naixé la gala dels Òscar i la seua mítica catifa roja. L'èxit de la cerimònia portà altres països com França, els Països Catalans, Castella, el País Basca, Itàlia, Alemanya o Rússia a formar les seues pròpies acadèmies i cerimònies de recompensa. A Europa s'ha volgut fins i tot crear festivals de premis menys massius en què hi ha lloc per a pel·lícules artístiques i poc massives o pensades per ser venudes en massa.

#### Les primeres passes del ratolí Mickey

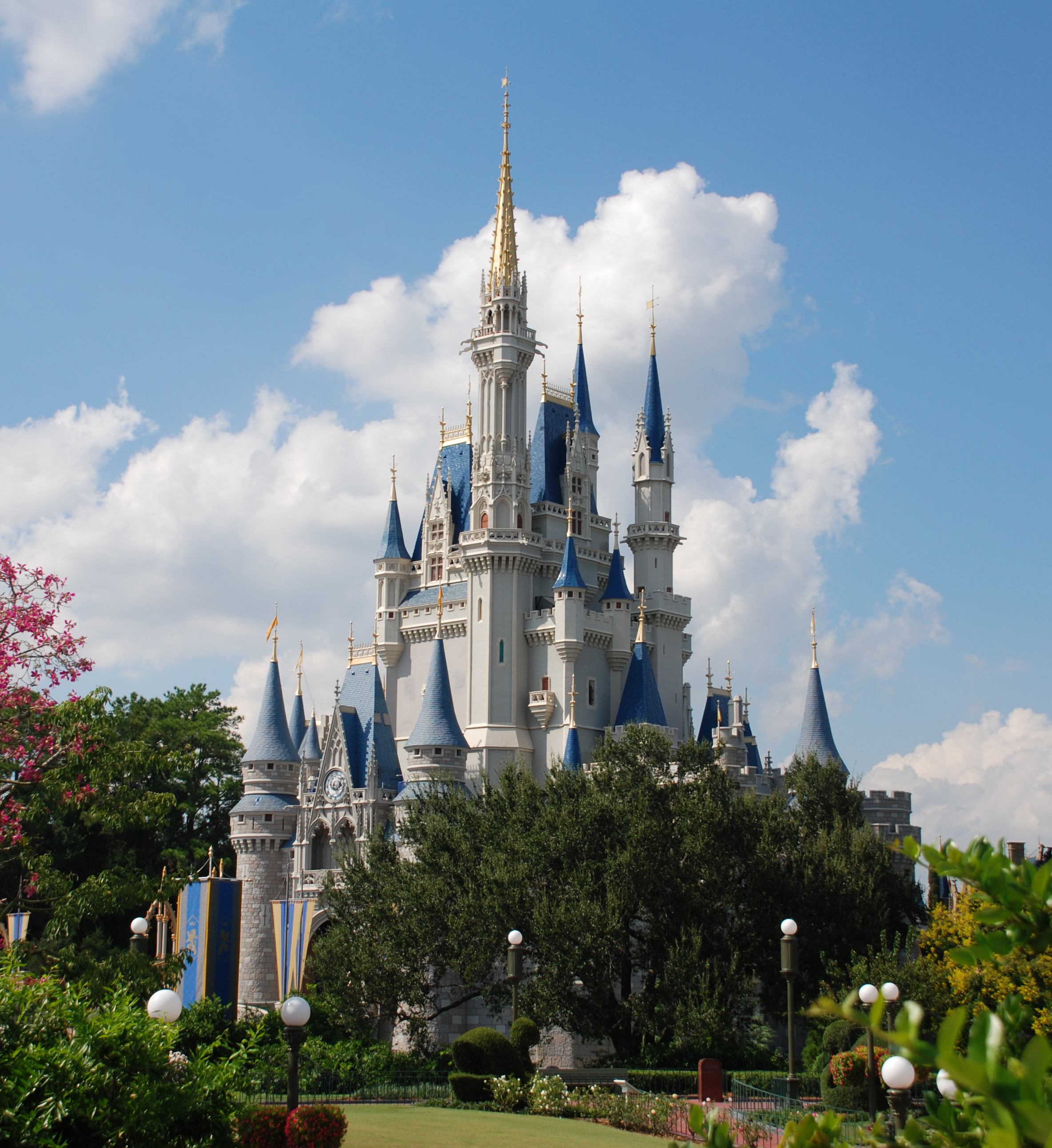
El castell de la Ventafocs, emblema del Magic Kingdom de Walt Disney World Resort obert l'octubre de 1971.

Walt Disney és una multinacional que nasqué l'any 1926 de la mà de Walter Elias Disney i la seua creació més cèlebre d'un diminutiu. Mickey sorgí efectivament d'una proposta familiar. La seua dona li suggerí que parlés de Mickey i no pas de Mortimer perquè hi veia un nom massa esnob. Preferia un diminutiu. Pensava que de la mateixa manera que en Walter es feia dir Walt, també podia procedir a posar diminutius com ara Mick, és a dir, Mickey en anglès. I fou, efectivament, així que nasqué Mickey Mouse. Al taller familiar de l'empresa Walt Disney, s'hi creà el primer dibuix animat que posà les bases per a un imperi, probablement el més ben aconseguit de la història del cinema.
El personatge central d'aquest èxit fou dibuixat a propòsit perquè facilités la seua animació. Orelles rodones, un cos rodó i uns peus, també rodons, facilitaven molt més l'animació i quelcom que probablement encara no sabien, eren formes ideals per als petits de la casa qui, després d'estudis contemporanis, s'ha acabat demostrant que es veuen fàcilment atrets per formes geomètriques. Són en efecte fàcils d'assimilar per a l'ull d'un espectador de menys de 6 anys.
La primera pel·lícula que omplir de joia el públic infantil fou l'Stemboat Willie estrenada el 1928. Un ninot que es presentà cantant, ballant i amb una veu aguda que el caracteritza. A partir del 1928, Mickey aparix a prop de 121 films, tot un èxit com ara a Fantasia. Se'n derivaren els primers productes derivats que progressivament trobaren de totes menes: peluixos, DVD, CD, pòsters, joguines, samarretes, mitjons, guants, gots per beure, plats de cuina, mobles de casa, etc. La revista Mickey de l'època comptava ja amb 1,62 milions de lectors per setmana només a França.
I, tot innovant, Disney també fou la primera empresa responsable de posar color als dibuixos animats amb el technicolor nº 3 trichrome. Quelcom que li valgué els seus primers Òscars, els quals se succeïxen amb pel·lícules mítiques com ara Els tres porquets o The Band Concert, aquesta darrera represa com a model d'animació clàssic. L'any 1937 el seu equip elabora amb El vell molí el primer procediment de multiplans, una tècnica que permetia donar profunditat a la pel·lícula. Una pel·lícula que servix per posar el punt al primer llargmetratge de Disney: la Blancaneus i els set nans. Un ítem doncs imprescindible vist l'èxit de la Blancaneus. Aquesta pel·lícula esdevé una referència de Disney, un èxit mundial sense precedents, els dibuixos animats probablement més visionats de la història, els qui aconseguiren bastir l'imperi Disney i donar tot un imaginari a futures generacions. Un entreteniment en tota regla, una proesa tècnica i una mostra cabdal d'art en dibuix animat.
Disney també fou la primera empresa que apostà pel cinema televisiu abans que ningú altre. Entengué ràpidament la necessitat de poder-se projectar a les televisions d'arreu del seu país perquè això li permetia una publicitat que cap altre mitjà li proporcionava. Hui dia la companyia disposa del seu propi canal de televisió que trobem adaptat si fa no fa a molts països del món, malgrat que hi ha una clara política ideològica al seu darrera que no permet versions catalanes o bàltiques del seu canal.
I, com que l'empresa anà creixent, l'any 1955 inaugurà el seu primer parc d'atraccions, un element essencial dins la seua política de marquetatge. Disneyland obré més avant parcs germans com el Disneyland París. Això obrí la porta a tota una rivalitat de la qual sorgixen parcs d'atraccions per tot el planeta. Dins la competència destacaríem, el parc Astèrix de França, el Futuroscope de França, PortAventura als Països Catalans, Hollywood Studios als Estats Units, Universal Park als Estats Units, etc. Tot plegat s'acompanyà d'una estrena anual als voltants del Nadal, quelcom que incrementà encara més la seua potència arreu del planeta. La fàbrica de diners Disney fou també la primera en incloure èxits musicals a les seues pel·lícules amb l'objectiu de fer créixer encara més el seu públic. No hauria de ser doncs estrany que les bandes sonores de Frozen, El rei lleó o Robots siguen al top dels discs més venuts del món.
Nota: així i tot, caldria dir que tot just uns anys abans de Walt Disney, a l'Argentina en Quirino Cristiani llançava el seu primer curt-metrage El Apóstol, una obra que quedà desapercebuda majorment arreu del planeta per l'èxit aclaparador de Walt Disney. Tot amb tot, caldria dir igualment que les pel·lícules de Disney estan vestides d'un rerefons moral pronunciat. Walt mirava que cada pel·lícula tingués un missatge moralitzador. Avui encara podem trobar els mateixos patrons a les pel·lícules. Frozen, per bé que empodera la dona, no deixa d'explicar la història d'una monarca, amb la seva germana, etc.

#### El cinema amateur
Es coneix com a cinema amateur la realització d'imatges en moviment filmades per a no professionals, amb un pressupost familiar, amb què es mira de fer cinema de forma aficionada. A la majoria de casos són curtmetratges atès que l'enregistrament en condicions de pel·lícula d'estudi requerix un pressupost que no és a l'abast de cap aficionat.
És a la dècada dels anys 20 del segle XX que neix aquest tipus de cinema a Europa. Hui dia el cinema amateur té fins i tot tret a entrega de premis però en aquella època sorgí una pràctica nova mercès a la venda del Pathé-Baby que amb el ròssec cel temps s'acaba identificant clarament amb cinema. Aquesta càmera de vídeo fou tota una revolució atès que abaratia o en qualsevol cas donava accés al públic de massa la capacitat de poder filmar com si d'un gran estudi de cinema es tractés.
És arrel de l'eixida del Pathé-Baby que sorgix una nova categoria dins el cinema que inicialment es concebia com a gènere de documentari a l'estil Lumières. Si més no aquesta fou l'actitud dels primers cineastes amateurs. El divertiment que aportava aquest nou aparell compacte en fe un èxit. Destaquen noms com la Madronita Andreu, la primera dona cineasta amateur de nacionalitat catalana i que envoltada d'un context masclista, prengué la càmera i filmà amb tot atreviment, així com l'Alice Guy s'havia atrevit anteriorment.
L'abaratiment de les càmeres permeté fe evolucionar aquestes primeres filmacions i ja l'any 1934 trobem les primeres pel·lícules com a tal. És el cas de Memmortigo del català Delmiro de Caralt, produïda l'any 1943. Es tracta d'una pel·lícula que mira de seguir les tendència avantguardistes europees amb un film que combina plans, guió, trucatges i muntatges, etc. El títol caldria traduir-lo de l'esperanto al català i voldria dir Em suïcide. S'hi exposa en efecte moltes maneres de suïcidar-se, això sí, amb un final que es vol optimista. Nomenar el títol en llengua esperanta ja és una mostra evident de repunt contemporani i modern. Una mostra clara de postmodernitat i, per tant, un ingrés gairebé automàtic a les avantguardes.
Altres cineastes catalans amateurs rellevants foren Feliip Seguers o Llorenç Llobet-Gràcia. El primer és responsable de pel·lícules com Imitando al fáquir, el segon de Pregària a la Verge dels Colls. El segon, però, és l'únic qui aconseguïx saltar i esdevenir un cineasta professional mercès a una de les grans produccions, més excepcionals i ambicioses del cinema català, Vida en sombras, estrenada l'any 1949. La pel·lícula té tocs evidents d'homenatge a Hitchcok i és l'obra més ben valorada procedent d'un cineasta que començà com a amateur.

### L'era del cinema en color (1950-1980)

#### Televisió i colors

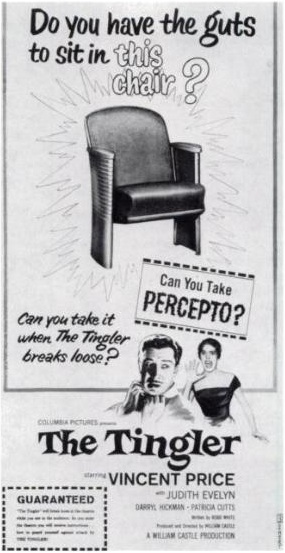
Una de les primeres pel·lícules que mira de posar la pluja al vell mig de la sala.

A la dècada de 1950, la indústria del cinema patix una segona crisi degut a la implantació de la televisió. Aquest nou mitjà proporciona entreteniment sense eixir de casa. Als Estats Units l'embranzida de la implantació de la televisió és espectacular. Prop de 3000 cinemes han de tancar les portes mentre el país gaudix d'arribada de prop de quatre canals de televisió quan a Europa els països més afortunats en aquest àmbit, com ara França, el Regne Unit o Bèlgica, només gaudixen d'un canal de televisió. L'emissió del coronament de la reina Elisabet II del Regne Unit l'any 1952 potencià encara més les vendes en territori aliè, com ara França, i marcà, d'altra banda, un precedent tecnològic amb què els països dits "perifèrics" com ara Andorra, Luxemburg, Monaco o Bèlgica apostaren definitivament per nous mitjans com la ràdio o la televisió per bastir un imperi que acaba marcant les mentalitats del segle xx.
De retruc, la crisi cinematogràfica és profunda. La mateixa Warner Brothers haurà de tancar cinc mesos per evitar la bancarrota. Més i tot, els canals de televisió obren ells mateixos els seus estudis d'enregistrament des d'on neixen les primeres sèries de televisió, les novel·les i ben aviat s'hi projectaran igualment pel·lícules. La legislació estatunidenca tampoc és gaire més encoratjant. El país compta amb una alta gama de lleis proteccionistes que tot amb tot impedixen un bon desenvolupament correcte de la indústria. Els gèneres inventats pel cinema com ara el western són represos àmpliament per les televisions que només l'any 1958 estrenaven 50 sèries tot al llarg de l'any. Si anteriorment, els estudis de cinema estrenaven prop de 300 pel·lícules l'any, ara la xifra es reduïa a les 100 pel·lícules. Una mostra evident de la decadència cinematogràfica.
Front a tot plegat, els estudis de cinema estatunidencs innoven per aconseguir eixir del lot i empènyer el públic a consumir cinema. La innovació passa per revolucionar la imatge. I, si fins ara el cinema era en blanc i negre, ara es farà en color. Oimés, les pantalles de cinema guanyen en mida. És a dir, si la televisió no pot fer altra cosa que oferir imatges en mida xiqueta, el cinema les proposarà en grans dimensions i, per tant, si les emissions de televisió són curtes, el cinema proposa pel·lícules de prop de dues hores. I, malgrat el ventall de tècniques per afegir color a les imatges, el líder indiscutible de la fotografia, Kodak, és la tria per excel·lència. La seua tècnica del Technicolor nº 4 envaïx les pantalles de cinema. Pandora and the Flying Dutchman d'Albert Lewin o El gat amunt d'un teulat calent d'en Richard Brooks són les primeres pel·lícules en color. Així i tot, cal destacar la línia innovadora d'antics clàssics com El màgic d'Oz. Alhora se succeïxen els procediments per donar grandària a les imatges projectades: RealLife, Vitascop, Natural Vision, Cinerama o Magnafilm. És finalment el Cinemascope de la 20th Century Fox que s'implanta. Es tracta d'un procediment molt més simple i fàcil en comparació al seu anterior Cinerama. The Robe de Henry Koster, Vint mil llegües de viatge submarí d'en Richard Fleischer o La dama i el rodamón de 1955 són les primeres projeccions en grandària. Els alts càrrecs de la Fox no es conformaren amb una gran imatge, el so era un element primordial que havia d'aconseguir el mateix nivell de qualitat per acompanyar la imatge. Això va comportar la necessitat d'incloure un veritable so estereofònic. El qual, tot i que inicialment es volia utilitzar l'estèreo de tres canals de pel·lícula magnètica, funcionava amb un sistema de so magnètic de quatre pistes. Es pot destacar que aquest sistema de so també va ser utilitzat en pel·lícules que no són CinemaScope.
Cadascuna d'aquestes noves tècniques es promocionen amb campanyes agressives de màrqueting que inclouen publicitats i entrevistes a les mateixes televisions nacionals. Hollywood mirà fins i tot de promocionar la primera experiència de cinema en 3D al xou televisiu d'en Bob Hope. Bwana Devil d'Arch Oboler, Petoneja'm estimada de George Sidney o Els crims del museu de cera d'en Vincent Price són les primeres pel·lícules en 3D. I, a pesar de tot, algunes de les campanyes són un fracàs com les projeccions en 3D. El públic es queixa de mareigs i nàusees a les sessions. Si el cinema en color i grandària són un èxit absolut que treu la indústria de la crisi, en canvi, el cinema en tres dimensions inaugura un fracàs estrepitós que tot i així continua desenvolupant-se paral·lelament en parcs temàtics d'atraccions fins a reincorporar les pantalles de cinema a la dècada dels 2010. Aleshores el públic torna a criticar les projeccions en tres dimensions perquè contràriament a les projeccions dels parcs temàtics, les del cinema en tres dimensions proposen únicament un efecte de profunditat i el públic ja ha experimentat la vertadera sensació de trobar-se amb el personatge barba a barba.
Nota: dins aquesta dinàmica, és també a la dècada de 1950 que es proposa per primera vegada traslladar la pluja, el so o el fred i la calor a les sales de cinema. Fou a l'estrena de The Tignler (Esgarrifança) d'en William Castle que el públic experimentà per primera volta descàrregues elèctriques quan aquestes apareixien en pantalla. La qüestió ací era de fer del cinema una vertadera experiència realista. Però, com el cinema en tres dimensions, tornà a ser un fracàs.

#### Els tràilers i la promoció
Per bé que els tràilers és una eina que neix tot començar el segle xx, el seu ús sistemàtic només tindrà lloc durant la dècada dels 1950. Els Estats Units comencen a fer-ne un ús més que recurrent per incentivar el públic a atansar-se a les sales de cinema. La indústria necessita eixir dels números roigs i per això troba l'ocasió de la introducció del cinema en color com a ideal per fer-se promoció arreu a través dels tràilers. Aquests són projectats abans que comence qualsevol pel·lícula. A banda, al final de la dècada dels 1950, els tràilers són acompanyats dels seus primers cartells tal com els concebem hui dia. Aleshores els cartells no s'imprimien i tampoc es fabricaven rere les pantalles dels ordinadors, tal com es fa a partir de la dècada dels 2000. Els cartells publicitaris són pintats in situ a cada cinema. Una multitud de pintors és contractada per tal de guarnir les entrades de tots els cinemes del món. Els cartells fan prova d'una gran varietat de propostes, les unes més originals que les altres, però, en tot cas, tenim un element més indispensable dins la indústria del cinema.
Nota: per tal de garantir una qualitat, els estudis imposaven uns manuals d'estil i de guia per a cada pel·lícula. El pintor havia de pintar tal com el manual demanava. La inventiva dels cartells portà alguns atrevits a exposar directament vitrines amb tratges i altres vestimentes, maniquins i tota mena de reproducció de les pel·lícules. Es volia donar una imatge molt atractiva per al públic.

#### Els anys 50: era de transició

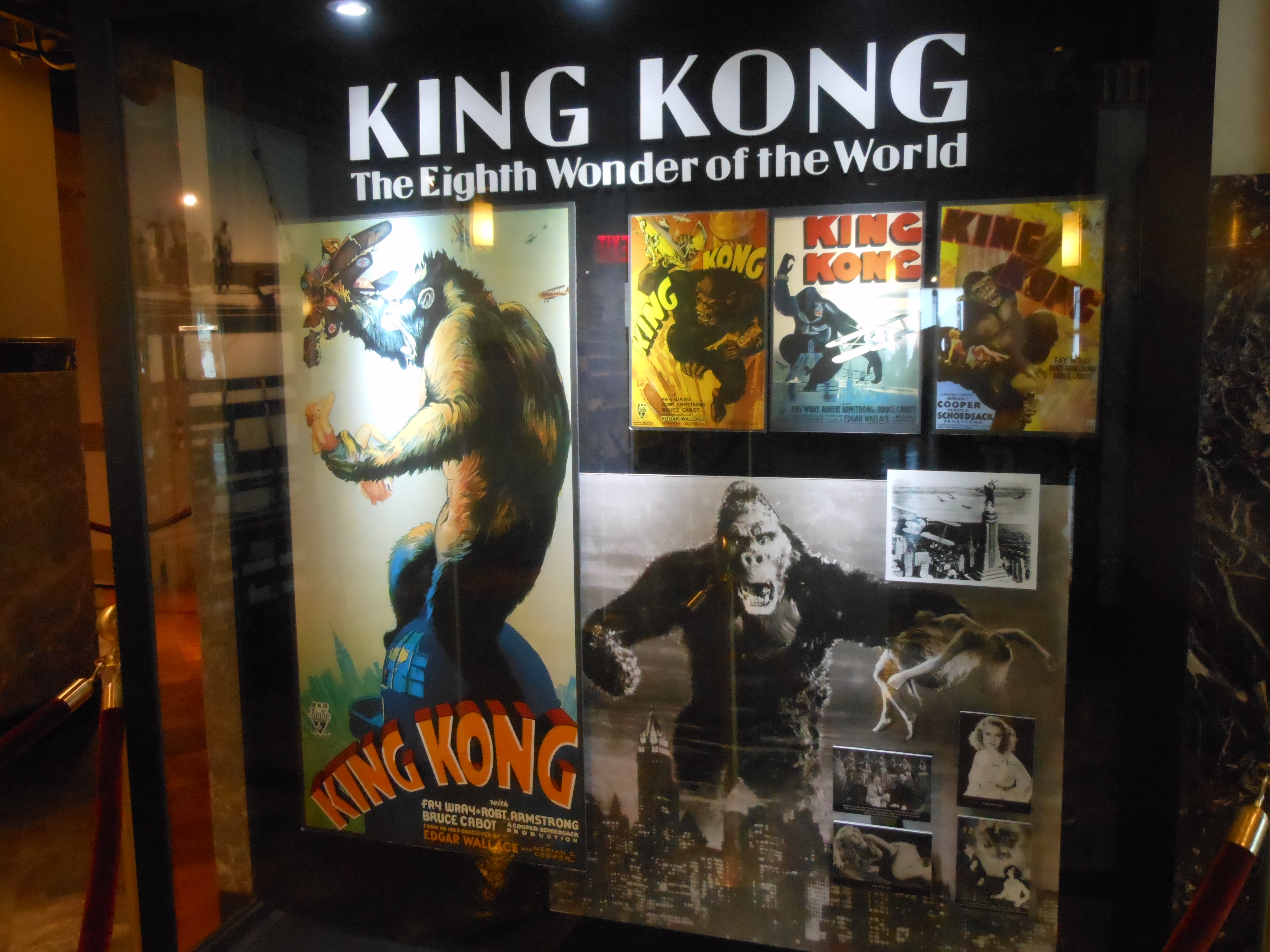
Evolució dels cartells i les readaptacions de King Kong a l'Empire State Building.

Representen per als nord-americans una nova època de benestar social, apareix "l'American way of life", la majoria de cases disposen de televisors, això causa que el nombre d'espectadors del cinema disminuïsca i s'aprope el cinema d'espectacularitat. Hollywood torna a apostar pels grans gèneres i les grans produccions. Ara bé, aquesta volta tindrem un escenari força diferent en quant a la tècnica i l'entreteniment. Les innovacions i la necessitat de destacar-se incorporen sales amb pantalles de grandària XXL, pel·lícules en color, crispetes a les butaques, etc. De fet, és en aquesta època que s'inventa el cinema drive-in. És a dir, cinema projectat en pàrquings d'estacionament d'automòbils. L'èxit és fulgurant i treu la indústria estatunidenca de la crisi que havia imposat la televisió.
Nota: el cinema en color arriba el 1935 amb la pel·lícula "La fira de les vanitats" de Rouben Mamoulian, encara que artísticament la seua plenitud s'aconseguix al film de Victor Fleming, "Allò que el vent s'endugué".
Fan aparició nous mites de la pantalla que trenquen els esquemes de comportament social convencionals, com ara: 
- Marlon Brando
- James Dean
- Marilyn Monroe

Enfront de directors amb plantejaments principalment comercials, fan aparició d'altres amb nous neguits estètics: 
- Erich von Stroheim
- Hitchcock
- Orson Welles

També és l'època dels grans melodrames i de la consolidació dels gèneres, com en el cas del thriller, un bon exemple d'aquest últim el tenim als films de Hitchcock: "Vertigen" (1958) o "La finestra indiscreta" (1954). S'imposen els musicals com ara "Cantant sota la pluja" (1952). El cinema d'animació es va implantant entre els gustos del públic, especialment els més menuts. Walt Disney és el creador estatunidenc predilecte fins i tot enllà del mateix país. A Europa el cinema pren dues vies. La primera és la continuació del cinema avantguardista fet per autors dit de qualitat. La segona és un maritatge amb el cinema asiàtic i l'asiàtic amb l'europeu. Aquesta segona via troba un èxit aclaparador que contribuïx per primera volta a enfonsar el cinema estatunidenc venut a Europa. Després d'un domini gairebé imparable dels Estats Units, la producció europea reprèn les regnes i lidera les sales de cinema. Tot amb tot, podem mirar ara amb més per menuts l'etapa dels cinquanta dins l'esfera global.
Nota: cal notar, però, que a Txecoslovàquia hi hagué una gran competència al cinema estatunidenc d'animació que representava Walt Disney. Allà el cim el presenten Jiri Trnka o Karel Zeman. Volgueren presentar-se com l'equivalent soviètic a l'animació de Disney o si més no així mateix s'acaba escrivint als manuals d'història del cinema.
Ls segona edat d'or dels musicals estatunidencs deu el seu èxit a l'Actors Studio. Es tracta d'un taller d'art dramàtic fundat el 1945 a Nova York i que es fe nom mercès a la incorporació d'un bon nombre dels seus aprenents a les pel·lícules estatunidenques fins a arribar a l'èxit d'estrelles i mites. La regla d'or del musical en aquesta època passa per reclutar actors d'aquest taller. Per tant, podem esbossar l'estratègia per un tan bon èxit:
1. Un entrenament intensiu fonamentat en la cerca de la motivació de l'acte per expressar així l'emoció
2. Uns capacitat a endurir la sol·litud pública i a declamar els mots sota totes les tonalitats
3. Un recurs a la memòria sensorial o afectiva per trobar i fer emergir sentiments fugits

Arrel d'això, els Estats Units posen de moda els melodrames amb què el públic femení de l'època hi trobà un mercat per consumir molt sucós. Si més no, aquesta era la intenció de Hollywood. Paral·lelament, els estudis reprenen els westerns i en fan sudsterns amb un èxit aclaparador. Però, així i tot, el nou gènere que ix dels estudis estatunidencs, la ciència-ficció, és la que marca clarament la dècada. En plena psicosi per l'arribada del comunisme o en tot cas en plena propaganda estatal en contra el comunisme, el cinema estatunidenc s'endins en un nou gènere per tal de transmetre por a la població en vista a obligar-la a renunciar a tota línia roja. La Primera Guerra Freda mana i els estudis proposen mons apocalíptics en què hi ha un clar dramatisme que apunta la Unió Soviètica com a element maligne que vol destruir el planeta. Sota la retòrica del nosaltres bons i ells els dolents, el cinema s'omple de bombes atòmiques, d'invasors i monstres gegantins. És d'aquesta saga que neix el cèlebre King Kong.
A la Unió Soviètica s'hi visqué, per contra, una època inicial de decadència de la indústria cinematogràfica degut a Stalin. El país no aconseguir produir més de 15 llargmetratges l'any. És arrel del XX Congrés del Partit Comunista de la Unió Soviètica i de la contra-estratègia al Pla Marshall del bloc capitalista que la Unió Soviètica invertix en el cinema. I això produí efectes. De tenir una dècada, com la dels 1950 amb escasses pel·lícules, el país en produïa ja unes 100 l'any a la dècada següent. En aquesta segona etapa, el sovietisme rus retorna al seu gran clàssic, Ivan el Terrible, amb una segona part, mentre alhora adapta obres literàries com Don Quixot, Hamlet o El rei Lear. Algunes produccions passen la frontera i arriben a l'Europa capitalista mercès als seus festivals que en premien la novetat. És el cas de les pel·lícules de Samson Samsonov, Grigori Chujrai o Mijail Kalatozov. De tots, és n'Andrei Tarkovsky qui aconseguix la plenitud com a cineasta. Es dona a conèixer amb La infància d'Ivan l'any 1962 i d'ençà que es nodrix d'estrelles, així com l'Andrei Mikhalkov Kontchalovski, germà de Nikita Mikhalkov, o altres directors com Sergej Paradjanov o Otar Iosseliani.
Entre els satèl·lits soviètics destaca particularment Polònia amb un tipus de cinema que reflectix el centralisme estatal. Film Polski és l'estudi que produïa obres que dintre del model soviètic aconseguien destacar. Es tractava d'un estudi estatal atès que Polònia, com la resta de països sota l'òrbita russa soviètica, era comunista. Entre els directors més coneguts destaca en Jerzy Kawalerowicz que obtingué premis al Festival de Cannes o l'Andrzeij Wajda de l'Escola de Cinema de Lodz. Aquesta escola és la responsable de formar les estrelles del cinema polonès soviètic. A Txecoslovàquia, per la seua banda, la repressió portà a cineastes de gran talent, com Vera Chytilova, a fugir del seu país i instaurar-se a Europa.
A l'Europa capitalista el cinema s'impregna de japonisme. Amb l'estrena de Rashomon l'any 1950, el món del cinema europeu decidix apostar obertament i sense complexos pel cinema asiàtic. El film aconseguí el Lleó d'Or a Venècia i un Òscar als Estats Units per millor pel·lícula estrangera. L'èxit porta molts directors a experimentar amb la temàtica oriental i d'ací sorgix un període força nou a Europa i que s'allunya de l'avantguardisme omnipresent. És el costat més original europeu però al mateix temps una escapatòria al cinema estatunidenc. L'aposta per aquest cinema és un èxit tant gran que aconseguix destronar els Estats Units a Europa. A Amèrica hi haurà qui s'inspire i tot del Japó medieval per produir westerns. Destaquen directors japonesos com Kurosawa, Kenji Mizoguchi, Yasujiro Ozu, Mikio Naruse, Kon Itxikawa, Xohei Imamura o russo-mongols com ara Yul Brynner. També hi haurà lloc per a actors d'èxit estrangers com ara Toshiro Mifune. A l'Índia tenim un efecte gairebé un efecte similar a l'europeu. Si a Europa, els realitzadors s'enamoren del Japó i d'Àsia, a l'Índia i arrel de les produccions de l'Satyjit Ray, els realitzadors s'enamoren de l'Europa occidental capitalista. És sota el cinema amateur que aquest hindi s'inicià al cinema mercès al seu encontre amb en Renoir. Premiat a Canes, aquest realitzador és el vincle d'unió entre el món oriental i l'europeu. L'Índia veu néixer doncs producció pròpia de la mà del neorealisme europeu i de les avantguardes europees.
Orientalisme a banda, les avantguardes europees pitgen encara més sobre el botó. Al Regne Unit i a França el cinema esdevé de "qualité". El neorealisme italià posa les bases per la dècada següent. Una nova onada de cineastes francesos se n'inspiren i proposen un cinema d'allò més diferent que fa entrar la indústria a l'era de la modernitat. El soft-power francès se'n veu beneficiat. La Nouvelle Vague és un tipus de cinema que es vol anti-comercial. Per això els decorats de cartró i fusta són destruïts, les històries ja no són lineals i la temàtica mira de parlar amb la gent normal. És un cinema de gent normal per a gent normal. El fundador de la revista Cahier du Cinéma apareguda al final dècada dels 1950, André Bazin, és juntament amb Henri Langlois, el "padrí" d'aquesta nova generació. L'èxit inclou directors com ara Alain Resnais, Claude Chabrol, Françiis Truffaut, Jean-Luc Godard, Eric Rohmer, Jacques Rivette, Louis Malle, Jacques Rozier, etc. Tots aquests directors apostaren per un cinema allunyat dels estudis. Per això es parla de cinema d'autor atès que el director deixa de ser un tècnic i assumix el seu paper com a tal.
Nota: si més no influenciats pels estats capitalistes i pel cinema de la Nouvelle Vague, a la Hongria soviètica es volgué presentar la vessant soviètica del neorealisme mercès a Zoltan Fabri, Janos Herkó, András Kovács, Istvan Szabó o Miklós Jancsó. Aleshores els hongaresos parlaren de "nova onada" cinematogràfica en clara referència a la francesa.
Al Regne Unit l'espai que ocupa la Nouvelle Vague a França és ocupat pel Free Cinema. La Nouvelle Vague a França i el Free Cinema s'alimentaren mútuament. Tots dos buscaven continuar en la línia del cinema de qualitat i que es prestés com a rival indubtable a la indústria estatunidenca. És amb la revista Sequence de la Universitat d'Òxford que es pot donar per nascut el Free Cinema. Allà Lindsay Anderson i Karel Resiz, crítics de cinema, posaren la base per un nou cinema. El grup volgué vincular-se al moviment literari The Angry Young Men i ser alhora hereu del documentalisme britànic. És un tipus de cinema que dona molta importància a l'expressió de la vida ordinària, al retrat de la societat sense perdre la perspectiva dels individus. Destaquen Jack Clayton, Tony Richardson, Lindsay Anderson, Fielding, etc. A Espanya, per la seua banda, dos directors excepcionals ixen de la dinàmica franquista i proposen pel·lícules que s'acaben exportant com a avantguarda. Si més no fou el cas de Luis Buñuel que començà la seua carrera amb Dalí però que ben aviat se n'allunyà en no trobar més recursos per al geni de l'art plàstic. Bardem, del seu costat, es fa renom amb Mort d'un ciclista i d'ençà que la seua carrera es projecta als Estats Units.

#### El cinema a la televisió
La indústria del cinema neix als Estats Units en forma de monopoli. La distribució, producció i venda de les pel·lícules sempre han fet objecte de sentències judicials perquè uns i altres volgueren des d'un vell inici controlar tot el mercat. Per tant, no seria gens estrany explicar que la introducció de pel·lícules a les televisions també fe objecte de processos judicials en contra del monopolitisme.
A la dècada dels 1950, els estudis de cinema miren de fer-se amb totes les televisions existents als Estats Units amb l'objectiu d'absorbir el rival. Es tractava de tenir el control dels canals de televisió amb què els estudis poden després abocar-hi contingut propi i fet exclusivament per la televisió, sense que això suposés cap pèrdua per les sales de cinema, també controlades pels productors.
A causa de la Gran Recessió el govern estatunidenc decidí alliberar el mercat del cinema i ben aviat també s'hagué d'alliberar el televisiu. El govern, dintre del seu pla estratègic de reactivació de l'economia a base d'injecció de diners, volgué donar oportunitat a les empreses xicotetes i, en conseqüència, posà els estudis de cinema als tribunals. L'objectiu era forçar-los a alliberar el mercat. Cosa dita, cosa feta. Deu anys de querelles que donaren raó al govern i d'aquesta manera s'introduí per primera volta pel·lícules a les televisions.
Les grans productores hagueren de deixar espai per a les petites i aquestes automàticament volgueren projectar-se a les pantalles xicotetes perquè així s'aconseguia una promoció que cap altre mitjà els atorgava. Aquesta pràctica sorgeix als anys 1960 i es consolida definitivament a la dècada dels 1970.

#### La modernitat cinematogràfica
Es considera que a partir de la dècada dels 1960, el cinema abandona l'era clàssica i s'estableix la moderna. Per descriure el cinema modern cal abans de més comprendre que és un tipus d'art molt associat a la societat. Evoluciona amb aquesta. És el reflex de la societat en tant que ens mostra les preocupacions d'aquesta, les seves cosmovisions i les seves condicions econòmiques. Més que descriure l'etimologia del terme “modern”, és fonamental comprendre el context que envolta el cinema modern perquè l'etimologia ens porta a contradiccions: allò que és modern per nosaltres, és clàssic per a les futures generacions. El canvi fonamental entre cinema clàssic i cinema modern es troba més aviat a la teoria, és a dir, al discurs, més que no pas en la tècnica.
La modernitat comença amb la fi de la Segona Guerra Mundial. Existeixen dos focus de creació cinematogràfica nova i que marquen la trencadissa entre el cinema clàssic i el cinema modern. Són Itàlia i França. Itàlia és el primer lloc en què hi trobem la trencadissa. El país surt de la guerra i la seva població no viu precisament de l'abundància. Els cineastes prefereixen trencar amb la línia estatunidenca, massa fantasista, classista, luxosa i, al capdavall, allunyada de la realitat. Els directors volen fer realisme i ho fan amb els mitjans escassos que tenen. Per aquest motiu defugen dels decorats prefabricats de les pel·lícules clàssiques. La càmera surt per primera vegada al carrer. Els films s'allunyen de l'alta burgesia i mostren la realitat quotidiana. La gent veu en pantalla temes normals allunyats dels grans fets històrics que foren durant l'època clàssica cobejats per una suposada necessitat de fer-ho tot artístic. El neorealisme italià entén que l'artisticitat no és als fets històrics però en detalls que són molt més importants. El cinema es vol objectiu.
A França, tenim la segona trencadissa. Allà el corrent de la Nouvelle Vague mira de desfer-se de la tradició i trencar amb l'autoritat i la normativitat canònica. Tenim un país en efervescència. La joventut, que és força majoritària per l'efecte baby boom, s'afarta ràpidament de l'autoritat de les velles elits polítiques. El maig del 1968 surten al carrer joves decidits a desfer-se de l'antic règim. Un règim que és percebut com l'herència militarista de la guerra, i, la població, precisament, té el pot ple de la guerra. Surten maneres molt diverses de veure la societat. Els grups minoritaris es deixen veure. Tenim una diversitat que surt de l'ombra. Això s'acaba reproduint al cinema. Així, els directors de cinema volen ser arreu del procés de producció i desfer-se del sistema d'estudis percebut com d'antic règim. És l'anomenat cinema d'autor. La societat francesa bull i per això el cinema, tot permetent-se l'avinentesa que li proporciona el cinema d‘autor, mira d'expressar això mateix. A la pel·lícula Bande à part, per exemple, s'hi evidencia clarament un film amb una temàtica banal, el gansterisme, tractat de forma poc tradicional. La Nouvelle Vague vol doncs pel·lícules no lineals amb què hom haurà de reconstruir la història sense que la pel·lícula li n'exposi. Tècnicament parlant, el cinema té pel·lícules fragmentades, amb nous processos com l'MRM. El cinema és ideològic perquè es vol anticapitalista.
Tot amb tot, trobem paral·lelismes abundants a les arts plàstiques. En aquestes s'hi discuteix igualment l'etimologia del terme modern amb l'objectiu de definir el període posterior. També hi veiem un trencament important amb les tècniques anteriors per inaugurar-ne unes de noves. El cinema aprofita les càmeres lleugeres, la presa de so directe, els colors, etc, per trencar amb l'era anterior. L'art és vol popular, realista, amb pocs mitjans i fora d'estudis, un cinema d'autor. Per això, l'arquitectura proposa edificis no ornamentals que s'allunyin de l'estètica rebuscada que gairebé s'havia anat reproduint des del modernisme. El cinema abandona doncs els decorats de paper i cartró, els guions lineals i les temàtiques academicistes. L'art és vol una eina per reflexionar i, el cinema, esdevé una eina de reflexió. Això no obstant, els avenços tecnològics permeten definir el cinema. El cinema no podrà concebre’s d'ençà sense pantalles de grandària a mida 16:9. El so ha vingut per quedar-se. Les sales de cinema s'ha acomodat. El mercat s'ha alliberat.

#### Els anys 60: era del cine d'autor
La dècada dels 60 del segle XX està marcada per l'auge de la Nouvelle Vague francesa. Una nova generació de realitzadors aporten oxigen a un cinema estancat i, amb la Nouvelle Vague, empenyen el cinema a la modernitat. És un tipus de cinema molt innovador i trencador amb el llenguatge cinematogràfic habitual. Per això troba rèpliques a altres països. A Hongria, per exemple, la Nouvelle Vague porta els realitzadors com István Sza bó o Miklós Jancsó a experimentar amb pel·lícules que foren premiades a Europa. Tots proposen una mirada més lleugera del comunisme, gairebé contestant-lo sense arribar a aquesta punt, amb innovacions força importants i en la línia de la nova onada francesa. La Unió Sovètica viu aleshores les turbulències de la Primavera de Praga a on el cinema, com el francès amb el Maig 68, s'impregna de les noves tendències i proposa innovacions en la mateixa línia que el neorealisme i la nova onada francesa. Moltes pel·lícules txeques, eslovaques i soviètiques són aleshores premiades a Cannes i als festivals europeus. Allà el cinema dels països de l'est s'emporten unes victòries sonants. Podem destacar a Txecoslovàquia l'Evald Schorm, Vera Chytilova, Jiri Menszel, Milos Forman O Ivan Passer. Els satèl·lits soviètics es troben en el seu auge cinematogràfic.
Influenciats per la Nouvelle Vague i el neorealisme italià, els realitzadors de l'Alemanya de l'oest també rejoveneixen el seu cinema. Hostils al cinema Heimat que és percebut com a nacionalista i l'hereu de l'Alemanya de la Segona Guerra Mundial, escriuen un manifest a Renàndia del Nord, amb què simplement inauguren una nova etapa i donen l'anterior per morta. És el manifest d'Oberhausen. Peter Fleischmann, Wilhelm Wenders i pel·lícules com Escenes de caça a Baviera són algunes dels exemples més il·lustratius d'aquesta nova tendència. A l'est, no obstant, el cinema alemany prefereix abordar temàtiques dures sempre dins la línia de la nova onada francesa. En destaquen principalment en Volker Schlödorff. Fet i fet, els llargs-metratges de Rainer Werner Fassbinder a l'oest creen tendència amb tota una nova indústria que s'envolta de nous actors, televiors i melodrames. Això mentre el Regne Unit i Suècia s'acomoden al nou cinema europeu que es vol més realista, menys elitista, adaptat a les condicions econòmiques de la post-guerra i, sobretot, més d'autor i gens d'estudi. El Regne Unit dona, de fet, innovacions tècniques i estètiques com la càmera en mà mercès al moviment del Free Cinema. El cinema hi és contestari, crític envers la seua societat puritania i classista. Els cineastes més representatius són Lindsay Anderson, Toney Richardson o Karel Reisz. Suècia, per contra, destaca per la figura de l'Ingmar Bergman que assolix un cinema més introspectiu de caràcter molt existencialista amb pel·lícules com ara Persona. A Itàlia, Antonioni, Passolini, Bertolucci, Visconti i Fellini opten per un tipus de cinema poètic.
Nota: Mentre el món es deixa seduir per la Nouvelle Vague, als estats totalitaris amb el suport dels països capitalistes, com Espanya, la censura s'imposa sobre qualsevol pel·lícula que no divulgue el feixisme i el pancastellanisme. Les produccions cinematogràfiques continuen estancades i totes han de fer propaganda del règim. És el cas de Raza, una pel·lícula el guió de la qual fou escrit pel mateix Francisco Franco, dictador de la Castella pancastellana de les dècades de postguerra. El règim muntà una Comissió per revisar els guions de cadascuna de les produccions. Les pel·lícules havien de passar per un tall estricte. El director Josep Maria Forn fou dels directors qui hagué d'atendre's a les normes del règim si hom no volia ser empresonat. Per exemple, a la pel·lícula La Respuesta, el règim hi censurà les cançons de la banda sonora perquè eren de la Nova Cançó, és a dir, el moviment de resistència al règim de l'àmbit musical que consistia a cantar en català i contra el règim, fent crida a la llibertat.
Mercès a la Nouvelle Vague, Grècia i el Japó es desperten. El grec Michael Cacayannis obté el Festival de Cannes per a millor transposició amb Electra l'any 1962. Però és mercès a Zorba l'any 1964 que aconseguix l'èxit mundial. Al Japó hi tenim també una nova generació com la francesa de joves cineastes que han gaudit del cinema anterior i proposen quelcom de nou com la nova onada francesa. Podríem parlar, per exemple, de Nagisa Oshima, Yoshishige Yoshida, conegut com a Kiju, i, Xoxei Immamura. L'onada francesa també tindrà repercussió al cinema brasiler que es regenera amb el Cinema Novo i figures com Nelson Pereira dos Santos. I, d'un país l'onada es traslladà a un altre: l'Argentina i el Cinema Nuevo. Allà destaca en Leopoldo Torre Nilson que amb el seu quart llargmetratge travessa la fama internacional i marcant la tendència del Nuevo Cine. I, de fet, de continent a continent, la Nouvelle Vague també inspirà els realitzadors hindis, els quals reberen l'ajuda de la Film Finance Corporation. En aquest país-continent, hi trobem directors com ara Mrinal Sen, provocador i ple d'humor, Mani Haul, el Bressó indi, o Basu Chatterjee.
Finalment, sempre dins la Vague francesa, el continent africà donà els seus primers realitzadors de cinema. A l'Àfrica el cinema sembla que hi haguera estat silenciat, certament per les conseqüències de la colonització. És arrel de l'alliberament dels pobles africans que neixen les primeres pel·lícules pròpies. Són possibles mercès a Ousmane Sambène, de nacionalitat senegalesa, qui, inspirat per l'onada francesa, proposà una via oberta al continent sencer. Ara bé, també hauríem de destacar Malien Souleymane Cissé, així com l'etiop Haile Gerima.
És destacable fer menció dels cine-clubs. És en aquesta època d'auge de la Nouvelle Vague on aparixen els primers cine-clubs en mans de cineastes i amateurs del cinema. Les xerrades al voltant de les pel·lícules i del nou llenguatge cinematògraf apassionen primerament el públic francès fins a exportar-se arreu del planeta fins a esdevenir un vertader mecanisme per conèixer tot allò que envolta el cinema. És d'aquesta pràctica que neixen termes com cinèfil.
Als Estats Units, a banda, el cinema hi viu una etapa de decadència del seu soft-power. El contagi del neorealisme italià i de la Nouvelle Vague francesa porta els realitzadors i la indústria a reinventar-se. Europa es troba en el seu auge després que s'hi inventés el cinema amb els Lumière. Hi haurà de fet lloc per a un nou tipus de cinema: el popular. Altres cop, el centre gravitacional és França, amb les comèdies de Demy-Legrand, Verneuil, Yves Robert, Gérard Oury, etc. A Itàlia, la comèdia hi entra, en conseqüència, amb lletres majors, les quals influencien abastament el cinema hispànic castellà. Així i tot, a França en Réric Rohmer donarà espai per a un tipus de cinema més literari. Dins, però, del cinema popular cal destacar l'empenta britànica amb Harry Saltman o Albert Cubby Brocoli. Tots dos posen de moda un nou gènere, el d'espionatge en què s'hi barreja acció i sexe. En surten sagues so british però mundialment apreciades, com l'agent 007 i el seu cèlebre, "'I’m Bond, James Bond". La saga dels espionatges embarca als Estats Units, Espanya o Itàlia. Els estudis estatunidencs miren de remuntar la mala ratxa amb espionatges mentre a Europa s'hi exporta les pel·lícules de western. Itàlia o Alemanya readapten el gènere i produïxen els primers westerns europeus alhora que comencen a ser molt criticats al seu país d'origen perquè són clarament propaganda racista i que voldria justificar l'extermini indígena produït als Estats Units després que les tretze colònies s'independitzassen al segle xviii.
Arrel de la introducció de la televisió, molts actors d'aquesta era de la Nouvelle Vague acaben formant-se a la televisió mateixa. Els canals de televisió necessiten actors per produir sèries de televisió i, d'aquestes, sorgixen els posteriors actors i actrius. Aquest fet és rellevant de destacar perquè la televisió s'acomoda al cinema així com el cinema s'acomoda a aquesta després de la crisi que generà l'aparició de la capsa "tonta".
A Anglaterra, a banda, tot inspirant-se de la Nouvelle Vague, sense rebutjar la tradició documentalista britànica, hi neix un nou tipus de cinema, el cine-veritat, que es promociona com la vertadera novetat de la dècada. Ix de l'anglès Richard Leackock, antic operador de Robert Flaherty. Ell en deia cinema directe o primari perquè és un tipus de cinema que procura explorar la tendència objectivista de la Nouvelle Vague i del neorealisme italià. Més tard, el cinema-veritat és rebatejat com a cinema de paraula i, finalment, cinema realitat o real. Aquest nou cinema es trasllada a Indoxina amb Pierre Schoendoeffer i als Estats Units amb William Klein. Aquest segons país hi té tot l'interès vista la crisi nascuda arrel de la Nouvelle Vague. Hollywood esdevé una ciutat fantasma. El cinema europeu és capçalera arreu del món mentre els estudis nord-americans sucumbeixen més que mai a la decadència iniciada a la dècada dels 1950. Així i tot, figures com Robert Aldrich donen un aire. Cansat del sistema d'estudis i aprofitant l'alliberament del mercat, proposa un tipus de cinema que defugir del Codi Hays i, de resultes, proposa la versió estatunidenca de la Nouvelle Vague. De fet, les petites productores aconseguixen en aquesta època produir un tipus de cinema molt més independent, en detriment dels antics maga-estudis. I és que Europa, fins i tot Iugoslàvia, regna en el món del cinema. Molts actors estatunidencs han d'acomiadar-se o bé es queden a la porta pels acomiadaments massius. Tot amb tot, el cinema estatunidenc beu de les sèries B que inventen una nova temàtica: la de les platges de Califòrnia i els seus socorristes. El beach movies és l'única cara més existosa que pogué oferir els Estats Units en aquesta època.

#### Els anys 70: el cinema compromès

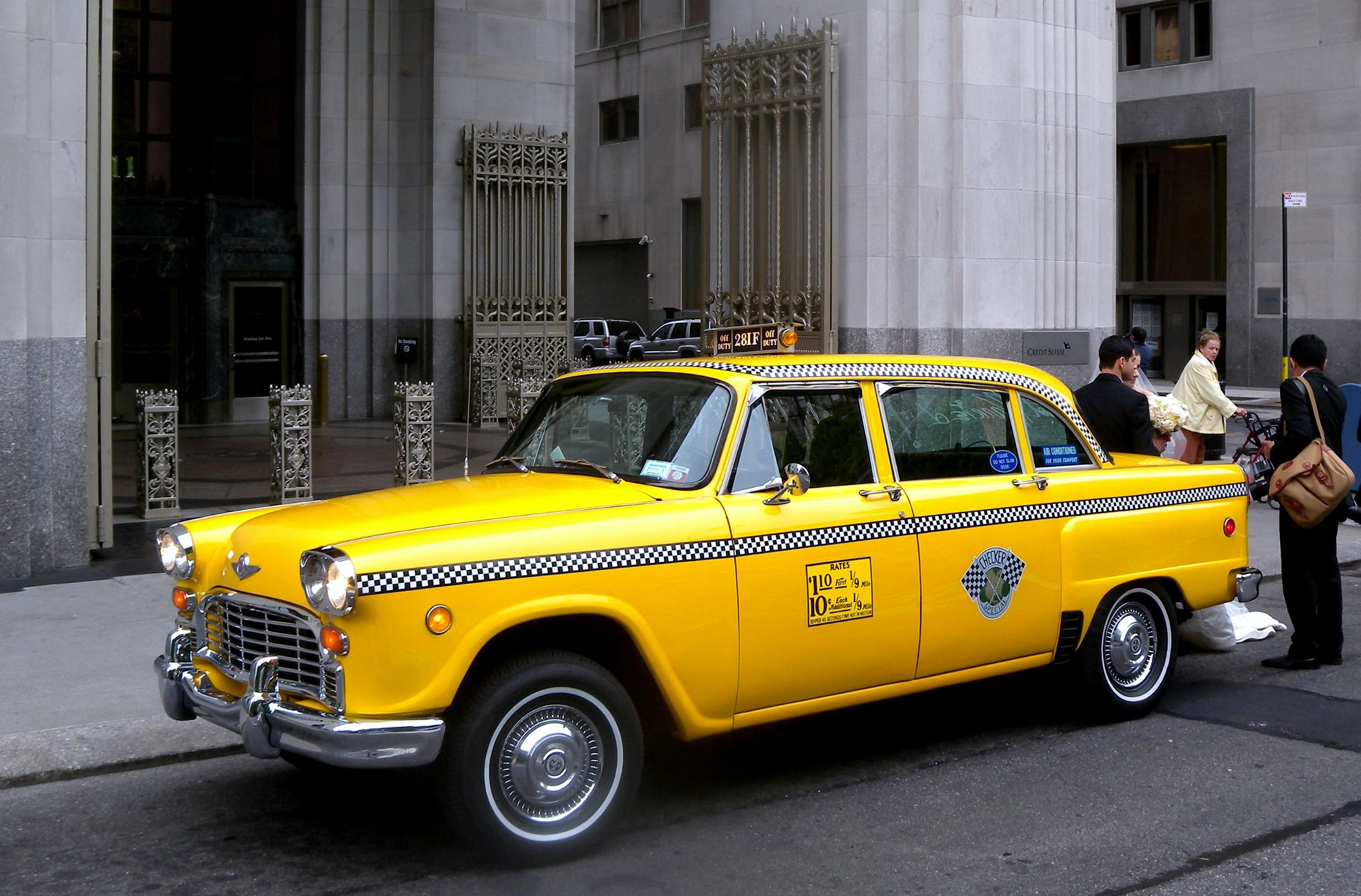
Un taxi de Nova York, semblant al de Taxi Driver.

Al final de la dècada dels 1960, l'èxit de Bonnie & Clyde d'Arthur Penn i d'Easy Rider de Dennis Hopper desvetlla l'existència d'un públic jove, exigent, polititzat per la guerra del Vietnam i, ben sovint, activista en moviments contestataris. És l'hora per una nova generació de prendre en assalt la ciutadella hollywoodenca. És així com debuta un moment de glòria per al cinema estatunidenc, una nova edat d'or batejada "New Hollywood". Durant gairebé deu anys eufòrics, els joves cineastes, actors i productors realitzen pel·lícules audacioses, portadores d'una visió del món radicalment nova com ara a Little Big Man, L'Horda Salvatge, Una dona sota influència, Viatge cap a l'Infern, Macadam Cowboy, Taxi Driver, Apocalypse Now, Phantom of the Paradise, etc. El cinema estatunidenc de la dècada dels 70 del segle XX constituïx una guia preciosa sobre un període prolífic, polític i proteiforme.
A El graduat, estrenada el 1968, Mike Nichols hi denuncia obertament l'obsessió i la frustració sexual que s'empassa els adults estatunidencs. Posant els actors mateixos del film com a exmples d'un públic que mira de fugir d'un destí gairebé marcat blanc sobre negre, el jovent s'allibera dels models patriarcals i el cinema contribuïx a marcar una nova etapa. Ben vist, la pel·lícula qüestiona clarament l'American Life Success. Hollywood s'acaba de renovar definitivament. I, els assumptes en aquesta època d'activisme cinematogràfic no s'exhaureixen: crítica a l'exterminació indígena amb Little Big Man, la realitat de la droga amb El Pacino, barris presos pel foc i la delinqüència com ara amb Taxi Driver i l'Scorsese, les velles ombres de les zones negres de les propietat somptuoses de Califòrnia amb Chinatown, guerra de Vietnam amb El Retorn d'Hal Ashby o Apocalypse Now de Francis Ford Coppola, el racisme societari amb Street Sweetback's Baadasss Song, etc.
Nota: la pel·lícula Sweetback's feu la crítica virulent dels periòdics estatunidencs de l'època perquè era encara controvertit contestar les polítiques racials dels governs estatunidencs. El film, no obstant, tot i ser prohibit als menors d'edat i tota la controvèrsia al seu voltant, aconseguí que les persones de color negre eixissen per primera volta a la pantalla.

Però, si la dècada estigué marcada per unes pel·lícules activistes i compromeses socialment, econòmica i, sobretot, políticament, tenim la seua cara doble. En efecte, sorgiren pel·lícules de "l'ordre", és a dir, que promovien un retorn a l'Amèrica puritana, conservadora i dels ordres, bon modals i dels valors clàssics. Aquestes pel·lícules conviuen amb les anteriors en una dècada dibuixada pels Estats Units. Dins el lot de pel·lícules de l'ordre podem destacar Els gassos de palla, French Connection, Harry's Inspector, Popeye o Dirty. Són pel·lícules de Sam Peckinpah, Don Siegel, Dustin Hoffman, Gene Hackman, Clint Eastwood. A les pel·lícules, com les de Magnum 347, els lladres, drogadictes, violadors, entre d'altres, tenen allò que es mereixen. És a dir, hi veiem clarament pel·lícules moralistes en què s'hi deixa constància d'una certa venjança com a ús legítim, és el cas de pel·líques com les de Tarantino.
Si la Nouvelle Vague marcà la tendència a la dècada anterior, ara és aquest cinema estatunidenc i políticament compromès que marca les tendència de la nova dècada. Així, a l'Amèrica Llatina, jorge Sanjinés, Miguel Littin, Umberto Solas o Lino Brocka enfilen la capa i espasa per denunciar els abusos, les manipulacions i conxorxes que es produïxen als seus països. Cuba, Bolívia i, fins i tot a l'Àsia, com ara les Filipines. A Europa, de fet, tenim una Itàlia del tot nova amb Francesco Rosi, Elio Petri i pel·lícules com Lucky Luciano. A França, la crítica la porta Yves Boisset qui explota la guerra d'Algèria, l'afer Ben Barka i el Servei d'Acció Civil amb què el govern pretenia callar tota mena de protesta. Rebé el suport d'altres cineastes com Jacques Perrin o Konstantinos Gravas, d'origen grec. Aquest cinema tingué influència a Txecoslovàquia de la mà de Costa-Gabras. A Espanya s'hi denuncia el franquisme amb Carlos Saure mentre Ken Loach i Andrzej Wajda denuncien els sistemes del Regne Unit i la Unió Soviètica. La fugida del txec Milos Forman tindrem obres mestres que mostren a la pantalla gegant les derives del totalitarisme. Això mentre Marco Ferreri mira d'assotar el públic amb La grande abbuffata.
A l'estat francès hi haurà lloc per la reflexió dins el gènere de la comèdia. Claude Zidi o Bertrand Blier exploten aquest gènere amb uns tocs declaradament anarquistes. També podem destacar en Claude Berri, Claude Sautet, Michel Drach o Claude Miller. Aquests darrers mereixen el reconeixement d'haver fet cinema d'autor.
Els Estats Units, per la seua banda, anuncien una nova tendència que ningú hauria imaginat abans. És arrel d'aquest context que diversos cinèfils projecten pel·lícules independents que guanyen de mica en mica el públic sense fins a fer-se massives. Allà hi ha lloc per a denúncies de tota mena. És el cas d'El Topo de Ben Barenholtz, de Pink FLamingos de John Waters, o, del jamaïcà The Harder They Come. El cinema s'endinsa i tot als happenings amb The Rocky Horror Picture Show. La pel·lícula és una paròdia que porta el públic a un viratge de 360 graus sobre els models patriarcals. L'alliberament sexuals s'hi ensuma a ritme de transsexualitat, transvestisme i drag queens.
A banda de tot aquest ambient contestatari en què es projecte fetge i sang, els Estats Units també tingueren temps per tornar a explorar l'orient. Els films kung-fu feren les delícies de l'època mercès a les arts marcials de la cultura dels monjos de Shaolin. King Hu i Li Zhefan foren els realitzadors per excel·lència d'aquest gènere. L'un coreà, l'altre fill de cantonesos, el segon funda una escola de gong-fu als Estats Units i després de presentar-se en algunes sèries de televisió estatunidenques, s'inataura als platons de cinema de Hong Kong i Hollywood per fer-se famós. Abandona el seu nom i n'adopta un altre: Bruce Lee. Tors tot nu i abdominals inflats, el ninja de les arts marcials enlluerna el públic amb coreografies guerreres que el tornen el mestre del karaté, l'home invencible, la icona que tothom voldria imitar. Jackie Chan, anys més tard, en parodiarà les pel·lícules per fer-se igual de famós que el seu homòleg.
Una altra tendència a banda de les pel·lícules contestatàries, foren els films de terror. El país de tot és gran, fins al tot Big Mac, reprèn el gènere per mostrar monstres, sang, criatures, diables, etc. Tot una sèrie de pel·lícules que cultivaren l'imaginari col·lectiu occidental però que no juguen precisament sobre la psicologia, tal com es farà a la dècada següent, sinó més aviat en les noves tècniques per aconseguir-ne un cinema de malson. El cinema s'omple de serial killers, imatges deiades per L'exorcista, Suspiria, Rosemary's Baby, Alien, El 8è passatger, La nit de les màscares, Divendres 13, etc. L'èxit d'aquestes produccions porten alguns realitzadors més enllà amb el gènere gore com ara Herschell Gordon Lewis i la seua pel·lícula Blood Feast. I, tot seguint el fil, l'Stanley Kubrick iniciarà la tendència psicològica, però banyada de violència amb La taronja mecànica estrenada l'any 1971 o The Shining l'any 1980.
Com que ben sovint una cosa porta a l'altra, caldria entendre doncs el sorgiment de les pel·lícules de catàstrofe en l'onada de les pel·lícules de terror. Hollywood estrena durant els 1970 tot un seguit de films que juguen amb el catastrofisme, anunciant-hi accidents naturals que exterminen la humanitat. Aquestes pel·lícules són pròpiament de la seua època en haver-hi un context polític clarament procliu a això. La població occidental es veu atemorida per la propaganda estatal que veu una guerra nuclear a la vista si ningú combat el comunisme. Malgrat això, aquestes pel·lícules foren un mitjà per explotar les noves tecnologies i oferir efectes que fins aleshores ningú havia vist mai. Es pot mencionar les càmeres de camp o el sensurround. Són rellevants pel·lícules com Avalanxa de Coney Allen, Meteorit de Ronald Neame, El dia de la fi del món de James Goldstone, Airport de George Seaton o La torre infernal de John Guillermin.

#### Pornografia: un negoci ben rodat
És d'allò més sorprenent parlar de pornografia dins la història del cinema però efectivament la pornografia sorgix del cinema mateix. A la dècada dels setanta, molts realitzadors decidixen creuar les fronteres i obrir un nou gènere: el de la pornografia. Aquesta ja s'havia practicat feia temps. L'any 1896 el catèleg dels Pathé ja proposava escenes pornogràfiques però censurades. Ara bé, amb l'evolució espectacular que havia experimentat la cinematografia, hom no volgué perdre l'oportunitat d'aplicar totes aquestes evolucions a la pornografia. A la dècada de l'alliberament sexual, aquesta fa les delícies de la indústria.
La televisió, per la seua banda, tot veient l'èxit, aprofita l'ocasió i estrena també, en horari de mitjà nit enllà, pel·lícules pornogràfiques. I, en aquest negoci, hi haurà, com a la Nouvelle Vague, tendència. L'eixida comença als Estats Units però conquerix ràpidament tot el globus: Polònia, França, el Regne Unit, etc. Suècia investix i tot amb un cinema eròtic que és força preuat a tot Europa. Fet i fet, naixen estrelles del porno com en Lucien Hustaix. Tenim, a més a més, una pornografia que des de l'inici es mostra patriarcal. La dona hi és sobreexposada inicialment per donar lloc a un tipus de pornografia clarament dominant en què el mascle es permet tractar la dona com a objecte. En aquest context, es desenvolupa de mica en mica el fetitxisme alhora que a molts països, com ara França, els governs miren de limitar-ne el seu abast.
Tot amb tot, la pornografia dona ales als realitzadors de cinema no pornogràfic i d'aquesta manera s'inaugura un gènere nou en què les pel·lícules juguen amb l'amor, el sexe i l'erotisme. El cinema viu del seu propi destape, fet que contribuïx encara més a donar rellevància al context de l'època. És a dir, als setanta hi tenim un cinema activista i alliberador, que critica la societat de dalt a baix. Per tant, en consonància, aquestes noves pel·lícules aporten més elements per criticar la societat i trencar amb els tabú imposats pel puritanisme. És el cas de pel·lícules de l'italià Pasolini com ara Decameron, Els contes de Canterburry, Les mils i una nits, etc. També fou el cas de l'alemany Barbet Schroeder o de l'italià Marco Ferreri, fins i tot del japonès Nagisa Oshima.

#### Cinema per endur: el debut de l'era a la carta
Cap al final de la dècada dels 70 del segle xx, el cinema ja es pot endur cap a casa. Fet revolucionari per aquella època. El mercat s'omple de cassets de música i cinema amb què el públic pot escoltar música i veure pel·lícules individualment a casa, sense la necessitat d'anar-se'n a un concert o bé al cinema. Les cassets VHS permeten al públic de tornar-se a veure quantes vegades li plagui les pel·lícules que s'haja comprat. La novetat envaïx literalment la dècada següent. Els 1980 foren la dècada per excel·lència del consumisme cinematogràfic i, per tant, les xifres de vendes de cassets i reproductors per aquestes s'alcen.
Les vendes d'aquesta nova tecnologia que permetia emportar-se el cinema, anaren acompanyades de les bandes sonores originals. Després que ho entengués Disney, la resta de productors s'adonaren que també es podia fer diners amb les músiques que sortien de les pel·lícules. Així, durant els 1970, i, sobretot a la dècada següent, les bandes sonores guanyen les cases de disc i els tops de les radiofórmules. La indústria de la música i del cinema estan canviant. Els productors exigixen als seus directors o cantants de cenyir-se a un guió o un paper concret. El frick és chick i, per tant, res pot pertorbar la fàbrica de diners. MTV ix als carrers i les televisions desenvolupen canals per cablat.
Per tot això, la indústria del cinema i de la música s'arrangen per llençar èxits a les estacions de ràdio. D'ací es desenvolupen noves tècniques amb què enregistrar la música o els vídeos. De mica en mica, els cassets són substituïts pels CD i aquests per la música digital, tot seguit substituïda per l'streaming. Hui en dia les productores de cinema s'ha vist obligades a vendre mitjançant les plataformes d'streaming com ara Netflix, Filmin o AmazonFilm per sobreviure. Els suports seguiren canviant durant tot aquest període. S'apostà pels mini-discs fins als blu-ray tot passant pels DVD i DVD de doble cara. La venda d'aquests es fa cada volta més sofisticada. Les caràtules passen d'un format en plàstic a formats en paper i cartró per donar-hi més aspecte luxós. El contingut passa de la simple pel·lícula als make offs, els subtítols i la seua proposta en diversos idiomes.

### L'era del cinema digital (1980-hui)

#### Els anys 80: el cinema consumista

Pòster de la pel·lícula de l'Steven Spilberg E.T. L'extraterrestre, traduïda al català.

Després d'uns anys de cinema basat en el catastrofisme i de l'experiència de la Nouvelle Vague, es recupera les superproduccions, aquesta vegada amb voluntat de produir pel·lícules de qualitat i rendibles. El final de la dècada dels 1970 ja anuncia aquest nou panorama. En George Lucas estrena el primer episodi de la saga d'Star Wars. És com a productor independent que surt la pel·lícula més coneguda i que més continuïtat ha tingut al llarg de la història. Els efectes especials són majestuosos per a l'època. La recreació d'una Organització de les Nacions Unides intergalàxica i el trencament amb el sexe, la violència o el pessimisme, amb una pel·lícula familiar de caràcter espectacularista, triomfa i el porta a la llegenda, el mite i probablement, fora enllà dels Òscars, a l'homenatge constant.
En George Lucas és, però, la punta del que oloraran els anys 1980. De fet, l'Steve Spielberg també entraria dins aquest àmbit. Les seves pel·lícules dels 1977 encara són lluny de mostrar la majestuositat que pot produir la unió entre estudi, director, espectacle, superproducció i comerç. Les pel·lícules d'aquesta dècada es caracteritzen per una cosa. Totes s'uneixen per la seva capacitat de produir un imaginari col·lectiu mitjançant el seu merxandatge. Les pel·lícules tenen un impacte tant gran a la societat que poden dedicar-se a crear figures icòniques i tendències que marquen l'imaginari de l'època. Així, quan Disney treu el seu cèlebre Flubber, les botigues s'omplen de gelatines que imiten el personatge de la pel·lícula. Star Wars, sempre en la mateixa línia, treu màscares, pistoles i naus. La pel·lícula envaeix fins i tot el món de les juguines Lego. Amb ET de l'Steven Spielberg, els supermercats s'omplen d'extraterrestres. Amb RoboCop, les botigues de joguines s'omplen de robots mig humans, defensors de la justícia i la policia. Amb Flahsdance, es posa de moda l'esport, el ball i les escalfadores. Amb Retorn al futur es posen de moda els skates, a més de les joguines més boges que retraten un suposat futur fet de cotxes voladors, sabates voladores i televisions intel·ligents. El sistema d'estudis torna i ho fa amb el seny al cap. Abans de deixar-se els diners, es repensa tota la pel·lícula, minimitza els costs i, si cal, replanteja totes les estratègies màrquetings perquè tingui èxit.
Hollywood torna com mai i durablement. Destaquen pel·lícules com ara Flahs Dance, USS Alabama, Rock, Flubber, Retorn al Futur, ET, Terminator, RoboCop, Grease, Blade Runner, Indiana Jones, Scarface, Star Wars, els Caça-fantasmes, Gremlins, Batman, Predator, Conan el bàrbar, Excalibur, Poltergeist, Dirty Dancing, Risky Bussiness, Setze veles, Els Goonies, El club de les cinc, Top Gun, Beetlejuice, Qui ha enredat en Roger Rabbit? o Big i Quan en Harry va trobar la Sally. Altres directors aposten per un cinema igualment comercial però amb un estil més personal i creatiu, com Ford Coppola, Scorsesse, Brian de Palma, Burton, Lynch… Els anys 80, l'aparició i introducció del vídeo, i l'augment dels canals televisius per vies diferents, fan que el públic vegi més cinema que mai. Es fa avinent la necessitat de mostrar espectacularitat: pel·lícules amb molts efectes especials, actors-estrelles, elements per al merxandatge, acció, fantasia, humor, música i terror, making off, K7, VHS o moda, en resum, un cinema consumista. Enfront d'aquest cinema apareixen autors més preocupats per temes polítics, i sobretot, per la ingerència dels EUA en altres zones. També és un temps de recuperació de la comèdia i de grans melodrames. Woody Allen hi destaca.

Les vendes s'enfilen i la indústria cinematogràfica estatunidenca torna a envair tot el planeta. El desenvolupament del màrqueting que hi acompanya amb el desenvolupament de les noves tecnologies porten les sales de cinema a estrenar edificis sencers amb pàrquing i restaurant inclòs, de sales de cinema en multiplex. 
Al costat d'aquest cinema fantàstic, espectacular i comercial, hi haurà igualment lloc per a produccions independents. Aquestes miren de reflectir la marginalitat dels carrers de les megalòpolis estatunidenques. És el cas de Stranger than Paradise i Down by Law. Es tracta d'un cinema contestatari que condemna el cinema meanstream de Hollywood. Hi destaquen A la recerca desesperada de la Susan, protagonitzada per Madonna, Do The Right Thing, d'en Spike Lee, My Beautiful Laundrette, Working Girls de Lizzie Borden, etc. I és que cal fer evident que la dècada dels 1980 fou l'era de la luxúria per excel·lència. Els diners, l'èxit empresarial i capitalista apareixen sense vergonya amb tota decadència i arrogància a les televisions, revistes i ràdios. La febre dels diners es combina amb una cultura popular que es vol artificial, al servei del màrqueting i de les grans empreses. El producte és estrella. La mateixa Madonna trobarà manera de fer èxit amb aquest ambient vuitantè amb el seu hit Material Girl.
En aquesta era, Disney estrena les primeres pel·lícules no animades. L'èxit és com les pel·lícules animades, fulgurant. Mentre la tècnica de l'animació evoluciona i presenta obres mestres com els 101 dàlmates, Disney proposa pel·lícules infantils o per adolescents amb l'objectiu de mantenir el públic com a client. Aquestes pel·lícules presenten l'avantatge que són familiar i poden ser vistes per tota la família. Això fa que el petit de la casa, quan creix i es fa adolescent, pugui acompanyar-se dels pares, de forma que es reforça el sentiment de pertinença a Disney a totes les edats. Ja vers la dècada dels 1990, Disney aposta pels remakes de pel·lícules animades, transformades en pel·lícula no animada amb l'objectiu de continuar fidelitzant el públic anteriorment adolescent, esdevingut adult i que, tot tenint dins el cap la bona experiència experimentada quan eren joves, introdueixen els seus fills de forma a tancar i tornar a obrir el cicle.
A Europa, però, el cinema torna a submergir-se en l'anonimat. Per bé que les pel·lícules són estrenades als seus propis països d'origen, un cop allà, no surten de la frontera i no aconsegueixen ampliar el mercat. Poques excepcions confirmen la regla com ara en Pedro Almodovar a Espanya. El cinema europeu recula davant l'onada estatunidenca.

#### Bollywood: l'star-system hindú
L'únic país, a banda dels comunistes, que aconseguí resistir a l'onada estatunidenca fou l'Índia. Immersa en batalles geopolítiques amb el Bengladesh i el Pakistan, el nacionalisme hindú permet la creació del model Hollywood a l'estil indi. El seu nom, Bollywood. És tema recurrent a les revistes, premsa, televisions i ràdios occidentals a partir de la dècada dels 1990, però, tot i així, el cinema indi no passa la frontera.
El terme Bollywood és la unió dels mots Bombai i Hollywwod. I, com a tal, es presenta amb una capital, Bombai, on anualment s'hi produeixen fins 400 pel·lícules comercials, així com a Hollywood, amb la gran diferència que són índies, parlades en hindi i pensades per a un públic indi. Allà és on es vertebra el soft-power indi que es tradueix a múltiples idiomes, la majoria dels quals són del mateix país com ara el tàmil, bengalí o telugu.
Com el cinema estatunidenc, Bollywood presenta el seu propi sistema d'estrelles i d'estudis, les seves músiques, el seu marxandatge, les seves productores i distribuïdores, el seu codi de llenguatge, i, també tot un historial rere seu que remunta cap a la dècada dels 1920. És en aquesta que nasqué efectivament la nova Hollywood de l'Índia. I, com el seu homòleg estatunidenc, anà creixent presentant la seva era muda, clàssica, moderna, postmoderna, etc. Per al món occidental, Bollywood es presenta més com un gènere cinematogràfic que com una indústria en si. I, de fet, com el cinema europeu, malgrat que mira d'expandir-se, no arriba molt lluny llevat de la Gran Índia, així com el cinema europeu no arriba més enllà de la pròpia Europa.

#### Els anys 90: fills de la televisió
A la dècada dels 1990, el cinema aprofundix en l'estratègia comercial. En plena consonància amb la introducció de la globalització i el neoliberalisme ara ja de forma formal, els estudis de cinema estatunidencs es fusionen. Amb el ròssec del temps el conglomerat és cada vegada més gran. Disney mateix assumix l'estratègia d'absorció quan la competència contra Pixar, tot just acabar el segle, rivalitza durament amb les produccions del ratolí. Així, des del 2000 ençà que Disney s'ha fet amb Pixar, Marvel, Lucasfilm, la 20th Century Fox i Blue Sky Studios. A l mateixa línia, DreamWorks és absorbida per la Paramount. La qüestió és desfer-se de la competència amb l'objectiu de fer més diners. Per aquesta dinàmica hi passaren empresarials com en Murdoch i, també, l'empresa Vivendi.
I, malgrat la comercialització constant del cinema que es viu en aquesta dècada, el cinema estatunidenc que seguix regnant com mai abans, haurà de dependre del cinema independent. Si més no, dels seus directors. Aquests són els qui aporten les idees i els estudis els diners per fer-les reals. Un maritatge de conveniència que, així i tot, cal matisar atès que els estudis imposen cada vegada més i amb més força les seues voluntats. El director accepta o rebutja, però, en tot cas, l'estudi no pot acabar perdent i per això, malgrat que un director decidisca rebutjar, l'estudi se'n procura un altre. El maritatge, de fet, presenta també altres cares. En plena dinàmica de fusions, molts grans trusts resolen absorbir els més petits per així treure'n el màxim profit i evitar-se competència a la llarga. És l'era del cinema dit indiwood, és a dir, independència a la hollywwodenca. Tot un clàssic als manuals d'economia i empresarials.
Per aquesta dinàmica hi passen pel·lícules com ara Pulp Fiction, Will Hunting, Gus Van Sant, Els altres, Solaris, Senyor Schmidt, Adaptation, 21 gramesm, etc. Molts realitzadors independents, plens de talent, passen a l'èxit mercès a comandes dels estudis després d'haver tret un o dos films vertaderament independents. Bryan Singer es donà a conèixer amb Usual Suspects però es fe famós amb X-Men. I, de fet, en aquesta època seguix i amb escreix la tendència mercantilista amb productes derivats de tota mena. Hollywood no mira arrere i aposta decididament per superproduccions que barregen tots els elements necessaris per esdevenir un èxit de vendes a tots els àmbits: DVD, entrades a les sales de cinema, compres a la televisió per difondre pel·lícules, joguines, moda, etc. Hi destaquen pel·lícules com ara Màtrix, Requiem for a Dream, Go, La memòria a la pell, Momento, Batman, La mòmia, Tot sol a Casa, Un dels nostres, Pretty Woman, El silenci dels anyells, Terminator, La bella i la bèstia, Instint bàsic, Parc Juràssic, Forrest Gump, El rei lleó, Cadena perpètua, Toy Story, Scream, Trainspotting, Titànic, Salveu el soldat Ryan, Shakespeare in Love, El xou d'en Truman o The Sixth Sense.
És també als 1990 quan s'aposta decididament per un gènere nou, les pel·lícules per adolescents. Una enquesta privada i no pública de l'MPPA desvetllà aleshores que el 90% del públic cinematogràfic eren joves adolescents i, per tant, la indústria del cinema estatunidenc es posa mà a l'obra per produir pel·lícules destinades únicament a aquest públic. L'objectiu era fer-ne diners perquè si el client és rei, els diners han de l'emperador. Tenim doncs una època marcada per teen-movies de tota mena. En aquesta cursa, les pel·lícules no donaren molt a pensar al jovent perquè els estudis se n'adonaren ràpidament que quan menys elaborada fos la pel·lícula, més guanys tindria i més recompenses donaria. És així com se succeïxen American Beauty, The Hours, El pianista, Departures, Tot sol a casa, etc. Una fórmula de fer diners sense córrer gaire riscs fou el salt a la pantalla de les sagues d'herois de còmics de la dècada dels 1960. Marvel i tota la seva saga apareixen de cop i volta a la pantalla amb la intenció de captar el públic jove. Tarzan, El capità Amèrica, Superman, Batman, Wonderwoman, Hulk, entre d'altres, contribuïxen en ultra a expandir el soft-power estatunidenc. Així i tot, hi haurà lloc per anous herois com els Men in Black, un parell que tingué èxit a les botigues de tota mena, propulsant Will Smith al món de la música.
Moltes d'aquestes pel·lícules, tot i el seu format comercial, parlen força de la societat de l'època. Tenim una societat força preocupada per l'esdevenir de les noves tecnologies, com ara a Terminator, mancada d'idees i força pensant en quant als nous models, els models anteriors i el sistema estatal en si, com ara a Màtrix, una societat mancada d'herois com les diverses sagues que presenten Batman i els seus derivats, una societat encaminada cap a un model televisiu posteriorment titllat de teleporqueria com ara El xou de Truman, etc. A tot això, s'hi afig pel·lícules capdavanteres dels del punt de vista tècnic com ara Juràssic Park. La pel·lícula és de les més exitoses de la seua dècada. Spielberg hi recrea un món de dinosaures força realista. La tècnica és difícilment superable a l'època, sobretot si ens fixem en precedents com ara RoboCop o en pel·lícules recents, com la readaptació de Juràssic World. El realisme aconseguit en aquesta pel·lícula és gairebé equiparable a la nova saga de Juràssic World. Des d'un punt de vista més comercial, destaquen El Rei Lleó i Titànic que impulsaren les carreres professionals de Céline Dion o Dicaprio, això sense parlar de l'èxit de vendes de les cançons i pel·lícules d'El Rei Lleó. Apareix un nou grup d'actors joves coneguts com a la "generació X" composta per Leonardo Di Caprio i Brad Pitt, entre d'altres. Disney, aleshores, absorbeix Miramax per garantir-se el control de la distribució de les seues pel·lícules i productes. És, de fet, en aquesta època que el gegant de l'animació obre el seus parcs temàtics a Europa. Però, dins la comercialització, hi haurà lloc per a la innovació com ara les pel·lícules de Scream que fan comèdia del terror, un gènere que tothom havia concebut fins aleshores en termes diametralment oposats a allò que presenta aquesta pel·lícula. El maritatge entre independents i grans estudis donà a pesar de tot bons fruits.
A la dècada dels 90 del segle XX hi haurà lloc per diverses estratègies per fer diners: 
Represes de pel·lícules que ja havien fet èxit. Sempre en una dinàmica econòmica, els estudis proposen represes d'altres pel·lícules que ja tingueren èxit. Les represes eren parcialment modificades per donar-hi el justificatiu que són noves. Però, rere l'argument, es volia sobretot fer calés. Es presenten doncs pel·lícules com ara Dràcula.
Treure diverses seqüeles de pel·lícules que funcionen. Així, veurem Juràssic Park I, Juràssic Park II, Juràssic Park III i avui dia ja es proposa Món Juràssic I, món Juràssic II i Món Juràssic III. Tindrem, doncs, tot just començar el nou segle, Els 4 fantàstics I i Els 4 fantàstics II. Als noranta hi hagué lloc per als 101 dàlmates I, II i per a El rei Lleó I, II i, després dels dos èxits precedents, vingué la IIIa. De fet, Disney traurà sèries infantils per a la televisió com ara la sèrie de Timó i Pumba. Amb això, després, es garantia poder vendre les joguines, les revistes oficials i tota mena de producte derivat.
Si la represa és una estratègia, el remake n'és una altra. Es tracta de tornar a rodar una pel·lícula per adaptar-la a les noves tecnologies. Aquesta estratègia acostuma ser molt ben rebuda perquè el públic ja ha gaudit de la primera i voldria veure com queda la segona. Hi veiem efectivament millores notables a nivell tècnica, però, sobretot, hi veiem una clara estratègia per fer diners.
Tot amb tot, el final de la dècada anuncia ja la tendència de les properes: el cinema digital. Les proeses que fa la informàtica deixen el públic amb un pam de nas. És el cas de les pel·lícules de Juràssic Park que conquisten el públic mercès a uns efectes que tan sols mostren una minsa part d'allò que esdevindrà el cinema a les properes dècades. En aquest àmbit caldrà destacar el salt de gegant de Pixar. L'empresa nasqué amb voluntat de proposar curt-metratges d'animacions en 3D. Els curts anaven dirigits al públic adult i, això no obstant, el públic no hi veu precisament una temàtica infantil, tot i tenir-hi personatges infantils. I és que la televisió mateixa estrena sèries de dibuixos animats gens adequades per a un públic infantil. Els Simpson o South Park anuncie ja una tendència totalment nova. Li seguiran posteriorment Pare de Família, American Dad o Futurama. Però totes aquestes sèrie són dibuixos animats clàssics. Pixar proposà dibuixos animats en 3D. Steve Jobs, inventor del personal computer, és el cap pensant d'un èxit que estigué apunt d'enfonsar-ne un altre: Disney. Les noves tecnologies s'anunciaren doncs com una nova etapa dins el cinema. I, Disney, altre cop, per evitar-se problemes majors, absorbeix Pixar i proposà d'ençà només pel·lícules en 3D que han envaït tot el panorama del cinema d'animació.
Foren pel·lícules que feren servir la informàtica: Terminator II, Forrest Gump, La màscara, Hook, Zelig, Toy Story, Juràssic Park, Salveu el soldat Rayan, Wallace i Gromit, etc.

#### iMax: el salt cap a la tecnologia
Avui no sembla res, però, llavors, el cinema iMax es vengué com la revolució del segle. És un format de projecció de pel·lícules desenvolupada per l'empresa IMAX Corporation. El terme és una abreviació de l'anglès d'Image Maxium, és a dir, Màxima imatge. Per tant, la tecnologia proposa imatges de grandària encara més gran i, a més, amb una qualitat de resolució quatre vegades superior a tot allò que s'havia fet abans a les sales de cinema.
Aquesta tendència que s'inaugura als 90 de la dècada dels segle xx, es projecta a la dècada del XXI. És a partir dels 2000 que apareixen els primers televisors de pantalla plasma i això revolucionà la manera en com hom veia la televisió. Els nous televisors es presten a tenir una imatge panoràmica, per tant, més adaptada a l'ull. Posteriorment, els televisors incorporen més qualitat a la imatge i això volgué significar igualment que el món del cinema s'hi havia d'adaptar.
Les televisions del món sencer passaren a emetre en 16:9, en alta definició i amb interactivitat. Per tant, el cinema proposà pantalles de molta més qualitat, amb el retorn del 3D, cinemes equipats amb dobles dispositius de so per tal que el públic senti la pel·lícula com si fos a dintre mateix, cinemes equipats amb efectes sensitius per tal que el públic senti fred que veu que a la pel·lícula fa fred i calor quan s'hi projecta un paisatge de calor, etc. Els televisors, per la seua banda, continuaren proposant noves i més noves tecnologies: 3D, LED, LHD, etc.
El cinema digital, per al seua banda, obre el consum del cinema a moltes més experiències i llenguatges que fins llavors eren impossibles, així com passà amb l'arquitectura. Llavors, però, l'iMax fou tota una novetat que es promocionava arreu. El 2008 s'estima que l'iMax era el sistema més utilitzat al món per projectar pel·lícules. L'any següent, prop de 44 països la feien servir. Això mentre a la dècada dels 2010 ja es proposava pel·lícules en 4K.

#### Els 2000: l'era digital
A les primeres dècades del segle xxi, el cinema s'anuncià amb una crisi de formats però ple d'enormes oportunitats. La introducció del món digital canvià els costums de la població i per això el cinema hagué de reinventar-se novament, però, al mateix temps, l'era digital fornia una quantitat totalment nova de nous procediments, tècniques i mètodes de comunicació que, ben aprofitats, podien tornar a donar un canvi radical al cinema, fent-lo desenvolupar-se altrament.
I, precisament, el primer canvi als costums el tenim en el final dels monopolis. Com a mínim, el cinema estatunidenc ja no podia pensar-se de tenir tot el mercat controlat. Internet, YouTube, Dailymotion, Facebook, VK, Twitter o altres xarxes socials presenten tot el planeta a l'abast d'un sol clic. El públic parla de tu a tu amb les seves estrelles, descobreix novetats de països remots i publica les seves pròpies produccions sense necessitar passar per cap estudi o multinacional. La jerarquia rígida de l'analogia queda trencada amb l'era digital i, per això, el cinema no estatunidenc pren una volada important a partir de la dècada dels 2000.
Per bé que als cinemes europeus, per exemple, s'hi seguisca oferint pel·lícules majoritàriament estatunidenques, d'ençà que la cartellera també té lloc per a produccions no hollywwodenques. Són probablement 2 o 1 pel·lícules per 6 estatunidenques, però, tot i això, el canvi ja és gran i el públic ho nota. En efecte, l'era digital dona peu a l'exhibició de pel·lícules d'arreu del món. És l'anomenada era del world cinema.
- A l'Amèrica Llatina, el Brasil inicia el nou panorama amb pel·lícules com ara Central do Brasil de Walter Salles o La Ciutat de Déu de Fernando Meirelles. Mèxic li seguix el pas amb El laberint de Pan d'en Guillermo del Toro, continuat per Llums silenciosos d'en Carlos Reygadas, a més de Babel de l'Alejandro González Iñárritu. El país, de fet, tindrà tres grans directors, els anomenats "tres mosqueters": l'Alejandro González, Alfonso Cuarón i en Guillermo del Toro.
- A Taiwan, el mateix efecte s'hi reproduïx. Edward Yang i Hou Hsiao-hsien mostren produccions com ara In our Time i L'home sandvitx. L'estrella la continua en Yi Yi a Xangai i Tsai Ming-liang amb Els Rebels del Déu Neó, a Hong Kong. I és que al Vietnam, en Tran Anh Hung aconseguí fer-se amb la Càmera d'Or del Festival de Cannes, quelcom que diu món sobre la nova era cinematogràfica. Si anteriorment el cinema asiàtic es resumia al Japó, ara les propostes venen d'arreu, fins i tot de la Xina, mercès a l'Acadèmia del Cinema de Pequín, un instrument per divulgar el soft-power xinès. Hi destaquen Tian Zhuangzhuang que roda a Mongòlia i el Tibet amb l'ajuda, això no obstant, del finançament hongkonguès. L'estrella és seguida per Zhang Yimou i Jiang Wen.
- Hong Kong es perfila com la potència més gran del cinema asiàtic mercès a pel·lícules de Gordon CHan, Yuen Woo-ping, Jet Li, Tsui Jark, John Woo, Wang Jiawei, Maggie Cheung o Tony Leung, Gong Li, Zhang Ziyi i Faye Wong. A l'Àsia, fins i tot, alguns països decidixen fer front al cinema estatunidenc amb les seues mateixes tècniques: proteccionisme. Així, a Corea del Sud el cinema estatunidenc es veu subjecte a límits de quota de pantalla, de manera que el resultat dona una població que consumix entre el 50 a 60% pel·lícules pròpies.
- Els Estats Units s'omplen de directors d'arreu del món per tal de cultivar el seu melting-pot. És el cas de l'Alexandre Aja, Louis Leterrier, Antoine Fuqua, Jean-Pierre Jeunet, Jean-Jacques Annaud, Pitof, Jean-François Richer, Christophe Gnas, Florent Emilio Siri, Mathieu Kassovitz, etc.
- L'experiència Bollywood es nodreix de noves propostes: Kollywwod i Madrywood. El cinema mundial també passa per produccions renovades al Hollywood indi. Allà, com a Corea del Nord, s'hi cultiva la cinematografia pròpia i, durant la dècada dels 2000, les seues produccions tingueren ressò a Europa. El seu cinema, en ultra, servix al país per nodrir el seu públic immigrat. Però, contràriament al model estandarditzat, les pel·lícules hindús proposen tres hores d'entreteniment plens d'intrigues amoroses, pròpies de les telenovel·les sud-americanes.

L'era dels 2000 anuncia doncs un cinema menys racista i, també, menys masclista. Disney es veu condicionada a proposar pel·lícules menys hetero-normatives, de l'Amèrica puritana, amb l'adquisició de Pixar. La dona surt empoderada. De retruc, el cinema també ha de deixar espai a directores: Nadine Labaki, Anna Boden, Niki Caro, Lone Sherfig, Maren Ade, Julia Ducournau, Sofia Coppola, Lynne Ramsay o Kelly Reichardt. De fet, els sous de les actrius també canvien. Abans ningú pagaria una actriu més que un actor i l'any 2000 la mateixa Júlia Roberts és la primera a rebre 20 milions de dòlars per Erin Brockovih. El mateix any la Kathryn Bigelow és la primera dona a rebre l'Òscar a la millor interpretació. Els mateixos Estats Units inauguren una era en què la discriminació tampoc pot tenir lloc entre els col·lectius minoritaris com ara els homosexuals. Així, els Òscars han d'empassar-se la pel·lícula de Brokebakc Mountain. Pel·lícula que no rebé cap premi perquè Hollywood l'Acadèmia dels Òscars no pogué tolerar que hi haguera una pel·lícula parlant de dos homes que s'estimen. Però, malgrat això, res impedix la multiplicació de pel·lícules sobre tothom, fins i tot gent en cadira de rodes, tal com proposà el cinema francès amb Intocable. Dins les pel·lícules gayfirendly trobaríem a Another Country, Adèle, Gus Van Sant, Barcelona nit d'Estiu, Shortbus, CRAZY, Us declaro marit i marit o Boys Don't Cry.
Nota: els canvis són espectaculars perquè a l'Aràbia Saudita, dictadura teocràtica de caràcter islamista, la jove Haifaa Al-mansor arriba a produir una pel·lícula, Wadjda, tot i ser dona. Tenint en compte els drets de les dones als països àrabs, aquesta valenta fe realment història. A mode de detall, podríem mencionar el fet que a l'Iran el 90% de les pel·lícules són produïdes per l'Estat i, la dona, hi és rebutjada. No pot dirigir i tampoc se li reserva cap paper molt destacat. Excloses per la Llei islàmica, l'era digital s'anuncia alliberadora.
A banda, el cinema estatunidenc, que seguix dominant el planeta, proposà durant aquesta dècada:
- Seqüeles i més seqüeles: Harry Potter, El món de Nàrnia, Eragon, El Secret de Terabithia, Nanny McPhee, La matèria fosca, L'illa de Nim, l'illa de les bruixes, El món fantàstic d'O, El secret de Moonacre, Les cròniques de Spiderwick, etc
- La represa de clàssics amb noves seqüeles: Terminator III, Rambo IV, Indiana Jones, James Bond, Red, Expensables I, II i III, Instinct II, etc.

Tenim doncs un cinema que per al públic amb més edat com per al més jove, proposa seqüeles de les pel·lícules més exitoses dels 1990. Però, a banda, el cinema estatunidenc també haurà de fer competència amb les pel·lícules de terror pancastellanes. Aquestes sacsegen les cartelleres i, de resultes, Hollywood proposa la saga Saw, probablement la més gore i desagradable de la història. Tortura en una joc que no té final, llevat de la mort d'una innocents que es troben de cop i volta empresonats dins una garjola, la qual no té ni finestres i, tampoc, reixes. Tot és formigó i, dins, amb el cap tapat i lligats de cap a peus, pateixen la més miserable tortura fins a morir. Tot plegat mentre un ninot els martiritza amb allò que suposadament han de fer per alliberar-se. Alhora el cinema estatunidenc proposarà pel·lícules còmiques dins un registra molt més diferent d'allò que el públic s'havia acostumat. Les antigues comèdies a l'italiana o el cèlebre cinema de papa francès, deixen lloc al divertiment sobre terror, sobre animació, sobre la societat i, sobretot, amb un retrat de festes alcohòliques nodrides de referències molt kitch.
A banda, en Michael Moore inaugura igualment una nova etapa dins el gènere documentari. D'ençà el 2000 que els documentaris es procuren dinàmics. És a dir, fora el documentari feixuc de veu en off, el documentari es vol viu i, per tant, es proposa reportatges en forma de documentaris. El reporter viatja arreu a la cerca de pistes, proves i entendre les coses amb testimoniatges, fets i proves. El gènere capta el públic i, de fet, fa canviar algunes pràctiques poc morals d'algunes multinacionals com McDonald. La pel·lícula documentari Super Size Me (traduïda al català) presenta una experiència d'un reporter intrèpid, en Morgan Spurlook, qui menja d'una prop d'un mes únicament menjà de McDonald's sota l'atenta vigilància de tres metges i d'una nutricionista. El resultat és esfereïdor. I, l'impacte, més per a McDonald's mateix que hagué de proposar per primera vegada menús amb ensalades per fer callar les crítiques. El descens dels seus beneficis donaren lloc a una renovació de la imatge que passa d'un color vermell a verd per al seu logotip. És, doncs, dins d'aquesta tendència que naixen en paral·lel pel·lícules compromeses.
- Pel·lícules biogràfiques que retraten la vida i l'èxit o desfortuna d'empresaris, actors, música i altres personalitats amb l'objectiu de donar una imatge ben documentada de la persona en qüestió. Podem destacar La Xarxa, Steve Jobs, Bohemian Rapsody, etc
- Pel·lícules antimilitaristes en què no s'hi amaga res, ans al contrari, tot s'hi revela, els mateixos negocis poc clars dels estats: Trafic, Bloody Sunday, El malson de Darwin, Síria, Diamants de Sang, Liberty Bound, Uncovered: the war on Iraq, Outfoxed, Rupert Murdoch's War on Journalism, Battle for Haditha, Redacted, Lleons i xais,etc. El cinema contra militarista proposa fins i tot escenaris en què el terrorisme islamista es conjuga amb soft-power estatunidenc per tal de reforçar la imatge d'un Estat suposadament bo
- Pel·lícules catastofistes en què s'hi anuncia la fi del món si hom no fa res per aturar l'escalfament global. La dèria verda del cinema estatunidenc es conjuga de documentaris que denuncien uns governs inactius on els diners manem més que la salut col·lectiva i el benestar del planeta. Film de més ressò, Una veritat incòmoda, és probablement el debut de la saga ecològica.

El cinema d'animació, per la seua banda, es democratitza. El gegant Walt Disney ha de conviure amb produccions que venen d'altres països i que enganxen igual o més que les seves. Per bé que seguix sent el líder mundial, als països europeus s'hi aposta decididament pel públic infantil i, a diferència de les produccions de Disney, les pel·lícules són reflexives, igual de divertides, però, sobretot, molt iròniques. Dos gegants de la joguina, Lego i Playmobil, es disputaren de fet el mercat amb pel·lícules que donen dues cares. Les de Lego amb una denúncia de la societat tot i una inventiva molt original i un resultat molt irònic que trenca amb els patrons de Disney, i, Playmòbil amb unes pel·lícules fantasioses, plenes d'idees per incentivar el jovent a jugar a casa seva a l'era de les consoles.
Cal notar, doncs, que fet i fet, el cinema a partir del 2000 es mostra post-modern. És a dir, tenim pel·lícules que denuncien les deficiències del sistema, unes pel·lícules que es mostren declarament no racistes, feministes i tolerants, amb texts narratius que deixen de ser lineals i proposen girs als gèneres, als guions i als personatges. El cinema modern es desconstrueix. La venda de valors segurs per fer diners desapareix de mica en mica a favor d'un cinema més democràtic. Les produccions volen deixar de ser una fira de mercat i portar-se artísticament a fer cinema.

#### Europa: a l'hora delworld cinema
Mentre el cinema estatunidenc anà guanyant mercat i lloc arreu del món, l'europeu s'anà esvaint. Tot just començar la dècada dels 2000, sembla que el continent sencer en pren consciència degut a un context procliu. Els Estats Units són contestats a totes bandes per la seua actuació a la guerra d'Iraq. La crisi econòmica exalta el feixisme europeu i estatunidenc. L'est europeu viu un cert replegament. L'oest també es replega i, a més, França promociona intencionadament una estratègia de difamació contra els Estats Units per destronar-ne el seu soft-power amb l'objectiu d'imposar el soft-power francès a la resta del món, al mateix nivell que l'estatunidenc l'imposà dècades abans. En aquesta cursa de galls, s'hi afig la Xina i, amb tot, tenim una certa decadència del món anglosaxó.
Europa decidix doncs apostar pel cinema propi i, de resultes, reprèn l'estratègia comercial estatunidenca per proposar pel·lícules que es puguen vendre a la resta del món. El cinema pancastellà, per exemple, fa un salt espectacular, deixant de banda les espanyolades d'antuvi. Són proves d'això el seu cinema d'animació com ara Tadeu Jones, Planet 52, The Living Forest o Nocturna. Les noves pel·lícules tenen molts cops ajuda a la producció de catalans i per això es traduïxen a les llengües oficials del país o bé proposen títols directament en altres llengües com ara Donkey Xote que combina l'anglès i el gallec. Alhora destaca notablement el canvi de rumb a les pel·lícules per adult com ara Els altres, L'orfenat, Mar endins, Volver, Pagafantas o REC. S'hi nota perfectament una clara represa del llenguatge desenvolupat pels Estats Units. Però, justament, la intenció és fer cinema propi que siga consumible i, en aquesta cursa, també s'hi veuran altres països com ara Portugal amb Viriato, els Països Catalans amb L'esperit del bosc, Cher ami, Pa Negre, Herois o Floquet de neu, Dinamarca amb Domino, La Salvació o El culpable, Alemanya amb La vida dels altres, Els falsificadors o Good bye Lening, Finlàndia amb Big Game, Rate Exports: A chistmas day, o Angry Birds.
A tota l'època de decadència del cinema europeu, que es visqué a partir dels 1980, només França aconseguia exportar algunes de les seues produccions, juntament amb el Regne Unit. Així i tot, a l'Estat francès també s'hi elabora un cinema amb un llenguatge força estatunidenc com ara a les pel·lícules Taxi, Astèrix, Cleopatra, The Rules of Game, tot i que també se n'aprecia un cinema no hetero-normatiu com ara Adèle, etc.
L'èxit relatiu del cinema europeu (perquè si bé és cert que hi ha més producció, aquesta no és sinònima de destronament de l'imperi estatunidenc i, tampoc, d'exportació automàtica a l'exterior amb el mateix èxit que les produccions estatunidenques) es troba en diverses iniciatives:
- Les televisions privades i estatals invertixen en cinema com a estudis de cinema
- Els estats augmenten les seues ajudes a la indústria cinematogràfica pròpia
- Una dinàmica d'absorció de tots els grups mediàtics per tal de tenir un conglomerat equiparable a l'estatunidenc
- Censura automàtica de vici intel·lectual a les produccions europees no pròpies, fet que dona més publicitat a les produccions pròpies del país, tot deixant espai a les estatunidenques i, com a molt, a les francòfones
- Estrena de canals de televisió d'ideologia panexpansionista: DW, Euronews, etc de forma a donar publicitat amb material propi als països aliens

Així, per exemple, el grup Atresmedia, que voldria fer-se ressò del cinema pancastellà fronteres en fora, deia promocionar el "cinema europeu" quan, de fet, només promociona el seu, però fa passar-lo per cinema europeu, així com moltes multinacionals fan passar les seues empreses per ecològiques sense ser-ho. L'etiqueta ven i, en això, precisament, jugà el soft-power francès quan volgué rivalitzar amb l'estatunidenc. De resultes, els seus homòlegs, com en el cas pancastellà, feren el mateix.
Els punts anteriors tampoc són l'explicació de tot. El cinema estatunidenc anà guanyant terreny mercès a una indústria europea poc organitzada i molt fragmentada. A més a més, els Estats Units és un país molt proteccionista en quant a matèria cultural. No accepta que al seu sòl s'hi puguen veure pel·lícules que no són pròpies, contràriament a la resta del món. Ara bé, quan s'exporta tampoc accepta unes lleis proteccionistes semblants i, per això, fa ús de mecanismes com el GATT o l'OMC per força la resta de països a acceptar les seues produccions. Un cop penetren territori europeu, aprofiten la diversitat de lleis i lingüística per ésser arreu. És a dir, fa un ús conscient dels drets dels europeus, com ara parlar la seua pròpia llengua, per expandir-se arreu. Endemés, el cinema estatunidenc és monopolístic des de la producció fins a la distribució. Un gegant que controla la producció, exhibició i venda, com l'estatunidenc, rivalitza amb molta més facilitat que una indústria europea que no té gegants, no està monopolitzada, es troba desorganitzada, sense gaires estudis, i, amb lleis liberals que permeten l'entrada i eixida de rivals que no permeten l'entrada als seus propis països.
Més i tot, els estudis estatunidencs, aprofiten les ajudes del govern català per doblar cinema en català per embutxacar-se diners i traduir poca producció, de forma que el mercat de cinema doblat al català només representa el 3%, fet que retrobem amb altres llengües que no són les pròpies dels imperis europeus com ara el macedònic, el basc, el letó o el romanx.

### Tecnologia cinematogràfica

#### Màquines d'imatge del seglexix
- Taumàtrop: El taumàtrop, és el primer aparell de cinema creat per John Ayton Paris en 1825, en Anglaterra.Consisteix en un disc de cartró que porta un dibuix per ambdós costats. A les vores té un llistó que quan gira dona la il·lusió de superposar les imatges.

- Fenaquistoscopi: El fenaquitoscopi fou inventat per Joseph Antoine Ferdinand Plateau (1801-1833) en 1833, establint els principis de reproducció i enregistrament cinematogràfic. Aquest aparell de cinema consisteix a fer girar la placa dels dibuixos de manera que s'obtinga una sensació de moviment de les imatges. Permet una gran varietat de dibuixos en moviment, ja que les plaques poden ser canviades per unes altres.

- Zoòtrop: El zoòtrop va ser inventat en 1834 pel científic anglès William George Horner (1789-1837). Tant el zoòtrop, com altres invents, foren importants per a la invenció del cinema. Aquests aparells són la base per crear dibuixos animats actuals. El zoótrop consisteix en un cilindre de metall amb ranures verticals. A través d'aquestes es miraven els dibuixos que es formaven dins del cilindre. Els dibuixos eren d'un mateix cos, en fer girar el cilindre es donava la sensació d'estar en moviment. El zoòtrop va sofrir algunes modificacions per perfeccionar el seu funcionament. D'aquestes modificacions sorgiren aparells com el fenaquitoscopi de Plateau o el praxinoscopi d'Emile Reynaud.

- Diorames: El filòsof francès, Louis-Jacques Mandé Daguerre (1787-1851) va ser el pioner de la fotografia i l'inventor del diorama (1838). El diorama consistia en un escenari, on s'aconseguia que l'espectador tinguera la il·lusió de trobar-se en altre lloc, a través d'imatges molt grans, que es movien i es combinaven amb un joc de llum i so. Tot això formava un espectacle que feia que l'espectador visqués diverses situacions. A Daguerre li interessava l'aplicació de la càmera fosca al Diorama.

- Experiències de Eadweard Muybridge en Palo Alto: Muybridge va ser el pioner en registrar el moviment d'éssers vius. El 1872, Muybridge va ser contractat per Leland Stanford, per a demostrar que el cavall, quan galopa aixeca les quatre potes de terra. Per demostrar-ho, Muybridge va ubicar 12 càmeres en la pista de la carrera. A l'obturador de cadascuna d'elles va enganxar una corda que creuava la pista, que seria tallada pel cavall obtenint així fotografies en seqüència de diferents moments del galop. Les seves experiències van suposar un pont entre l'estàtica de la fotografia i la dinàmica.

- Praxinoscopi: Instrument inventat per Émile Reynaud en 1877. El seu mecanisme estava basat en la idea de descomposició del moviment sumada a la idea de projecció. Es tracta d'un tambor, en l'interior del qual hi ha una roda i diversos miralls que reflecteixen una imatge dibuixada en una tira de paper.

- Zoogyroscopi: Invent creat per Muybridge en 1881. La seva projecció de proves fotogràfiques mitjançant el Zoogyroscopi fou la primera projecció pública d'imatges animades reproduint l'exacte moviment de les coses. Muybridge va rebre els diners per aquests avanços d'uns americans.

- Fusell fotogràfic: És l'avantpassat de l'actual càmera fotogràfica. Va ser inventat per Étienne-Jules Marey en 1882 i es tracta d'un cronofotògraf de placa fixa que registra 12 imatges per segon. Estava destinat a capturar instantànies sobre el vol d'aus.

- Quinetoscopi: El cinetoscopi fou inventat per Thomas Alva Edison en 1889. Encara que cal dir que Edison és l'autor de la patent però no l'inventor. Es basava en la descomposició i síntesi del moviment. L'invent tenia uns 15 metres de pel·lícula enrotllada i s'activava amb una moneda de 60 centaus. No es tractava d'un espectacle públic, perquè solament era visible per una persona.

- Cinematògraf: Aquest invent dels germans Lumière solventava el dubte d'Edison: ja no és una sola persona, sinó un grup, qui gaudeix de la projecció. La seva presentació en públic es va dur a terme el 28 de desembre de 1895 en el Grand Cafe. Era càmera, copiadora i projector a l'hora.

- Vitascopi: Primer es va anomenar fantascopi. És un invent de Thomas Alva Edison que va ser presentat el 23 d'abril de 1896 i es basava en la identificació de la captació del moviment com si es tractara de la captació mateixa de la vida.

### Llistat de pel·lícules o cànon

#### Els pioners
- Germans Lumière (1895) Sortida dels obrers de la fàbrica Lumière
- Germans Lumière (1895) El regador regat
- Germans Lumière (1896) Arribada d'un tren a l'estació de La Ciutat
- Georges Méliès (1902) El viatge a la Lluna
- Edwin S. Porter (1903) El robatori del gran ràpid
- Edwin S. Porter (1901) Vida d'un bomber americà
- Paul Delaroche (1908) L'assassinat del duc de guisa
- Robert G. Vignola (1913) El vampir
- Alice Guy (1896) La fada de les cols
- Albert Smith (1900) Grandma's Reading Glass
- Ladislas Starewitch (1917) El gos torxa
- Émile Cohl (1908) Le cauchemar de fantoche
- Giovanni Pastrone (1914) Cabíria

#### Cinema clàssic
- David W. Griffith (1915) El Naixement d'una Nació
- David W. Griffith (1916) Intolerància
- Robert Wiene (1919) El cabinet del Dr. Caligari
- Fritz Lang (1919) Die Spinne
- Paul Wegener & Carl Boese (1920) El Gòl·lem
- Fritz Lang (1921) Els tres llums
- Benjamin Christensen (1922) Häxan
- Erich von Stroheim (1923) Avarícia
- Buster Keaton & Jack Blystone (1923) La nostra hospitalitat
- Fritz Lang (1923) Els nibelungs
- Friederich W. Murnau (1924) Der letzte Mann
- Raoul Walsh (1924) El lladre de Bagdad
- Herbert Brenon (1924) Peter Pan
- Fred Niblo & Charles B. Bravin (1925) Ben-Hur
- Georg Wilhelm Pabst (1925) El carrer de la tristesa
- Robert J. Flaherty (1925) Moana
- Sergei M. Eisenstein (1925) El cuirassat Potemkin
- Buster Keaton & Clyder Bruckman (1926) El maquinista de la general
- Friederich Wilhelm Murnau (1926) Faust
- Clarence Brown (1926) Flesh and the Devil
- Vsevolod Pudvkin (1926) La mare
- Fritz Lang (1926) Metròpoli
- Alexander Volkoff (1927) Casanova
- Carl Theodor Dreyer (1927) La passió de Joana d'Arc
- Abel Gance (1927) Napoleó
- Friederich W. Murnau (1927) Sunrise
- Sergei M. Eisenstein (1927) Oktjabr
- Víctor Sjöström (1927) The Wind
- William A. Wellman (1927) Wings
- King Vidor (1928) The Crowd
- Lewis Milstone (1930) Res de nou a l'oest

#### Cinema de l'entre-guerra
- Josef von Stemberg (1930) Der Blaue Engel
- Luís Buñuel (1930) L'age d'or
- Charles Chaplin (1931) City Lights
- Rouben Mamoulian (1931) El Dr. Jekyll i el Sr. Hyde
- James Whale (1931) Frankenstein
- Fritz Lang (1931) M, un assassí entre nosaltres
- Norman Z. Harpo (1931) Pistolers d'aigua dolça
- Lewis Milestone (1931) Primera Plana
- Howard Hawks (1931) Scarface
- Robert J. Flaherty (1931) Tabu
- William A. Wellman (1931) The Public Enemy
- René Clair (1931) Visca la Llibertat!
- Tod Browning (1932) Freaks
- Rouben Mamoulian (1932) Love me tonight
- Woody S. Van Dyke (1931) Tarzan, l'home simi
- Gregory La Cava (1932) Veritat a mitges
- Leo MacCarney (1933) Duck Soup
- Lloyd Bacon (1933) El carrer 42
- Merian C. Cooper i Ernet Schoedsack (1933) King Kong
- Frank Tuttle (1933) Roman Scandals
- W. S. Van Dyke (1934) El sopar dels acusats
- John M. Stahi (1934) Imitation of life
- Frank Capra (1934) It happened one night
- Jean Vigo (1934) L'atalante
- Mark Sandrich (1935) Barret de copa
- Gustav Ucicky (1935) Das MÄdchen Johanna
- Jacques Feyder (1935) La kermesse heroica
- Alfred Hitchcock (1935) Els trenta-nous graons
- Benito Perojo (1935) La verbena de la paloma
- Sam Wood (1935) Una nit a l'òpera
- Fritz Lang (1936) Fury
- Julien Duvivier (1936) La bandera
- William Cameron Menzies (1936) La vida futura
- Leni Reifenstahi (1936) Olympisch Spiele
- Charles Chaplin (1936) Temps moderns
- Rouben Mamoulian (1936) The gay desperado
- John Ford (1936) The Plough and the stars
- Jean Renoir (19369 Une partie de campagne
- Victor Fleming (1937) Captains courageous
- Alfred Hitchcock (1938) Alarma a l'exprés
- Gregory La Cava (1937) Dames de teatre
- Fritz Lang (1937) Nonés es viu una vegada
- Henry King (1938) Alexander's ragtime band
- George Cukor (1938) Holiday
- Jean Renoir (1938) La bèstia humana
- Howard Hawks (1938) Quina fera de nena!
- Michael Curtiz & William Keighley (1938) Les aventures de Robin Hood
- Victor Fleming (1939) Allò que el vent s'endugué
- George Marshall (1939) Arizona
- Frank Capra (1939) Cavaller sense espasa
- Victor Fleming (1939) El màgic d'Oz
- Raoul Walsh (1939) Els turbulents anys vint
- Jean Renoir (1939) La règle du jeu
- Zoltan Korda (1939) Les quatres plomes
- Howard Hawks (1939) Només els àngles tenen ales
- John Ford (1939) Stagecoach
- George Cukor (1939) The Women

#### Cinema de la guerra
- Orson Welles (1940) Ciutadà Kane
- Charles Chaplin (1940) El gran dictador
- John Ford (1940) El raïm de la ira
- James Algar, Samuel Armstrong i altres (1940) Fantasia
- Alfred Hitchcock (1940) Enviat especial
- William Wyler (1940) La carta
- Alfred Hitchcock (1940) Rebecca
- Ben Sharpsteen (1941) Dumbo
- John Huston (1941) El falcó maltès
- John Ford (1941) Que verda era la meva vall
- Michael Curtiz (1942) Casablanca
- Luchino Visconti (1942) Obsessió
- Ernst Lubitsch (1942) Ésser o no ésser
- Jossef vo Bàky (1942) Les aventures del baró Muchausen
- Preston Sturges (1942) The plam beach story
- Jean Renoir (1943) Aquesta terra és meua
- Ernst Lubitsch (1943) Heaven can wait
- Emílio Fernàndez (1942) Maria Candelaria
- Jacques Tourneur (1943) Passejant amb un zombie
- Andrew Stone (1943) Stormy weather
- Carl Theodor Dreyer (1943) Vredens Dag
- Laurence Olivier (1944) Enric V
- Edward Dymtryk (1944) Història d'un detectiu
- Otto Preminger (1944) Laura
- Howard Hawks (1944) Tenir-ne o no
- Roberto Rossellini (1945) Roma, ciutat oberta
- Marcel Carné (1945) Els infants del paradís
- Robert Siodmak (1945) The spiral staircase

#### Cinema de postguerra
- Howard Hawks (1946) La son eterna
- King Vidor (1946) Duel in the sun
- David Lean (1946) Grans esperances
- Jean Cocteau (1946) La bella i la bèstia
- Roberto Rossellini (1946) Paisà
- Frank Capra (1946) Què bonic que és viure
- Roberto Rossellini (1946) Alemanya, any zero
- Jacques tourneur (1947) Retorn al passat
- Gluseppe de Santis (1948) Arròs amarg
- Max Ophuls (1948) Carta d'una desconeguda
- Yves Allegret (1948) Dédée d'Anvers
- Jacques Tati (1948) Dia de festa
- Vittorio de Sica (1948) El lladre de bicicletes
- David Lean (1948) Oliver Twist
- Charles Frend (1948) Scott of the Antarctic
- John Ford (1948) Three Godfathers
- Raoul Walsh (1949) Al roig viu
- Mitchell Leisen (1949) No man of her own
- Robert Wise (1949) Combat trucat
- Joseph H. Lewis (1949) El dimoni de les armes
- Roberto Rossellini (1949) Stromboli
- Robert Siodmak (1949) The file of Thelma Jordon
- Ted Tetziaff (1949) The Window
- Nicholas Ray (1950) In a lonely place
- John Huston (1950) La jungla de l'asfalt
- Max Ophüls (1950) La ronda
- Luis Buñuel (1950) Los olvidados
- Cecil B. de Mile (1950) Samson and Delilah
- Billy Wilder (1950) Sunset Boulevard
- Henry King (1950) The gunfighter
- Jean Renoir (1950) The River
- Robert Wise (1950) Three Secrets
- John Huston (1951) La reina de l'Àfrica
- Joseph Manklewice (1950) Tot sobre l'Eva
- William A. Wellman (1951) Més enllà del Missouri
- Billy Wilder (1951) The Big Carnival
- Robert Wise (1951) The day the eart Stood Still
- John Huston (1951) The red badge of courage
- Stanley Donen (1952) Cantant sota la pluja
- Jacques Becker (1952) Casque d'or
- Ingmar Bergman (1951) L'estiu amb Monika
- Joseph Manklewicz (1952) Five fingers
- René Clément (1952) Jocs prohibits
- Henri-Georges Clouzot (1952) Le salaire de la peur
- Orson Welles (1952) Othello
- John Ford (1952) L'home tranquil
- King Vidor (1952) Ruby Gentry
- Fred Zinnermann (1952) Tot sol davant el perill
- Charles Crichton (1952) The Titfield Thunderbolt
- Georges Stevens (1953) Arrels profundes
- Raoul Walsh (1952) The world in his arms
- Ettore Glannini (1953) Carrousel Napolità
- Teinisuke Kinugasa (1953) Jicokumon
- Frederico Felini (1953) Els inútils